# Âge d'or de la peinture néerlandaise
Pour les articles homonymes, voir Âge d'or (homonymie).

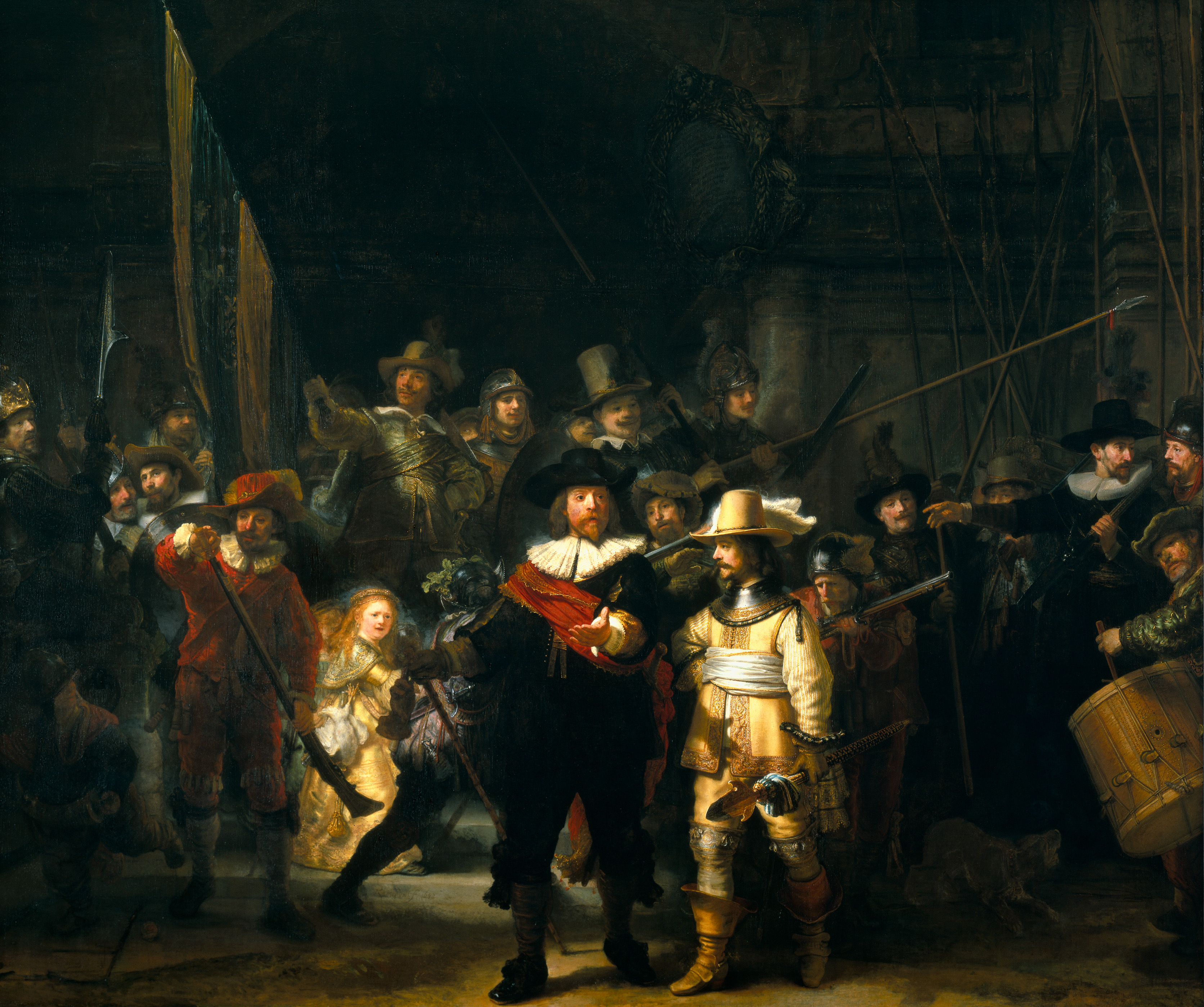
La Ronde de nuit (1642), de Rembrandt.

L'âge d'or de la peinture néerlandaise est la peinture des Pays-Bas durant le siècle d'or néerlandais, une période de l'histoire de ce pays qui correspond à peu près au XVIIe siècle. Les Provinces-Unies forment alors la nation la plus prospère d'Europe et dominent le commerce, l'art et la science du continent. Les provinces ayant constitué ce nouvel État sont des centres artistiques moins importants que les villes de Flandre, mais les bouleversements et les migrations de populations dus à la guerre de Quatre-Vingts Ans, ainsi que la rupture avec les traditions culturelles monarchiste et catholique, font que l'art néerlandais a besoin de se réinventer entièrement, une tâche qu'il accomplit avec succès.
Bien que la peinture néerlandaise de l'âge d'or soit contemporaine de la peinture baroque flamande, et partage plusieurs de ses caractéristiques, elle est en grande partie dépourvue de l'idéalisation et de l'amour de la splendeur typiques de l'art baroque, qui inclut la peinture flamande de Pierre Paul Rubens, Antoine van Dyck et Jacob Jordaens. La plupart des œuvres néerlandaises de cette période se situent dans le prolongement de la tradition réaliste héritée de l'art primitif flamand. Un signe distinctif de cette période est la prolifération de divers genres picturaux, la majorité des artistes se spécialisant dans un genre en particulier. La période se situant entre la fin des années 1620 et l'invasion française de 1672 est considérée comme étant le cœur de l'âge d'or de la peinture néerlandaise.

## Différents genres de peinture

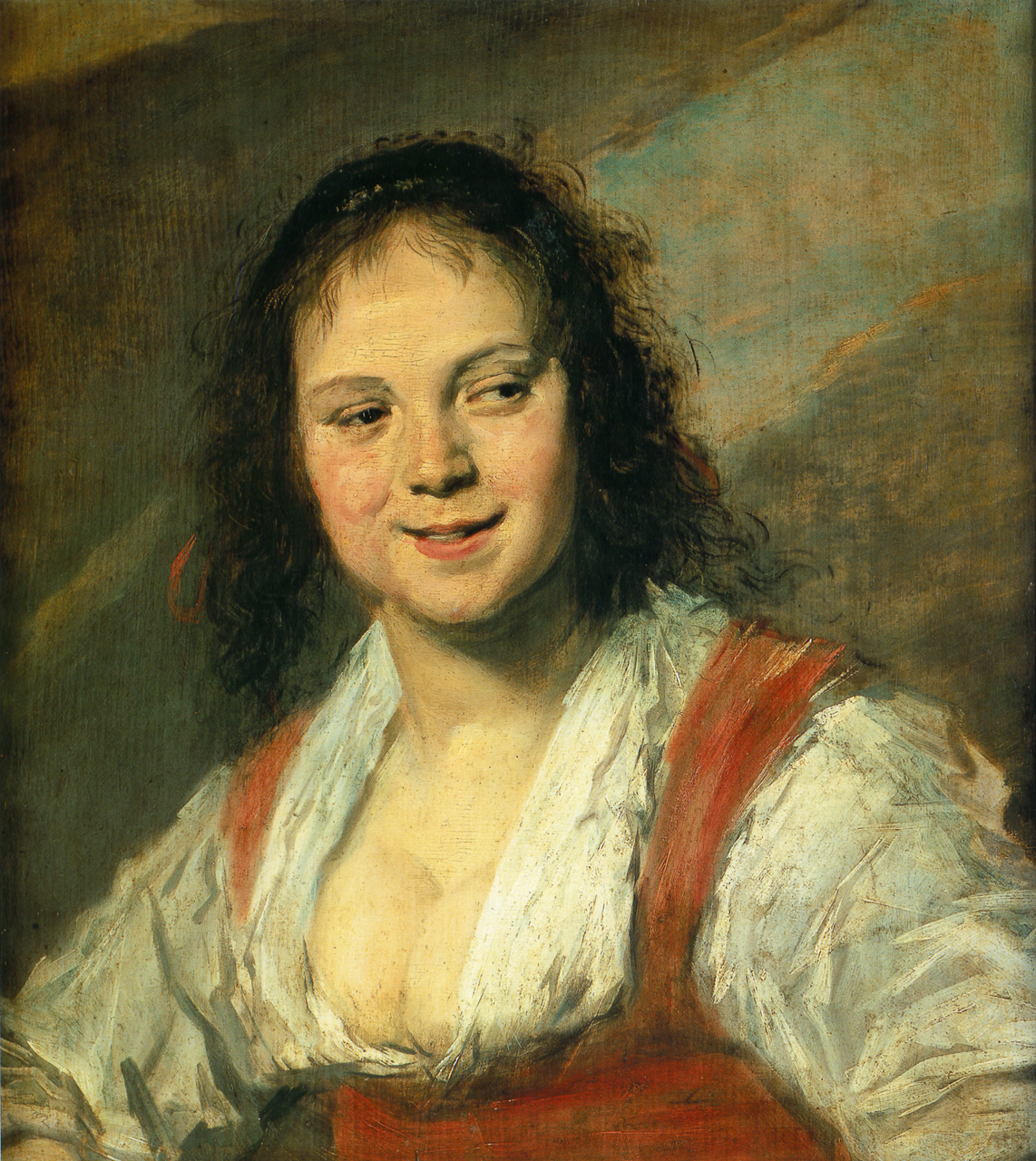
La Bohémienne (v. 1628/1630), tronie de Frans Hals, sous-genre typiquement néerlandais incluant des éléments du portrait, de la scène de genre et parfois de la peinture historique.

L'un des traits marquants de cette période, comparée à la période précédente, est le faible nombre de peintures religieuses. En effet, le calvinisme néerlandais interdit les peintures religieuses dans les églises et, bien que les sujets bibliques soient tolérés au sein des édifices privés, très peu sont réalisés. Les autres genres traditionnels que sont la peinture d'histoire et le portrait sont présents, mais l'âge d'or néerlandais est surtout remarquable pour sa très grande variété dans les autres genres, eux-mêmes subdivisés en de nombreuses catégories spécifiques, telles que les scènes de la vie paysanne, les vues urbaines, les paysages avec des animaux, les scènes de batailles maritimes, et des natures mortes de différents types. Le développement de la plupart de ces genres de peintures a été influencé de façon décisive par les artistes néerlandais du XVIIe siècle.
La théorie de la hiérarchie des genres dans la peinture, par laquelle certains types de peintures sont considérés comme plus prestigieux que d'autres, a conduit un certain nombre de peintres à vouloir produire des peintures d'histoire. Toutefois, ces peintures étaient les plus difficiles à vendre, même Rembrandt en a fait l'expérience. Beaucoup de peintres étaient donc contraints de réaliser des portraits ou des scènes de genre, qui se vendaient plus aisément. En ordre décroissant de statut, les catégories de cette hiérarchie étaient :

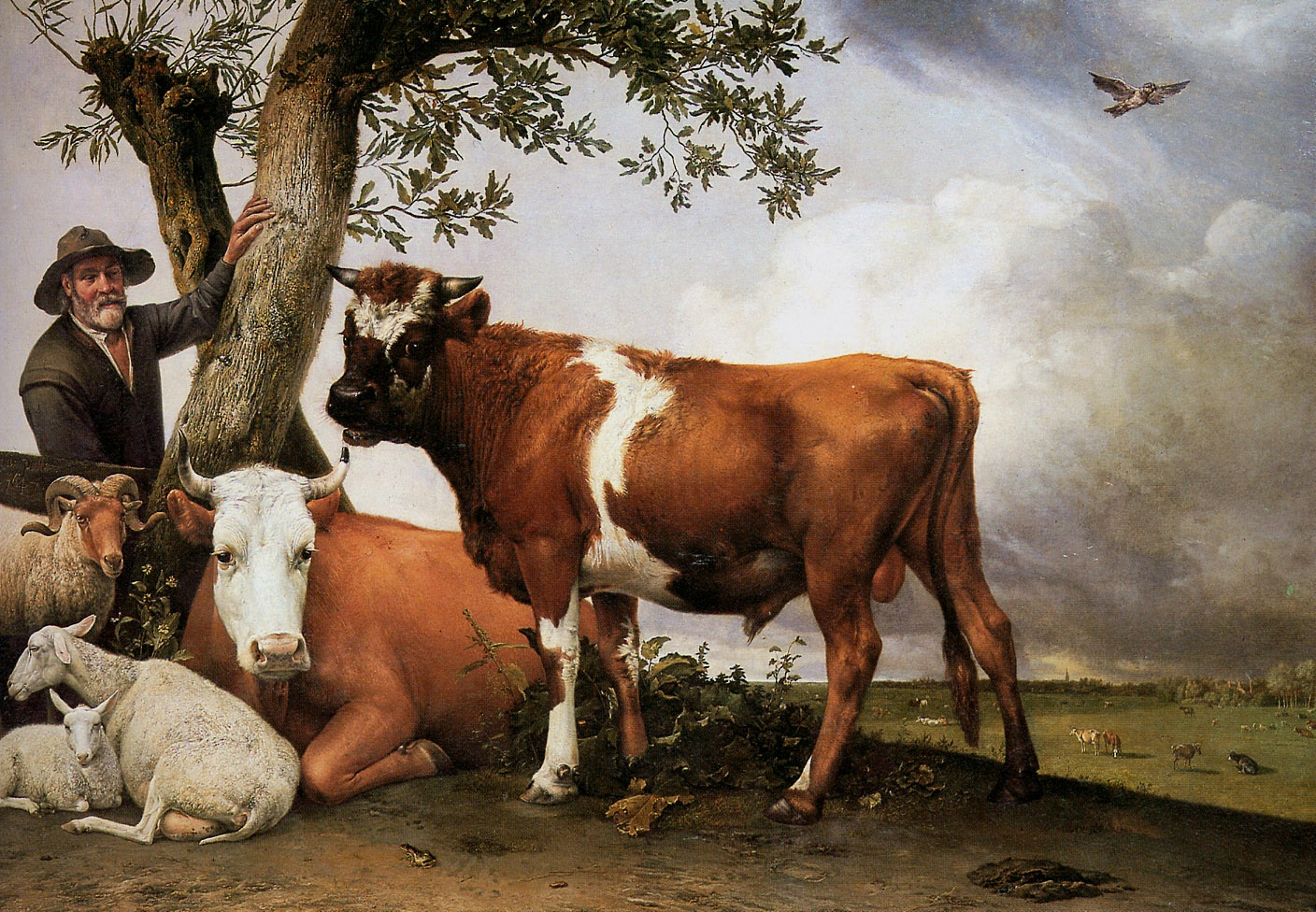
Le Taureau (1647), de Paulus Potter, peinture animalière monumentale qui défie la hiérarchie des genres.

- la peinture d'histoire, incluant les allégories et la peinture religieuse.
- le portrait, incluant le tronie.
- la peinture de genre, ou scènes de la vie quotidienne.
- les paysages, comprenant les marines, la peinture animalière, les scènes de batailles, les vues urbaines et les ruines.
- la nature morte.

Les peintres néerlandais de l'âge d'or se sont concentrés en très grandes parties sur les catégories les moins prestigieuses, sans rejeter pour autant le concept de hiérarchie. La plupart des toiles sont de dimensions relativement modestes, le seul type de peintures de grandes dimensions étant les portraits de groupe. La peinture murale n'existe quasiment pas car, quand l'espace mural d'un édifice public nécessite d'être décoré, une toile encadrée adaptée est généralement utilisée. Pour une plus grande précision sur une surface dure, beaucoup d'artistes continuent d'employer des panneaux en bois, même après que le reste de l'Europe occidentale les ont abandonnés, alors que d'autres utilisent des plats en cuivre, en recyclant principalement des plats utilisés pour les estampes. Le nombre de toiles provenant de l'âge d'or néerlandais a été réduit de façon notable par les peintres des siècles suivants qui en ont utilisé un grand nombre pour réaliser leurs propres peintures par-dessus, car elles étaient meilleur marché qu'une toile et un cadre neufs. Il y a très peu de sculptures réalisées durant cette période, on en trouve principalement dans les monuments funéraires et les édifices publics, car on leur préfère alors l'argenterie et les céramiques en tant que décorations pour les habitations privées. Les carreaux décorés en faïences de Delft sont peu coûteux et très répandus, bien que rarement de très bonne qualité, et, en dehors de cette exception, les plus grands efforts des artistes néerlandais sont produits dans les domaines de la peinture et de l'estampe.

## Le milieu artistique

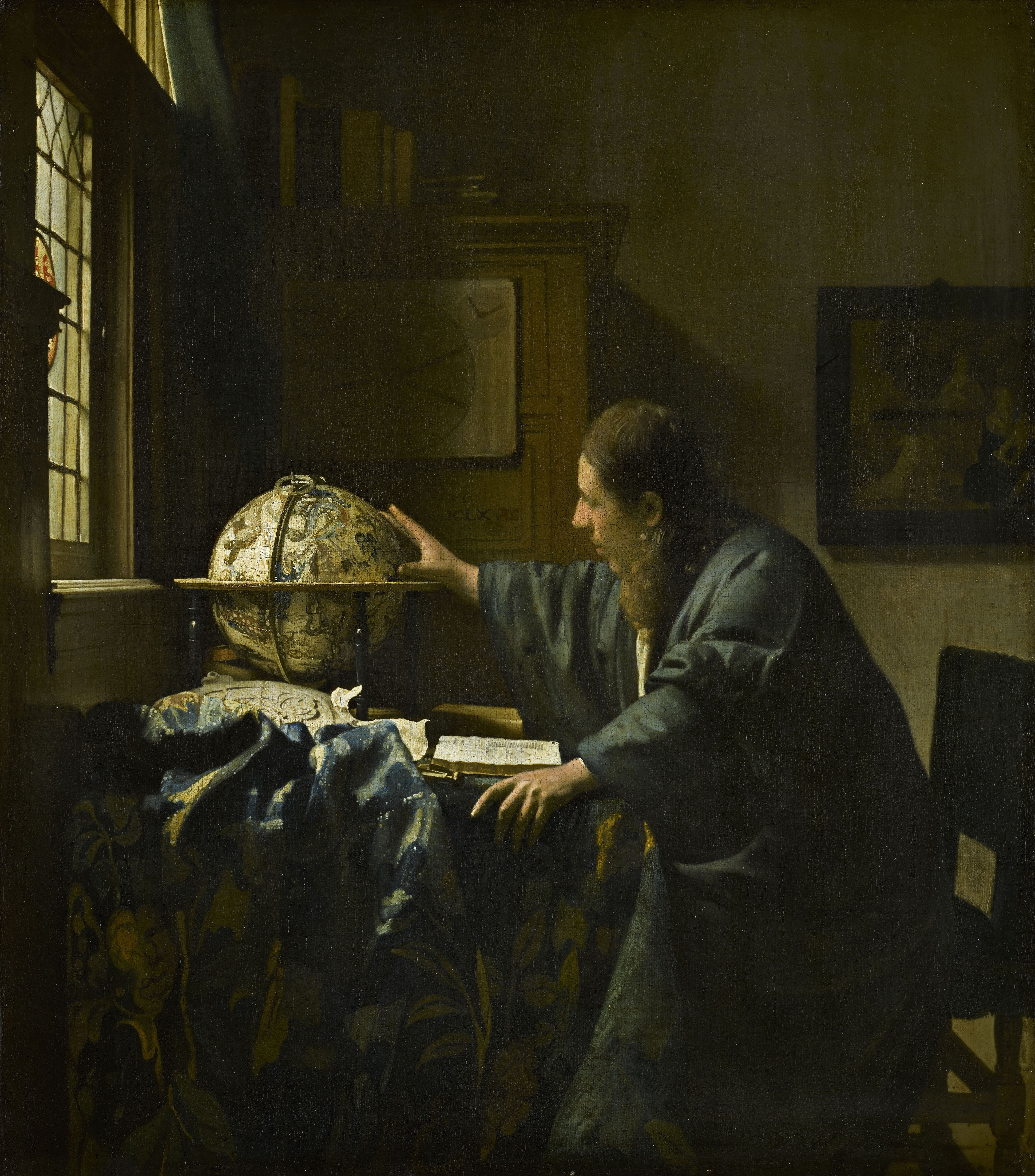
L'Astronome (1668), de Johannes Vermeer.

Une énorme quantité d'œuvres d'art est produite durant l'âge d'or, et un grand nombre de peintures sont vendues dans de grandes foires organisées spécialement. Il a été estimé que plus de 1 300 000 peintures ont été réalisées durant la période entre 1640 et 1660. Seulement 1 % de ces toiles existent toujours au début du XXIe siècle et, « seulement 10 % de celles-ci sont de bonne qualité ». L'énorme volume de toiles produites signifie que les prix étaient relativement bas, sauf pour les œuvres des artistes les plus connus, mais il y a eu dans les siècles suivants une élévation rapide des prix concernant les peintures des artistes les plus à la mode.
Les peintres qui ne bénéficiaient pas d'une grande réputation, ou démodés, tels que Johannes Vermeer, Frans Hals ou Rembrandt dans ses dernières années, ont eu beaucoup de difficultés à vivre de leur art et plusieurs sont morts dans la pauvreté, même s'ils sont désormais considérés comme faisant partie des plus grands. Beaucoup de peintres avaient un autre travail ou ont abandonné l'art afin de subvenir à leurs besoins.
L'invasion française de 1672 entraîna une sévère dépression dans le marché de l'art, qui ne s'en remis pas. La diffusion des peintures est très large, et un voyageur anglais note en 1640 que « d'ici quelque temps, tous les forgerons, les cordonniers, etc. auront des tableaux sur leur lieu de travail. Telle est l'inclinaison naturelle générale que ce peuple a pour la peinture ». Il y a pour la première fois dans l'histoire beaucoup de marchands d'art professionnels, et plusieurs d'entre eux, comme Johannes Vermeer et son père, Jan van Goyen et Willem Kalf, sont également des artistes importants. Les paysages sont les œuvres non commissionnées les plus faciles à vendre.

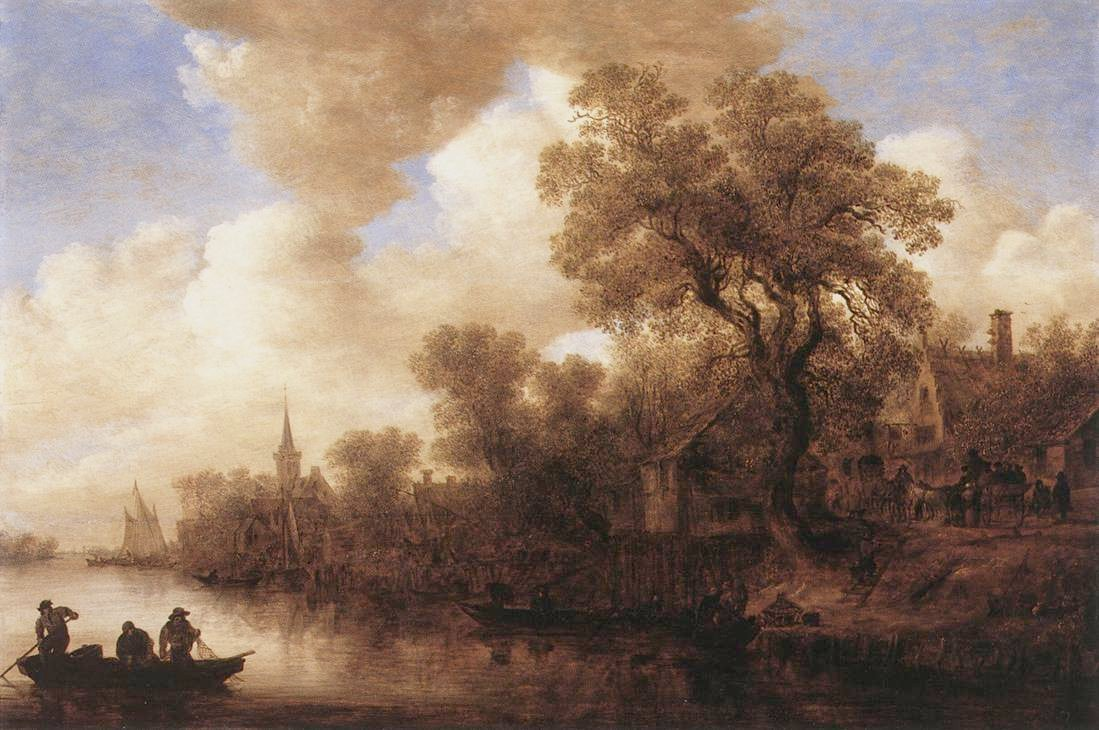
Paysage de rivière (1652), de Jan van Goyen.

La technique des artistes néerlandais est généralement excellente, et la plupart d'entre eux suivent la vieille méthode médiévale d'apprentissage auprès d'un maître. Les ateliers sont plus petits qu'en Flandre et en Italie, avec seulement un ou deux apprentis étudiant à la fois, leur nombre étant souvent restreint par les règlements des guildes. L'agitation régnant durant les premières années d'existence des Provinces-Unies, avec un nombre important d'artistes venant des Pays-Bas espagnols et la perte de marchés traditionnels tels qu'un travail pour la cour ou pour l'église, conduit à la résurgence de guildes artistiques, souvent appelées guildes de Saint-Luc. Dans bien des cas, celles-ci impliquent des artistes se dégageant eux-mêmes de groupements médiévaux où ils partageaient une guilde avec plusieurs autres commerces. Quelques nouvelles guildes sont créées pendant cette période : à Amsterdam en 1579, Haarlem en 1590, Gouda, Rotterdam, Utrecht et Delft entre 1609 et 1611. Les autorités municipales de Leyde se méfient des guildes et n'en autorisent pas avant 1648, tandis qu'à La Haye, des peintres peu satisfaits par la guilde de Saint-Luc locale créent leur propre organisation en 1656. Plus tard dans le siècle, il devient évident à de nombreux artistes que la vieille idée d'une guilde contrôlant à la fois la formation et les ventes ne fonctionne plus, et les guildes sont peu à peu remplacées par des académies qui se focalisent sur la formation de nouveaux artistes. À l'exception des portraits, la plupart des peintures néerlandaises sont réalisées sans commande spécifique, ce qui était alors la norme dans les autres pays, le marché de l'art néerlandais étant un précurseur dans ce domaine comme dans nombre d'autres.
Il y a plusieurs dynasties d'artistes, et nombre d'entre eux se marient avec la fille de leur maître ou d'autres artistes. Beaucoup de peintres sont originaires de familles aisées qui paient pour leur apprentissage, et Rembrandt et Jan Steen ont tous deux été inscrits à l'université de Leyde pendant un temps. Plusieurs villes ont des styles et des sujets de peintures bien distincts, et Amsterdam est le plus grand centre artistique du pays, en raison de la grande prospérité de la ville. Des villes comme Haarlem et Utrecht sont plus importantes dans la première moitié du siècle, tandis que d'autres villes, comme Leyde, émergent après 1648 et qu'Amsterdam attire progressivement de plus en plus d'artistes.

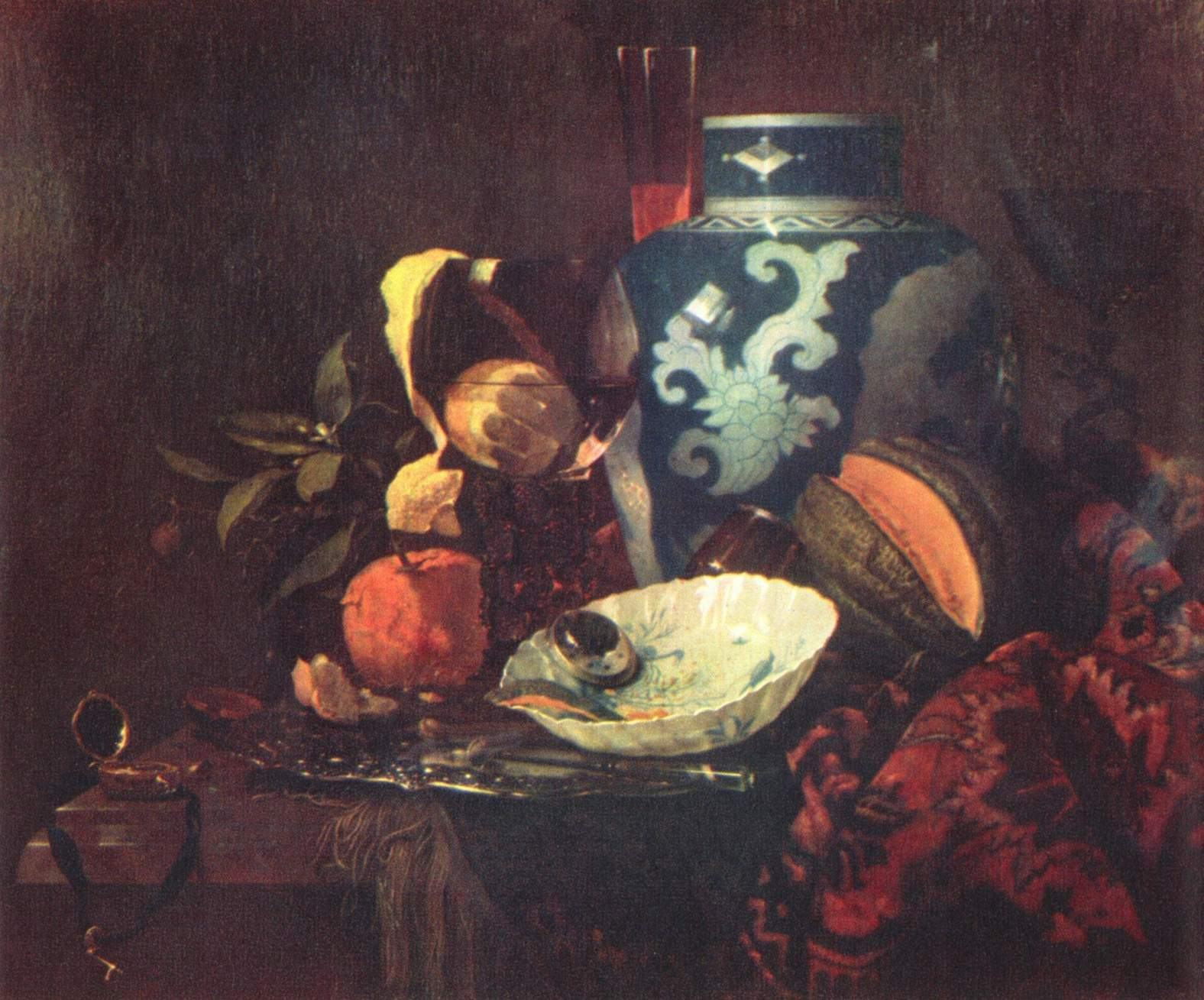
Nature morte (1660), de Willem Kalf.

Les artistes néerlandais sont beaucoup moins préoccupés par la théorie artistique que ceux de beaucoup d'autres nations, et sont moins enclins à discuter de leur art. Les milieux intellectuels et le grand public sont également beaucoup moins intéressés par la théorie artistique qu'en Italie à la même époque. Presque toutes les commandes et les ventes sont privées, et les bourgeois sont moins bien documentés qu'ailleurs. Mais l'art néerlandais est une source de fierté nationale et les biographes majeurs sont une source précieuse d'informations. Parmi eux, Carel van Mander, dont Le Livre des peintres (1604) traite essentiellement du siècle précédent, et Arnold Houbraken (Le Grand Théâtre des artistes et peintres néerlandais, 1718–1721). Tous les deux ont suivi l'exemple de Giorgio Vasari, et l'ont même dépassé, en incluant un grand nombre de biographies d'artistes, plus de 500 dans l'ouvrage de Houbraken, et sont généralement considérés comme fidèles dans leur relation des faits. L'artiste allemand Joachim von Sandrart a travaillé plusieurs années aux Pays-Bas, et son Deutsche Akademie traite de beaucoup d'artistes néerlandais qu'il a connu. Le maître d'Houbraken, et l'élève de Rembrandt, était Samuel van Hoogstraten, dont l'ouvrage Introduction à l'école supérieure de la peinture (1678) est plus critique que biographique et compte parmi les plus importants traités picturaux de cette période. Comme d'autres travaux néerlandais sur la théorie artistique, ces ouvrages exposent beaucoup de lieux communs de la Renaissance et ne reflètent pas entièrement l'art néerlandais de cette époque car ils se concentrent souvent sur la peinture d'histoire.

## La peinture d'histoire

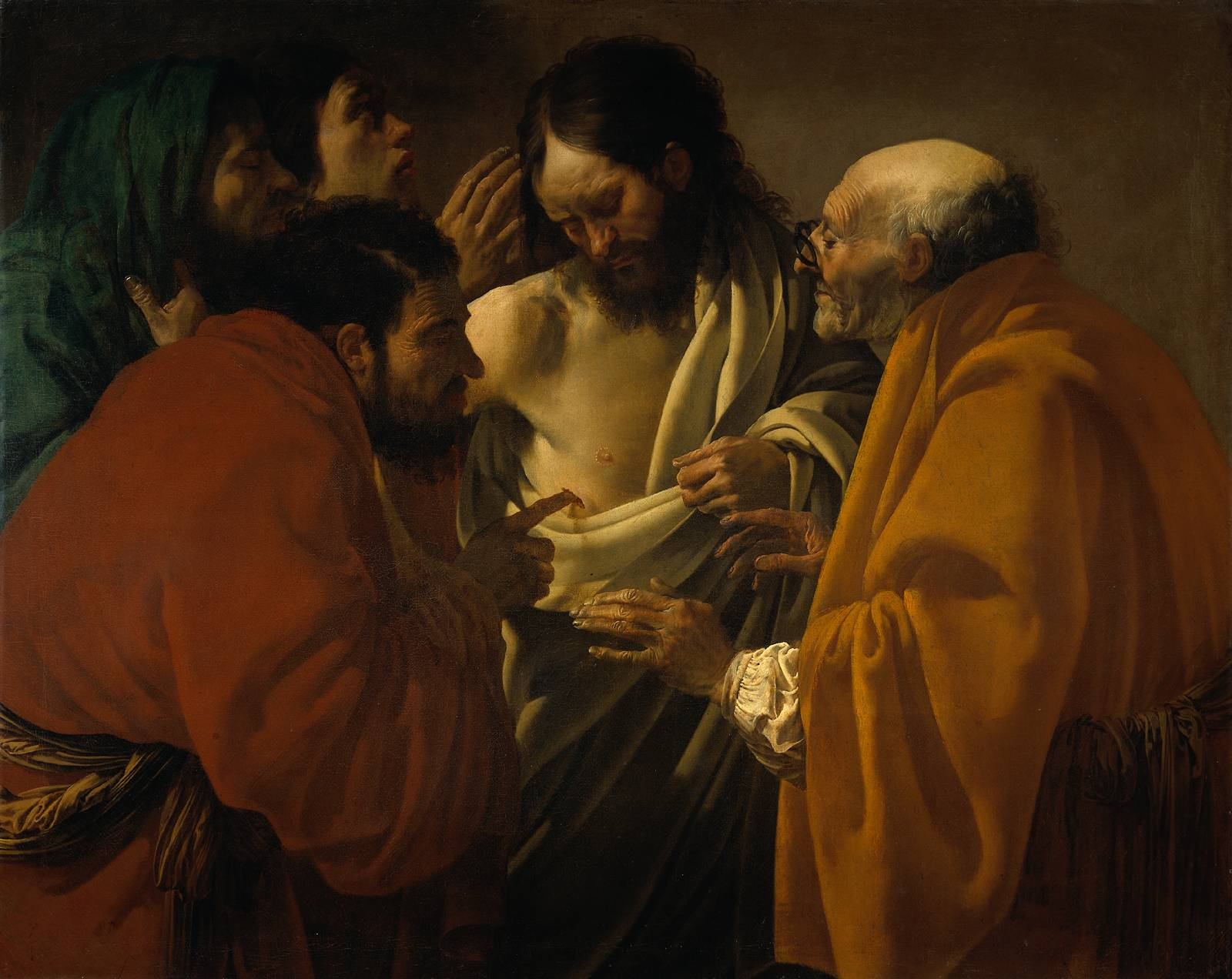
L'Incrédulité de saint Thomas (1621-1623), de Hendrick ter Brugghen.

La peinture d'histoire inclut les peintures d'événements historiques mais aussi celles de scènes allégoriques ou inspirées de la Bible, de la mythologie ou d'œuvres littéraires. Les événements historiques récents n'en font pas partie et sont traités de manière réaliste, mêlant opportunément les genres du portrait et du paysage. Les grandes compositions représentant des scènes historiques ou bibliques sont produites moins fréquemment que dans les autres pays car il n'y a pas de marché pour l'art d'église et peu de grandes résidences aristocratiques à décorer. De plus, la population protestante des grandes villes a été exposée à des utilisations particulièrement hypocrites d'allégories maniéristes dans le cadre de la propagande peu fructueuse faite par les Habsbourg pendant la guerre de Quatre-Vingts Ans, ce qui a provoqué en réaction une méfiance envers les rhétoriques visuelles grandioses et un attrait pour le réalisme. La peinture d'histoire est donc très minoritaire, même s'il y a en contrepartie un intérêt relativement important envers les imprimés de sujets historiques.
Plus que dans les autres genres, les peintres d'histoire néerlandais continuent à être influencés par la peinture italienne. Des impressions et des copies de chefs-d'œuvre italiens circulent et inspirent certains arrangements de composition. La maîtrise néerlandaise croissante de rendre la lumière provient de styles originaires d'Italie, et notamment celui du Caravage. Certains peintres néerlandais ont également voyagé en Italie, bien que de façon moins fréquente que leurs contemporains flamands, comme le montrent les adhésions à la confrérie des Bentvueghels de Rome.
Dans les premières décennies du XVIIe siècle, plusieurs artistes maniéristes formés durant le siècle précédent continuent à travailler, jusqu'en 1630 dans les cas de Abraham Bloemaert et Joachim Wtewael. Beaucoup de peintures d'histoire sont de petites dimensions, et le peintre allemand (basé à Rome) Adam Elsheimer a une plus grande influence que le Caravage sur des peintres néerlandais tels que Pieter Lastman, le maître de Rembrandt, et Jan et Jacob Symonsz. Pynas. Par rapport aux peintres d'histoire baroques des autres pays, ils partagent néanmoins l'inclinaison des autres peintres néerlandais pour le réalisme, et la narration directe, et sont parfois connus sous le nom de pré-rembranesques, car les premières compositions de Rembrandt sont dans ce style.

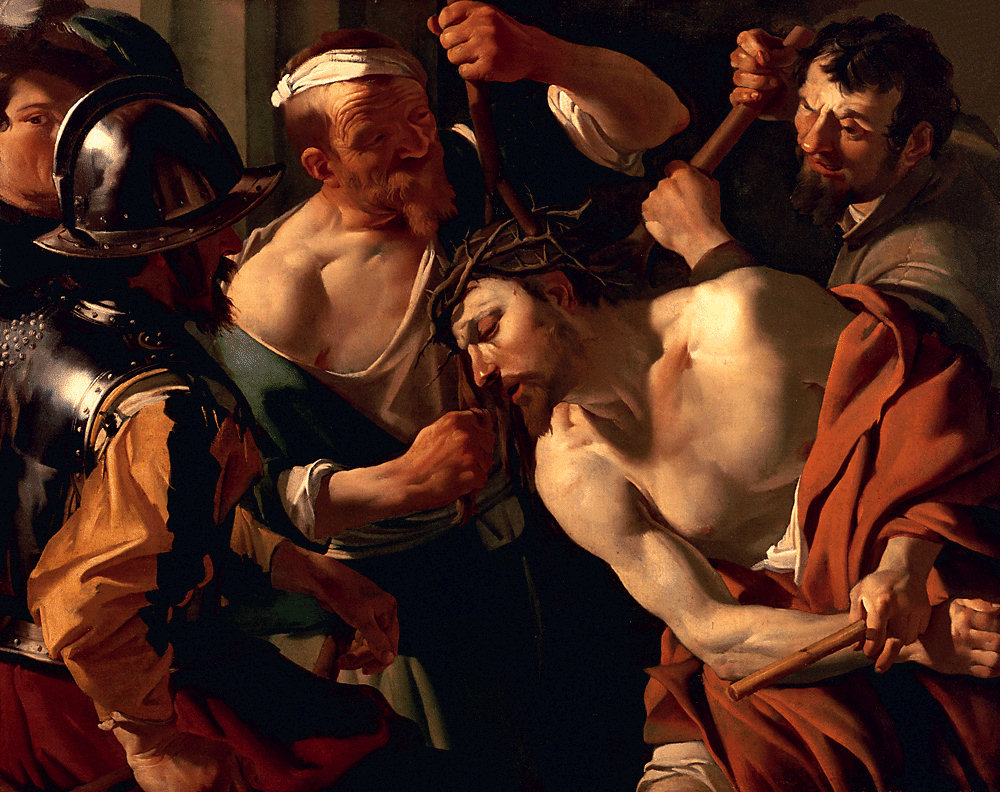
Le Couronnement d'épines (1622/1623), de Dirck van Baburen, peinture réalisée pour un couvent d'Utrecht.

L'École caravagesque d'Utrecht est un important groupe d'artistes qui réalisent des peintures d'histoire et de grandes scènes de genre dans un style italianisant, et qui font souvent une grande utilisation du clair-obscur. Utrecht, qui était avant la révolte des gueux la ville la plus importante du pays, présente alors la caractéristique exceptionnelle de compter une population catholique d'environ 40 % au milieu du siècle, et plus encore parmi les milieux les plus aisés. On peut compter parmi les peintres catholiques néerlandais du XVIIe siècle Abraham Bloemaert, Gerrit van Honthorst, Jan Steen et Paulus Bor, ainsi que Vermeer qui s'était probablement converti à son mariage. Les principaux représentants de cette école sont Hendrick ter Brugghen, Gerrit van Honthorst et Dirck van Baburen, et l'école est active jusque vers 1630, même si van Honthorst continue sa brillante carrière dans les cours anglaise, néerlandaise et danoise jusqu'en 1650, bien que dans un style plus classique.
Rembrandt a commencé sa carrière avec des peintures d'histoire, avant de connaître le succès financier comme portraitiste, et n'a jamais abandonné ses ambitions dans ce domaine. Un grand nombre de ses eaux-fortes  représentent des scènes religieuses, et l'histoire de la dernière toile qu'il a peinte dans ce genre, La Conjuration de Claudius Civilis (1661), commande pour laquelle il ne fut jamais payé, illustre à la fois son engagement dans le genre et les difficultés qu'il avait à trouver des acquéreurs. Plusieurs artistes, ses élèves pour la plupart, essaient de reprendre son style, et Govert Flinck est celui qui obtient le plus de succès. Gérard de Lairesse compte également parmi ceux-ci avant de tomber sous l'influence du classicisme français et de devenir le principal partisan néerlandais de ce style à la fois en tant qu'artiste et que théoricien.
La représentation de la nudité est le domaine réservé des peintres d'histoire, même si certains portraitistes déguisent leurs nus occasionnels (et quasiment toujours féminins) sous un titre classique, comme l'a par exemple fait Rembrandt avec sa Bethsabée au bain. Les peintres de genre se sont quant à eux contenté de suggestivité, révélant rarement plus qu'un décolleté généreux ou une cuisse, généralement en peignant des prostituées ou des paysannes.

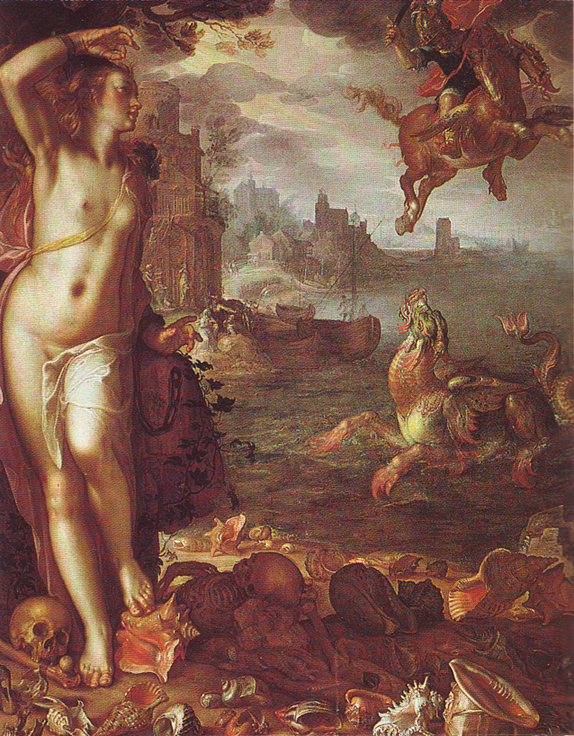
Persée et Andromède (1616), de Joachim Wtewael.
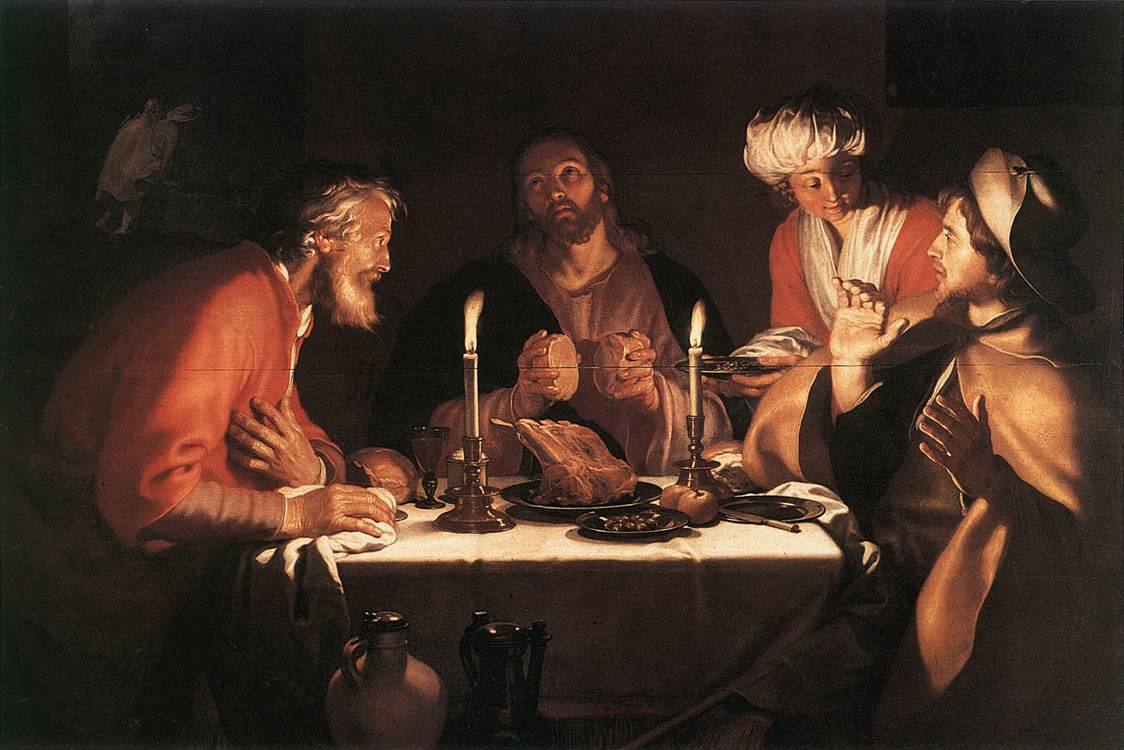
Les Disciples d'Emmaus (1622), de Abraham Bloemaert.
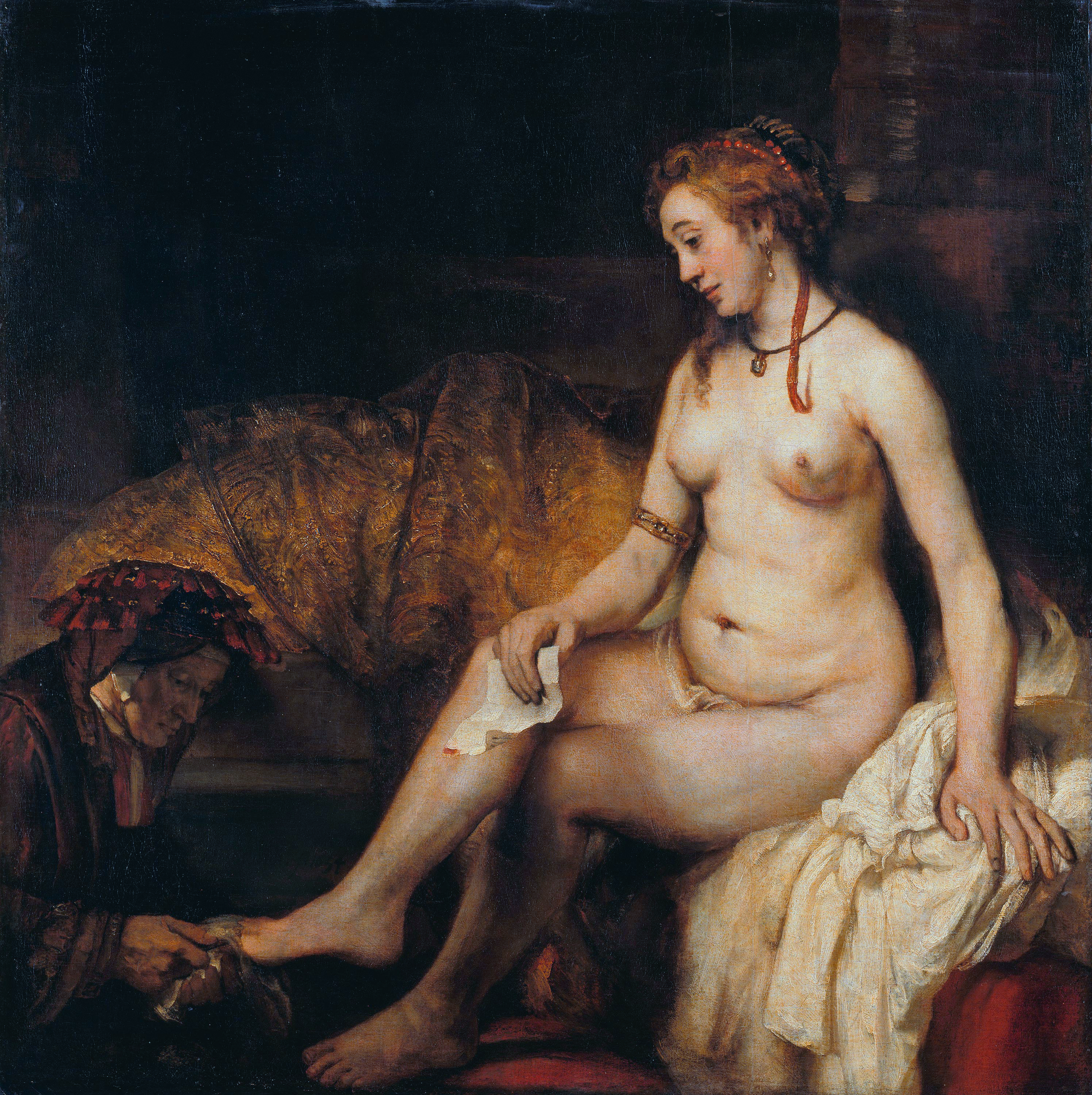
Bethsabée au bain tenant la lettre de David (1654), de Rembrandt.
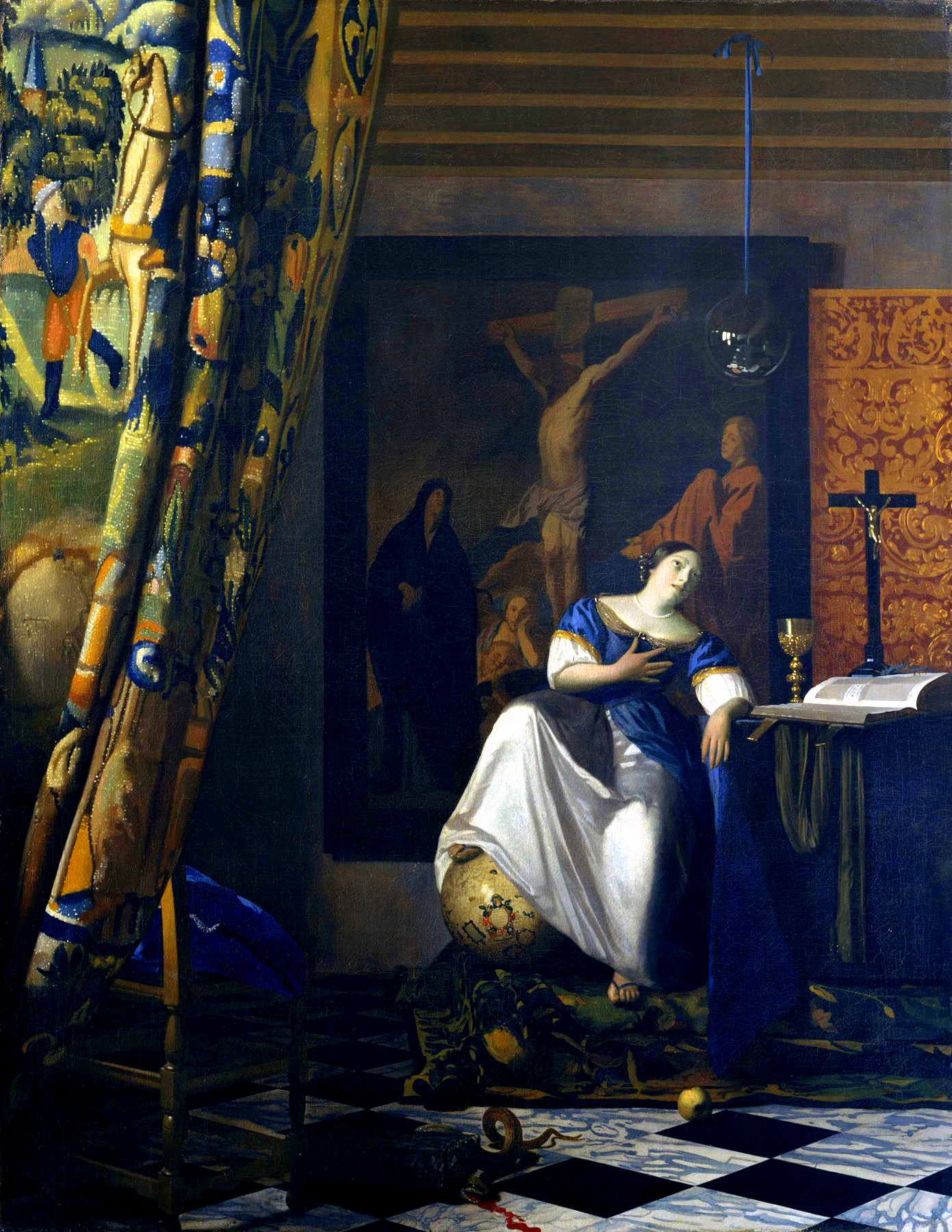
L'Allégorie de la Foi (1670-1674), de Johannes Vermeer.

## Le portrait

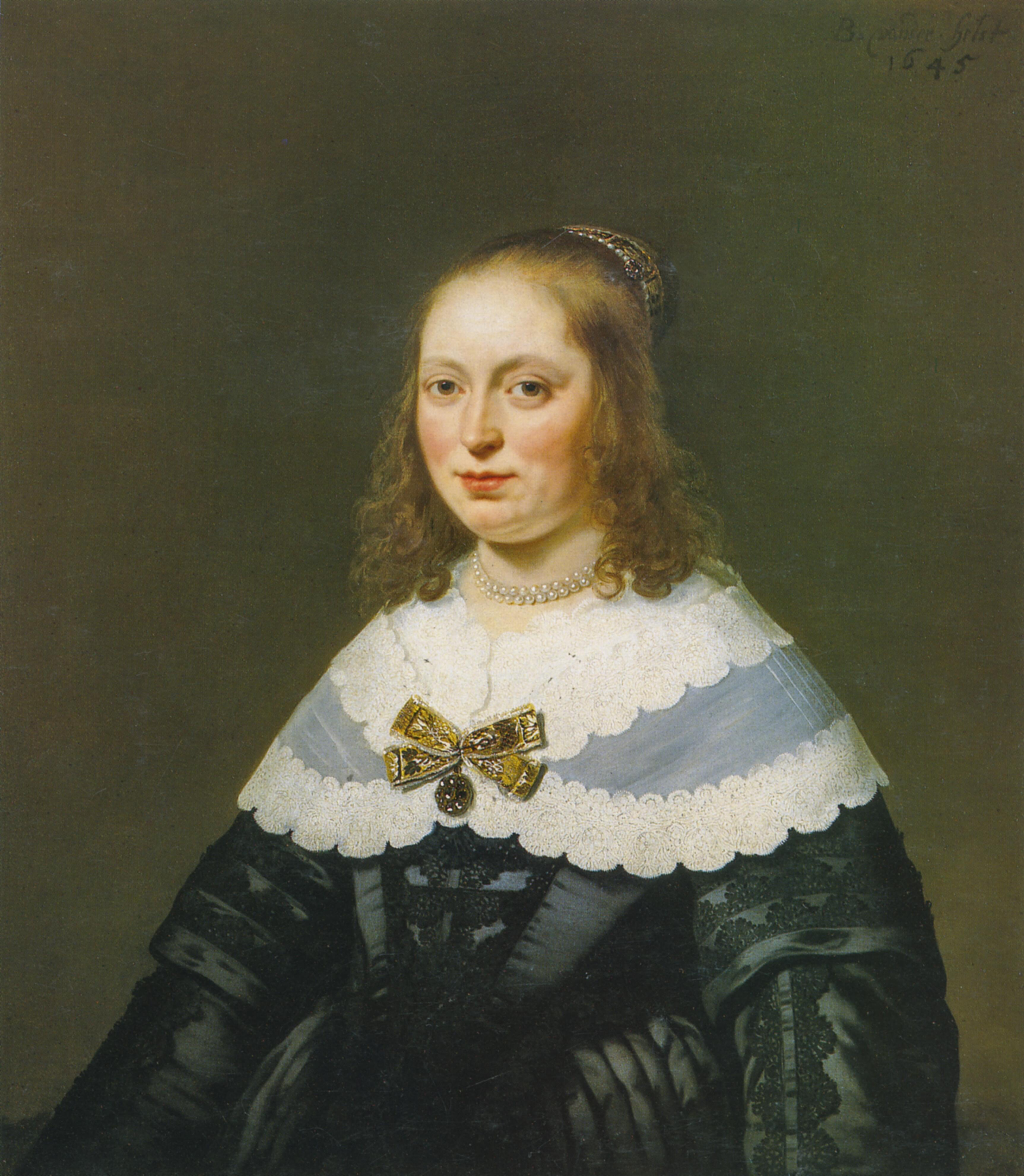
Portrait de Sophia Trip (1645), de Bartholomeus van der Helst.

Le portrait est un genre florissant dans les Provinces-Unies du XVIIe siècle, en raison de la présence d'une classe marchande importante qui est encline à passer des commandes de portraits. Les estimations de la production totale de portraits durant l'âge d'or varient entre 750 000 et 1 100 000. Rembrandt connaît sa période de plus grand succès financier en tant que jeune portraitiste d'Amsterdam, mais comme d'autres artistes, trouve ces commandes de portraits par des bourgeois de plus en plus fastidieuses, « les artistes prenant cette route sans aucun plaisir », selon Carel van Mander.
Les portraits néerlandais évitent la rhétorique excessive et fanfaronne du courant baroque aristocratique qui sévit dans le reste de l'Europe du XVIIe siècle. L'habillement sombre des sujets et le sentiment calviniste que l'inclusion de possessions ou de terres à l'arrière-plan serait un péché de vanité conduit à une indéniable similitude de beaucoup de portraits néerlandais réalisés durant cette période, en dépit de leurs qualités techniques. Même les poses debout sont généralement évitées, car également vues comme un signe de vanité. Les poses sont très peu démonstratives, particulièrement celles des femmes, même si l'on permet aux enfants plus de libertés. Le mariage est un moment classique pour une commande de portrait, les deux époux faisant néanmoins souvent l'objet de deux peintures séparées. Les portraits postérieurs de Rembrandt se distinguent par leur force de caractérisation, ainsi que, parfois, un élément narratif, mais même ses premiers portraits peuvent être décourageants quand ils sont vus d'un bloc, comme dans la salle des premiers Rembrandt du Metropolitan Museum of Art de New York.

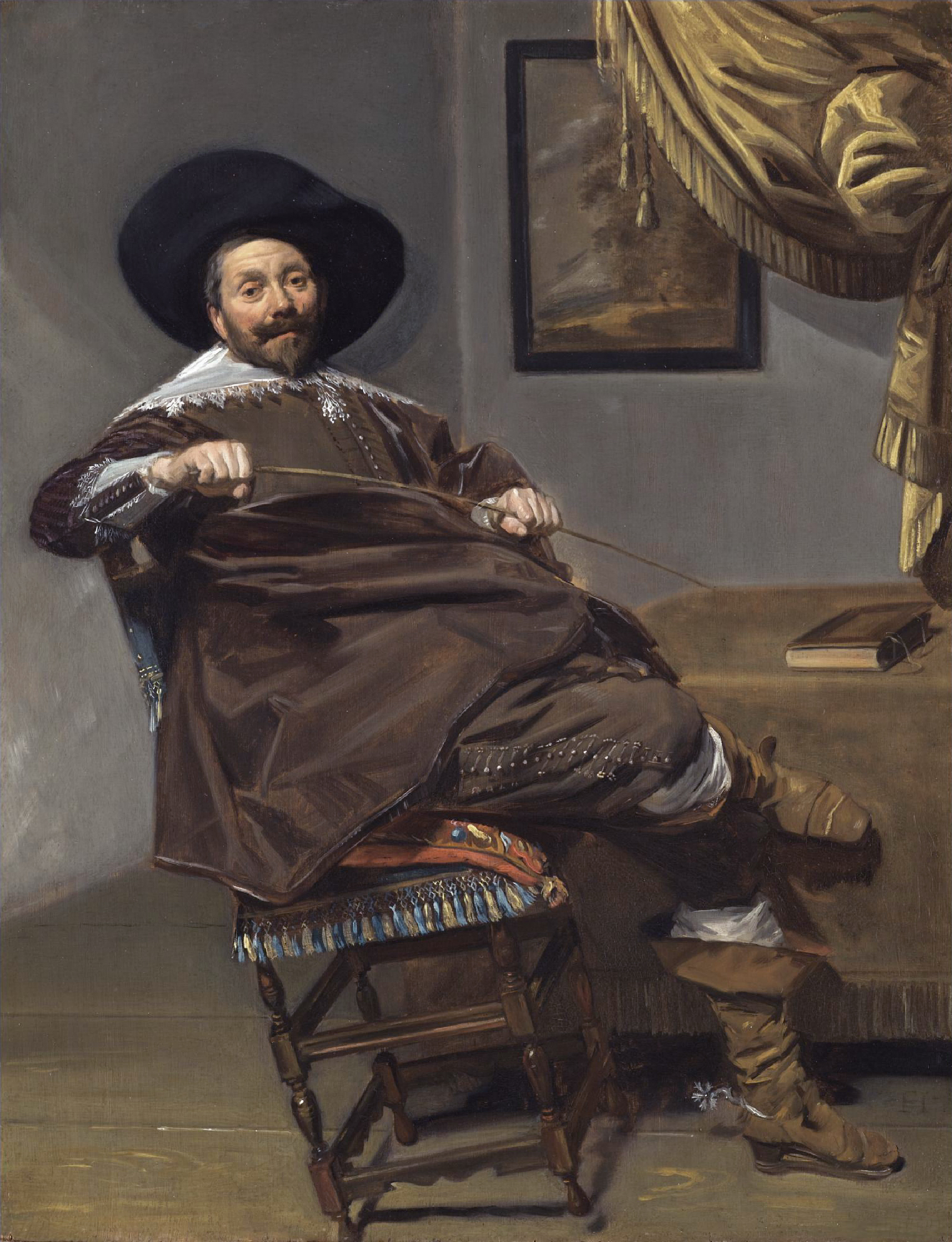
Willem Heythuijsen (1634), de Frans Hals.

L'autre grand portraitiste de l'âge d'or est Frans Hals, dont le travail au pinceau et la capacité à peindre des sujets assis paraissant détendus et souriants ajoute de l'intérêt à ses modèles les moins prometteurs, même si la pose nonchalante qu'il a fait prendre à Willem Heythuijsen, un riche marchand de textile qui avait déjà passé une commande à Hals dix ans auparavant, reste exceptionnelle pour la période. Jan de Bray encourage ses modèles à poser en costumes en tant que personnages historiques, mais un grand nombre de ses portraits sont ceux de sa propre famille. Thomas de Keyser, Bartholomeus van der Helst et Ferdinand Bol, parmi d'autres, font également de leur mieux pour rendre vivants les travaux les plus conventionnels. Le portrait, moins affecté par les effets de mode que les autres genres de peintures, reste une valeur sûre pour les artistes néerlandais.
D'après le peu que l'on sait des procédures alors en vigueur, il semble que, comme ailleurs en Europe, le visage soit dessiné et peut-être peint lors d'une ou deux séances de pose initiales. Le nombre typique de séances de pose demeure quant à lui assez flou, et on a trouvé dans des documents des exemples allant jusqu'à 50 séances de pose. Les vêtements sont laissés à l'atelier de l'artiste et sont souvent peints par des élèves, ou achetés à un spécialiste en la matière, même si, ou parce que, ils sont considérés comme une partie très importante de la peinture. Les femmes mariées et les célibataires peuvent être distinguées grâce à leur tenue, mettant en évidence le fait que très peu de femmes célibataires ont fait l'objet de portraits, excepté dans des portraits familiaux de groupe. L'exactitude concernant les vêtements portés à l'époque est assez variable car, bien que des vêtements rayés ou à motifs étaient portés, les artistes les représentaient rarement afin de s'éviter un travail supplémentaire. Les dentelles et les fraises sont très en vogue à l'époque et représentent un véritable défi pour les peintres soucieux de réalisme. Rembrandt met au point une méthode plus efficace pour peindre les dentelles, étendant de larges garnitures de blanc avant de peindre légèrement en noir pour mettre en évidence les motifs. Une autre façon de faire est de peindre en blanc par-dessus une couche de noir et de gratter le blanc avec l'extrémité de la brosse pour représenter les motifs.
À la fin du siècle, une mode lancée en Angleterre par Antoine van Dyck dans les années 1630 consiste à peindre les modèles dans une tenue semi-fantaisiste, connue sous le nom de tenue « pittoresque »  ou « romaine ». Les aristocrates et les membres d'une milice se permettent plus de libertés, posant dans des tenues plus claires et de façon plus démonstrative que les bourgeois, les affiliations religieuses affectant également probablement beaucoup de compositions. Vers la fin du siècle, les valeurs aristocratiques se répandent parmi la bourgeoisie et les poses deviennent plus décontractées.
Un genre distinctif de peinture, combinant des éléments du portrait, de la peinture d'histoire et de la scène de genre, est le tronie. Il s'agit généralement d'une partie d'un personnage représenté seul pour laquelle l'artiste s'est employé à représenter une expression faciale ou un état d'esprit peu habituel. L'identité des modèles n'est pas supposée être importante mais ils peuvent représenter un personnage historique ou être dans une tenue exotique ou antique. Frans Hals, Jan Lievens et Rembrandt, dont beaucoup de ses autoportraits sont également des tronies (notamment ses eaux-fortes), comptent parmi ceux qui ont développé ce genre.

La Leçon d'anatomie du docteur Tulp (1632), de Rembrandt.

Les portraits de famille ont tendance, comme en Flandre, à être placés dans des jardins, mais sans une vue étendue à l'arrière-plan comme plus tard en Angleterre, et à être relativement informels au niveau des tenues et des postures. Les portraits de groupe, invention en grande partie néerlandaise, sont populaires parmi le grand nombre d'associations civiques qui constituent une part importante de la vie sociale de l'époque, telles que les officiers d'une milice citoyenne, ou les administrateurs et les régents de guildes ou d'associations charitables. Dans la première moitié du siècle, ces portraits sont des compositions très formelles et rigides. Les groupes sont souvent assis autour d'une table, tous les sujets regardant en direction du peintre. Une grande attention est portée aux détails des tenues ainsi qu'à l'ameublement et aux autres signes de la position sociale des sujets représentés. Plus tard, les portraits de groupe deviennent plus vivants et les tenues se font plus colorées. Le Syndic de la guilde des drapiers, de Rembrandt, constitue un bon exemple du traitement d'un groupe autour d'une table.
Les scientifiques posent souvent avec leurs instruments ou l'objet de leurs études autour d'eux. Les médecins posent quelquefois rassemblés autour d'un cadavre, dans ce qui est appelée une « leçon d'anatomie », la plus célèbre étant La Leçon d'anatomie du docteur Tulp (1632). Les administrateurs préfèrent donner une image d'austérité et d'humilité et posent dans des tenues sombres (qui témoignent par leur raffinement de leur position éminente dans la société) souvent assis autour d'une table avec des expressions solennelles sur leurs visages. La plupart des portraits de groupe de milices urbaines sont commandés à Haarlem et à Amsterdam et sont beaucoup plus flamboyants et décontractés, ainsi que de plus grandes dimensions, que les autres types de portraits. Les premiers exemples de ces portraits les représentent en train de dîner, mais ils sont représentés plus tard dans des compositions plus dynamiques. La Ronde de nuit (1642) est ainsi une tentative ambitieuse de dépeindre un groupe en action, au cours d'une patrouille, et innove en évitant le format très large typique de telles œuvres.
Le coût d'un portrait de groupe est généralement partagé par ses sujets, bien que de façon inégale. Le montant payé détermine la place de chaque personne dans le tableau, d'une position centrale au premier plan et de pied en cap au simple visage à l'arrière-plan. Les membres du groupe payent parfois tous une somme égale, ce qui est susceptible de conduire à des querelles concernant la position des sujets au sein de la composition. À Amsterdam, la plupart de ces peintures ont fini en possession du conseil municipal, et beaucoup sont désormais exposées à l'Amsterdams Historisch Museum. Il n'y a pas d'exemples significatifs de telles peintures de groupe en dehors des Pays-Bas.

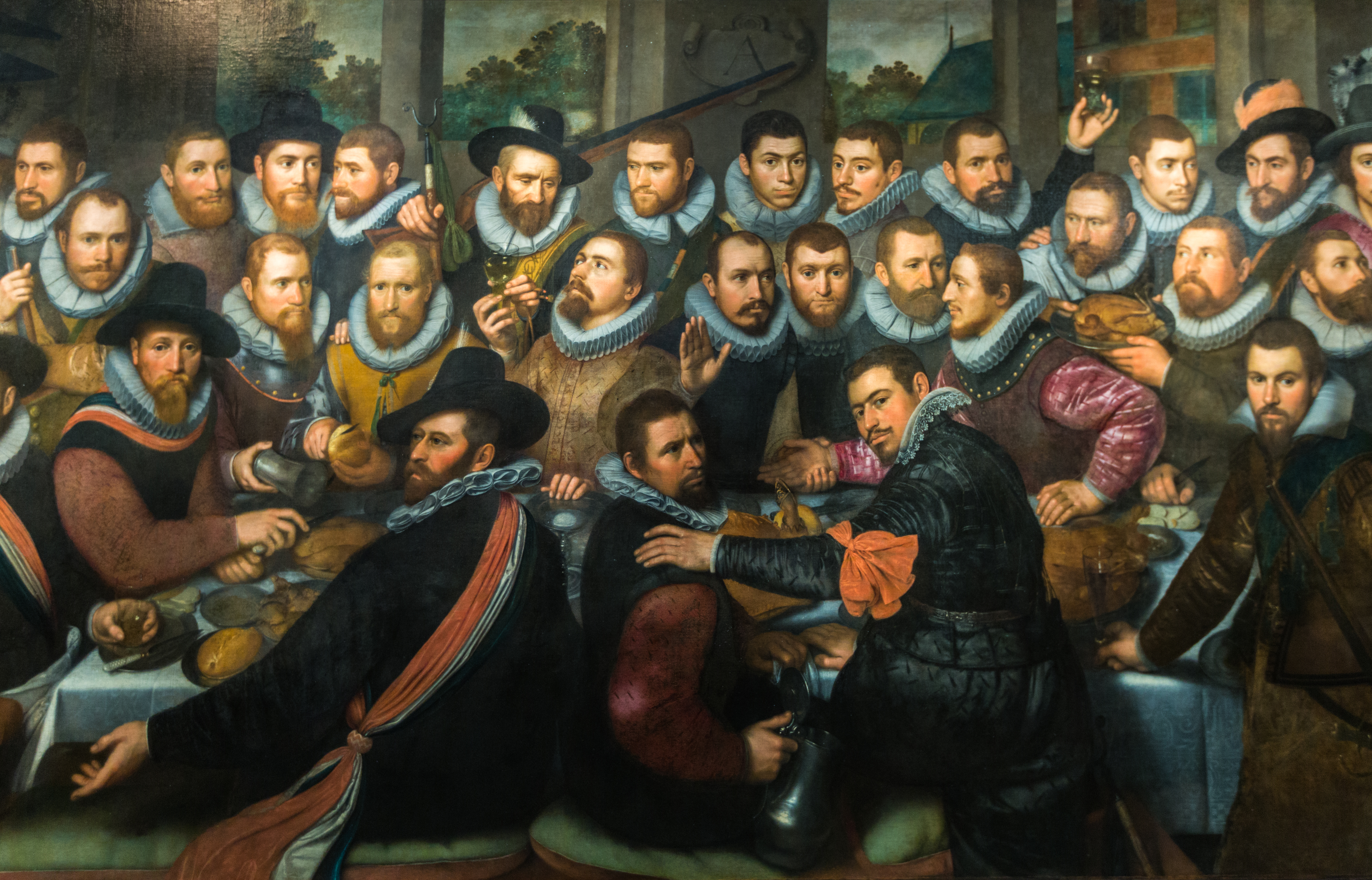
Cornelis Engelsz., détail de La Garde civique de Saint-Adrien, 1612. – Collection du Musée des beaux-arts de Strasbourg.
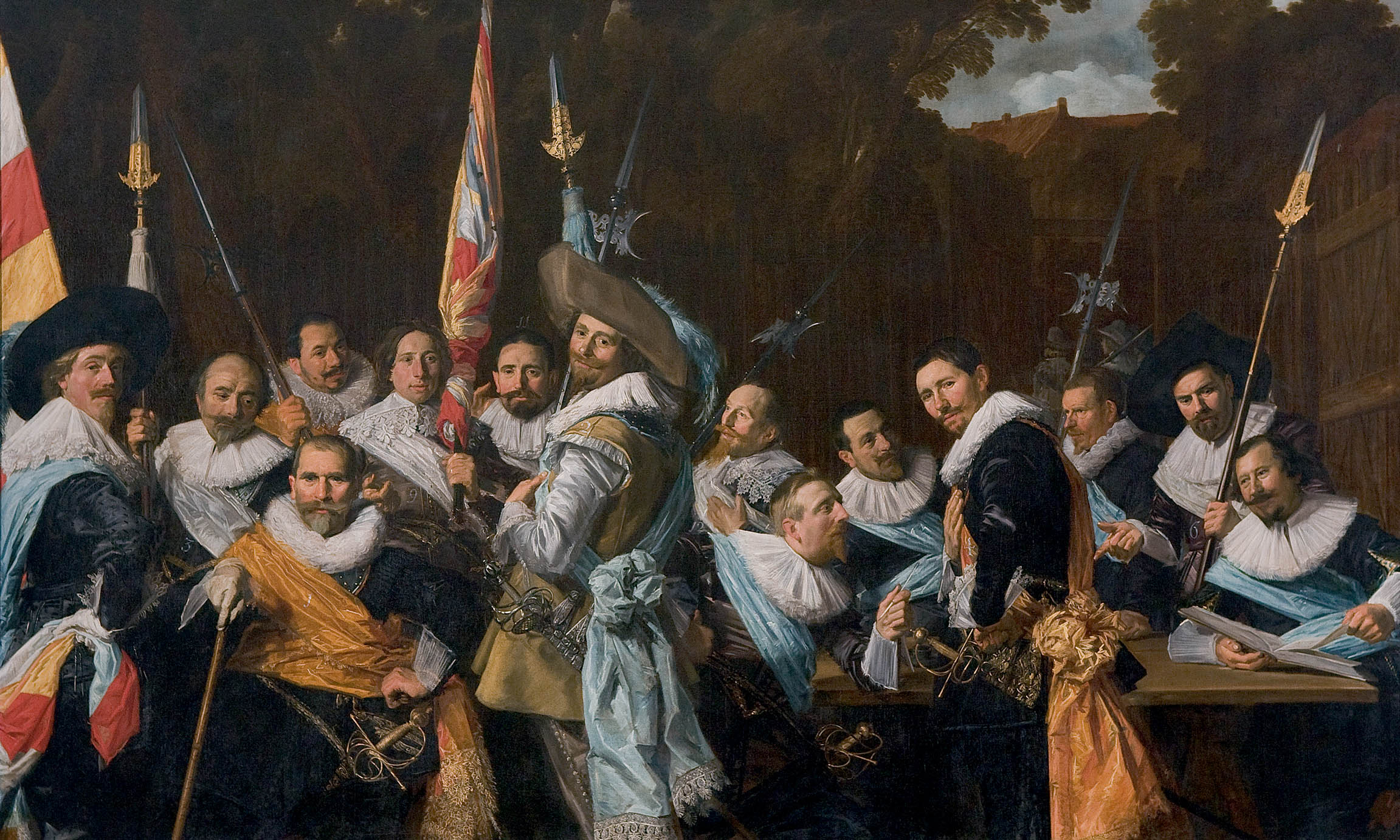
Réunion des officiers et sous-officiers du corps des archers de Saint-Adrien (1613), de Frans Hals.
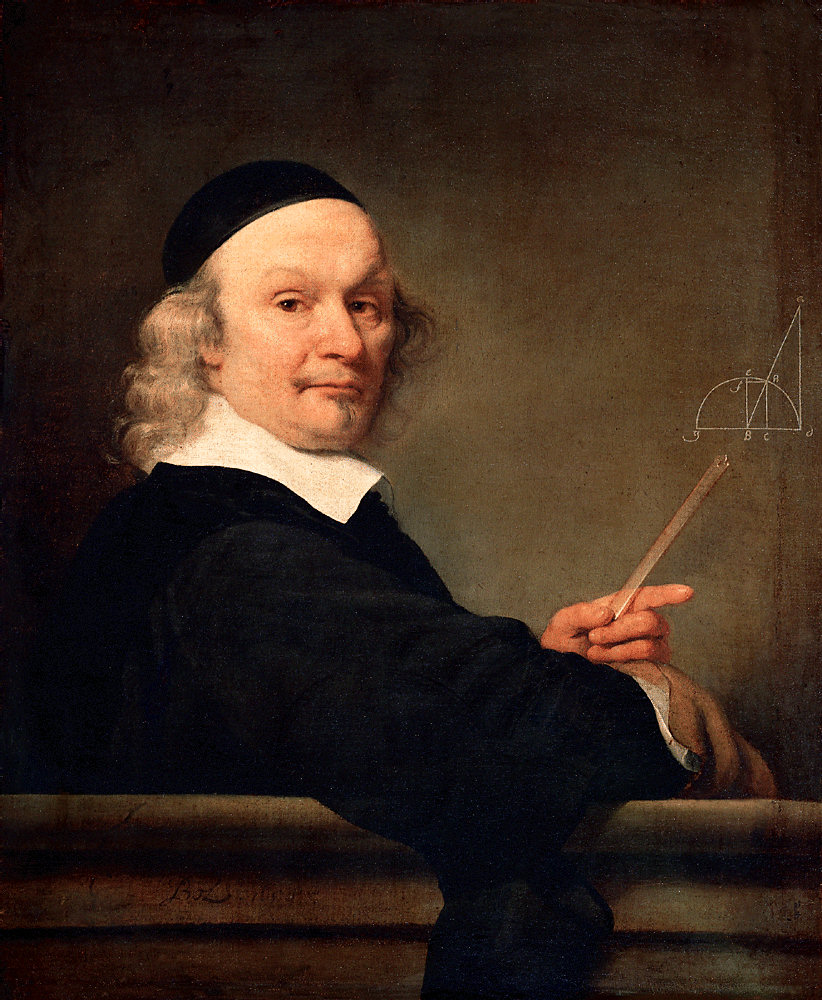
Portrait d'un mathématicien (1658), de Ferdinand Bol.
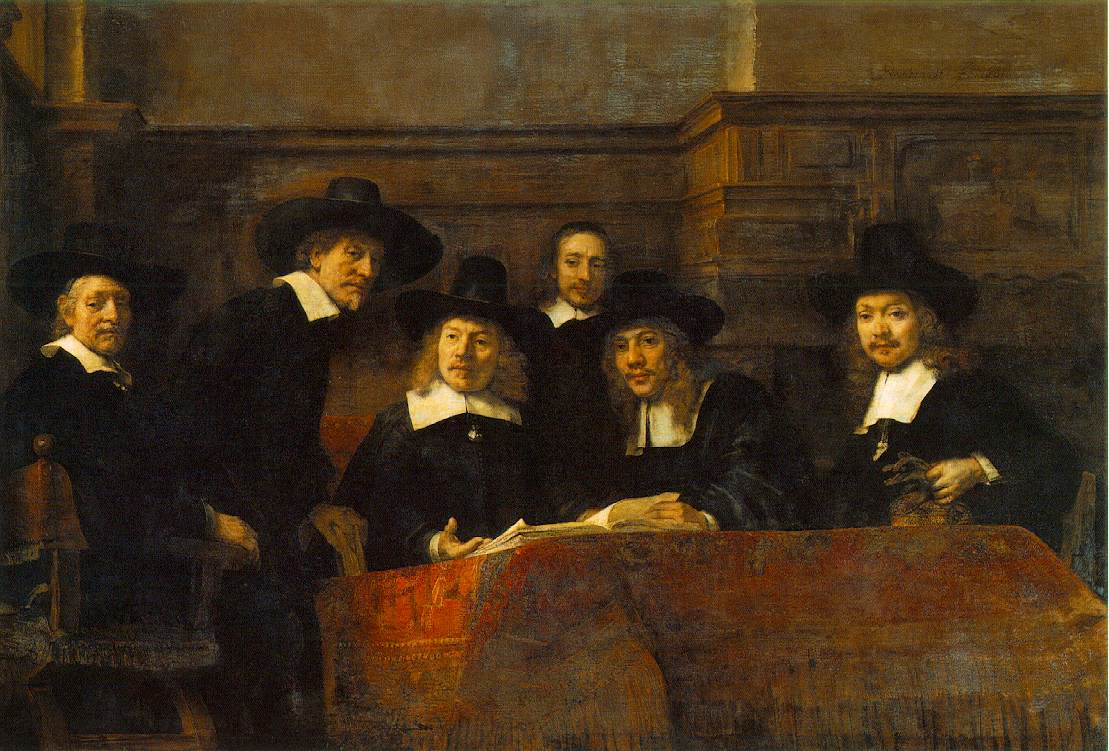
Le Syndic de la guilde des drapiers (1662), de Rembrandt.
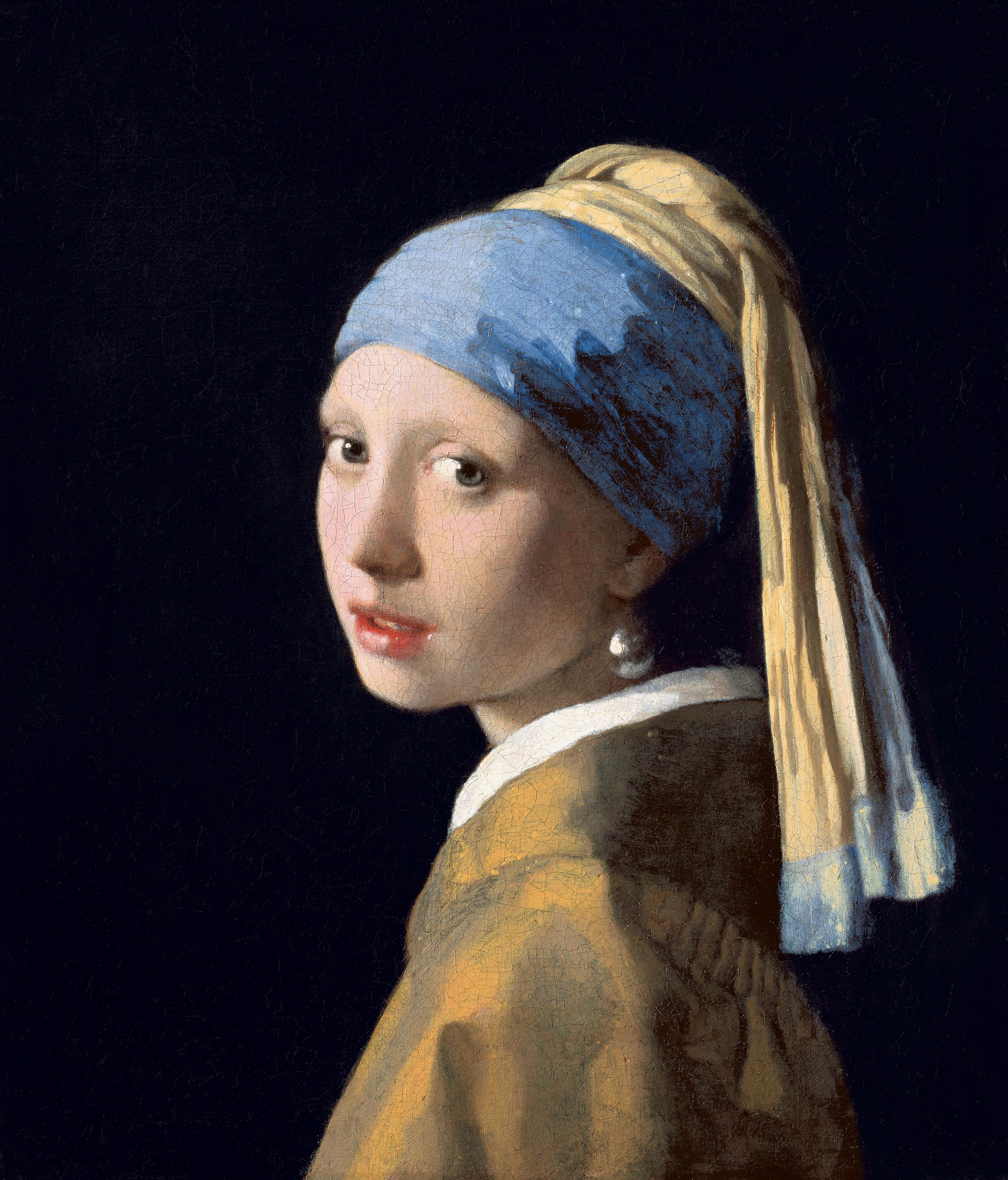
La Jeune Fille à la perle (1665), de Johannes Vermeer.
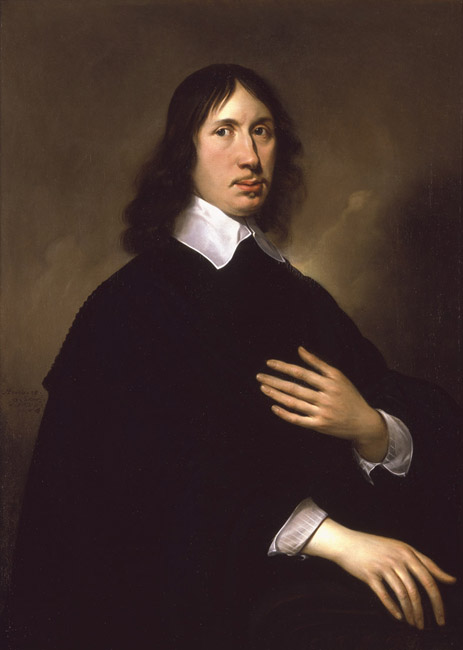
Willem Craeyvanger, Paulus Lesire

## La peinture de genre

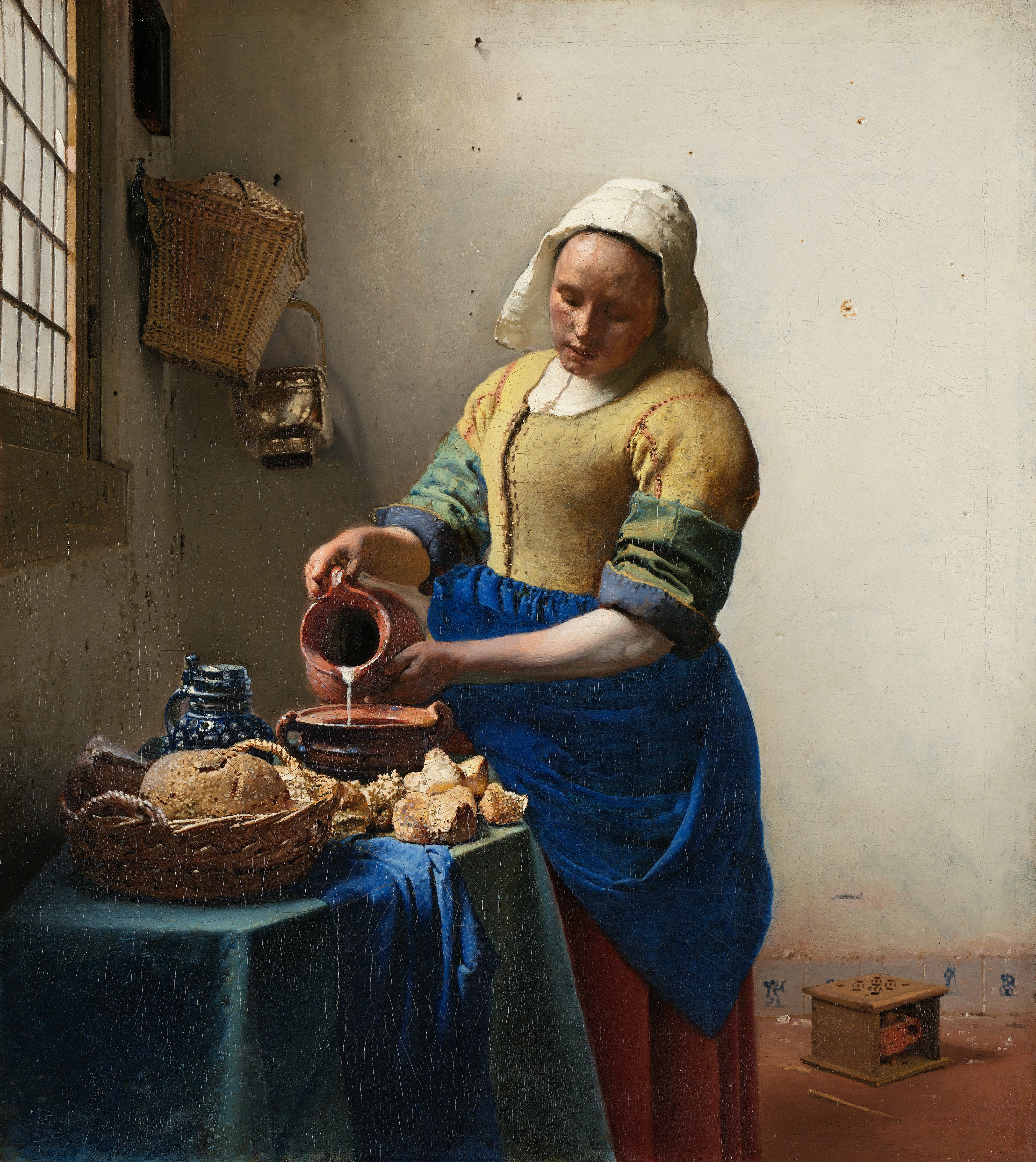
La Laitière (1658), de Johannes Vermeer.

La peinture de genre figure des scènes de personnes auxquelles aucune identité spécifique ne peut être attachée, ce ne sont ni des portraits, ni des représentations de personnages historiques. Le développement et l'immense popularité de la peinture de genre, ainsi que celle du paysage, est le trait le plus distinctif de la peinture néerlandaise de l'âge d'or, même si elle est également très populaire dans la peinture flamande. Beaucoup de ces peintures représentent des personnages seuls, comme La Laitière, alors que d'autres figurent des groupes, voire des foules, assemblés à l'occasion d'un événement social. On peut distinguer plusieurs sous-types à l'intérieur de ce genre : personnages seuls, familles paysannes, scènes de taverne, de marché, de caserne, fêtes, femmes au travail, scènes villageoises, avec des chevaux ou des animaux de ferme, dans la neige, nocturnes, etc. La plupart ont d'ailleurs des appellations spécifiques en néerlandais, alors qu'on ne trouve pas d'équivalent néerlandais au terme « peinture de genre » ; elles étaient appelées « drôleries » par les Anglais jusqu'à la fin du XVIIIe siècle. Les artistes tendent à se spécialiser dans un sous-type en particulier, notamment à partir de 1625, et, en avançant dans le siècle, les dimensions des peintures de genre se réduisent.
Bien que les scènes de genre fournissent des renseignements sur la vie quotidienne de la population du XVIIe siècle, leur justesse ne peut pas être toujours tenue pour acquise, notamment celle des tenues dans les œuvres de l'École caravagesque d'Utrecht ainsi que les créations architecturales. Beaucoup de ces œuvres sont en effet seulement réalisées dans le but d'illustrer des proverbes néerlandais et de transmettre des messages moralisateurs dont la signification, même si certains sont suffisamment clairs, peut désormais avoir besoin d'être déchiffrée par des spécialistes en histoire de l'art. Certains artistes prennent également plaisir à dépeindre des scènes d'intérieur désordonnées ou des scènes de lupanars tout en fournissant une interprétation morale, les tableaux de Jan Steen, qui était également aubergiste, en étant de bons exemples. L'équilibre entre ces deux éléments est encore débattue par les historiens de l'art du début du XXIe siècle. Les titres donnés plus tard à ces peintures font souvent la distinction entre tavernes, auberges et lupanars mais, en pratique, c'étaient souvent les mêmes établissements (« Auberge devant, lupanar derrière » était un proverbe néerlandais).

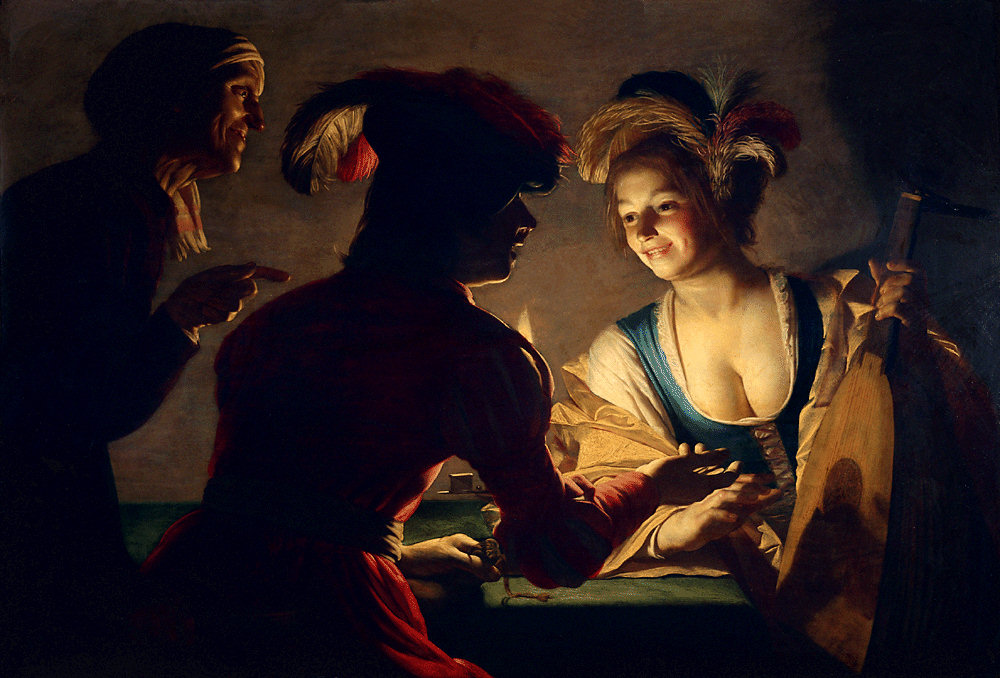
Le Marieur (1625), de Gerrit van Honthorst, utilisant le calembour visuel du luth dans une scène de lupanar.

La tradition, venant de la Renaissance artistique, des livres d'emblèmes s'est transformée dans les Provinces-Unies du XVIIe siècle en œuvres vulgarisatrices et moralisatrices souvent basées sur des proverbes populaires, tels que les écrits de Jacob Cats et de Roemer Visscher. Les illustrations de ces proverbes sont souvent référencées directement sur des peintures et, depuis le début du XXe siècle, les historiens de l'art ont pu rattacher des proverbes, devises et dictons à un grand nombre de peintures de genre. Les calembours visuels utilisant un grand nombre de termes d'argot néerlandais du domaine sexuel est une autre forme de représentation très utilisée dans le genre, le vagin pouvant être par exemple représenté par un luth (luit), le sexe par un oiseau (vogelen), et les chaussures, les becs et les cruches sont également d'autres exemples de symboles visuels.
Les mêmes artistes ont souvent peint, dans un esprit très différent, des femmes au foyer ou sur leur lieu de travail, leur représentation excédant de beaucoup celle des hommes. La représentation d'hommes à leur travail est d'ailleurs notablement absente de la peinture néerlandaise de l'âge d'or, comme on le voit aussi dans les paysages souvent peuplés de voyageurs ou d'oisifs mais rarement par des laboureurs. Le traitement du sujet des femmes au foyer ou au travail est une invention néerlandaise, qui reflète les préoccupations culturelles de ce temps, et a été adopté par des artistes d'autres pays, et notamment français, durant les deux siècles suivants.

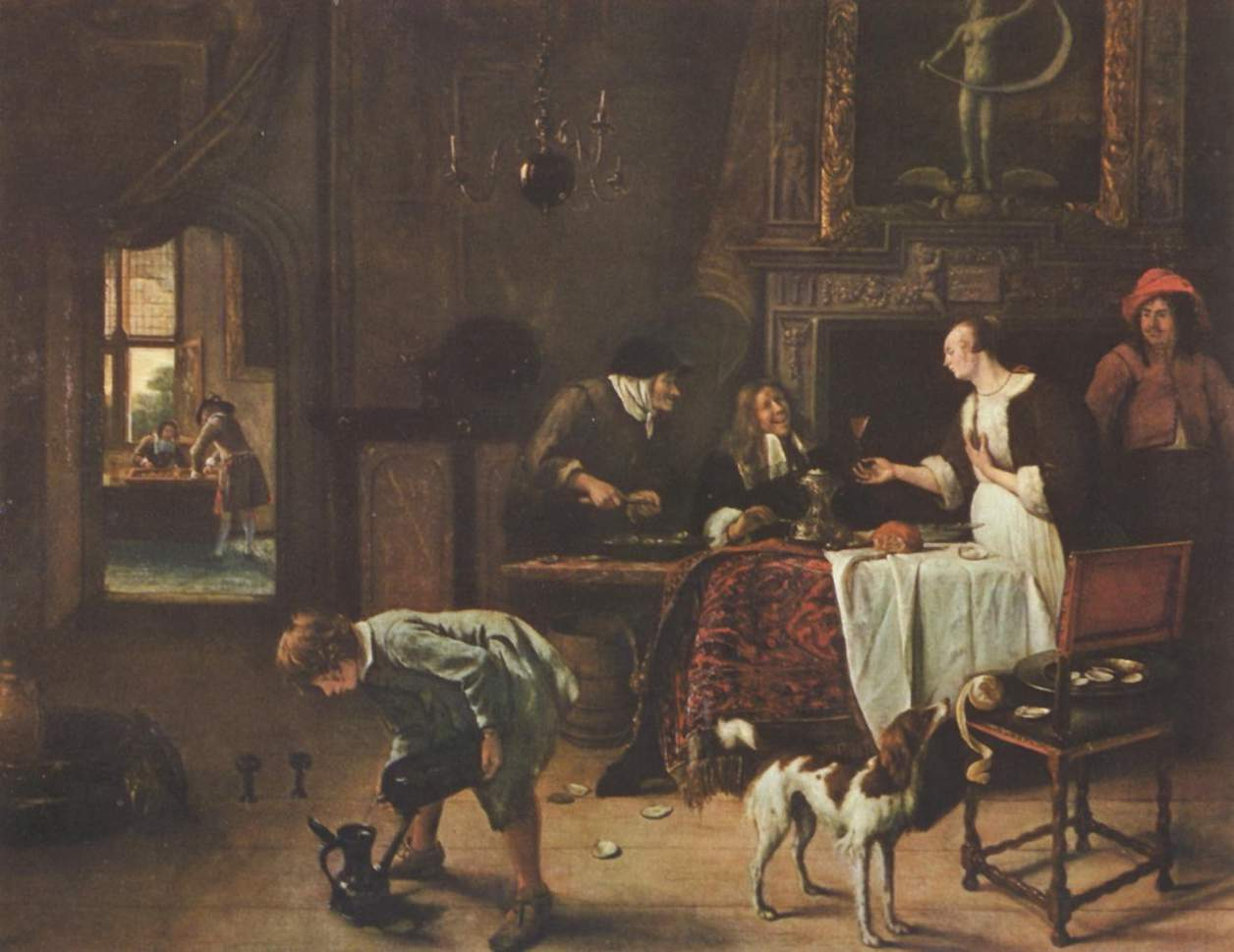
Ainsi gagné, ainsi dépensé (1661), de Jan Steen.

La tradition de réalisme et de souci du détail d'arrière-plan héritée de peintres tels que Jérôme Bosch et Pieter Brueghel l'Ancien, qui ont été parmi les premiers à en faire leurs sujets principaux, repose également sur l'utilisation de proverbes. Willem Pietersz. Buytewech, Frans Hals et Esaias van de Velde, tous trois de Haarlem, sont d'importants peintres représentant cette tradition au début du siècle. Buytewech représente des « joyeuses compagnies » de jeunes gens richement habillés, avec une signification morale cachée dans les détails. Van de Velde, qui est également un paysagiste, peint des scènes de jardins de maisons de campagne, et Hals est surtout un portraitiste mais réalise également des peintures de genre de personnes seules au début de sa carrière. Le peintre flamand Adriaen Brouwer, qui a longtemps travaillé dans les Provinces-Unies, et Adriaen van Ostade sont quant à eux les maîtres des scènes paysannes et de tavernes, le second avec une approche plus sentimentale. Avant Brouwer, les paysans étaient essentiellement représentés dans des scènes d'extérieurs alors que lui les place dans des intérieurs simples et obscurs, et que van Ostade les place parfois de manière ostentatoire dans d'immenses fermes décrépites.

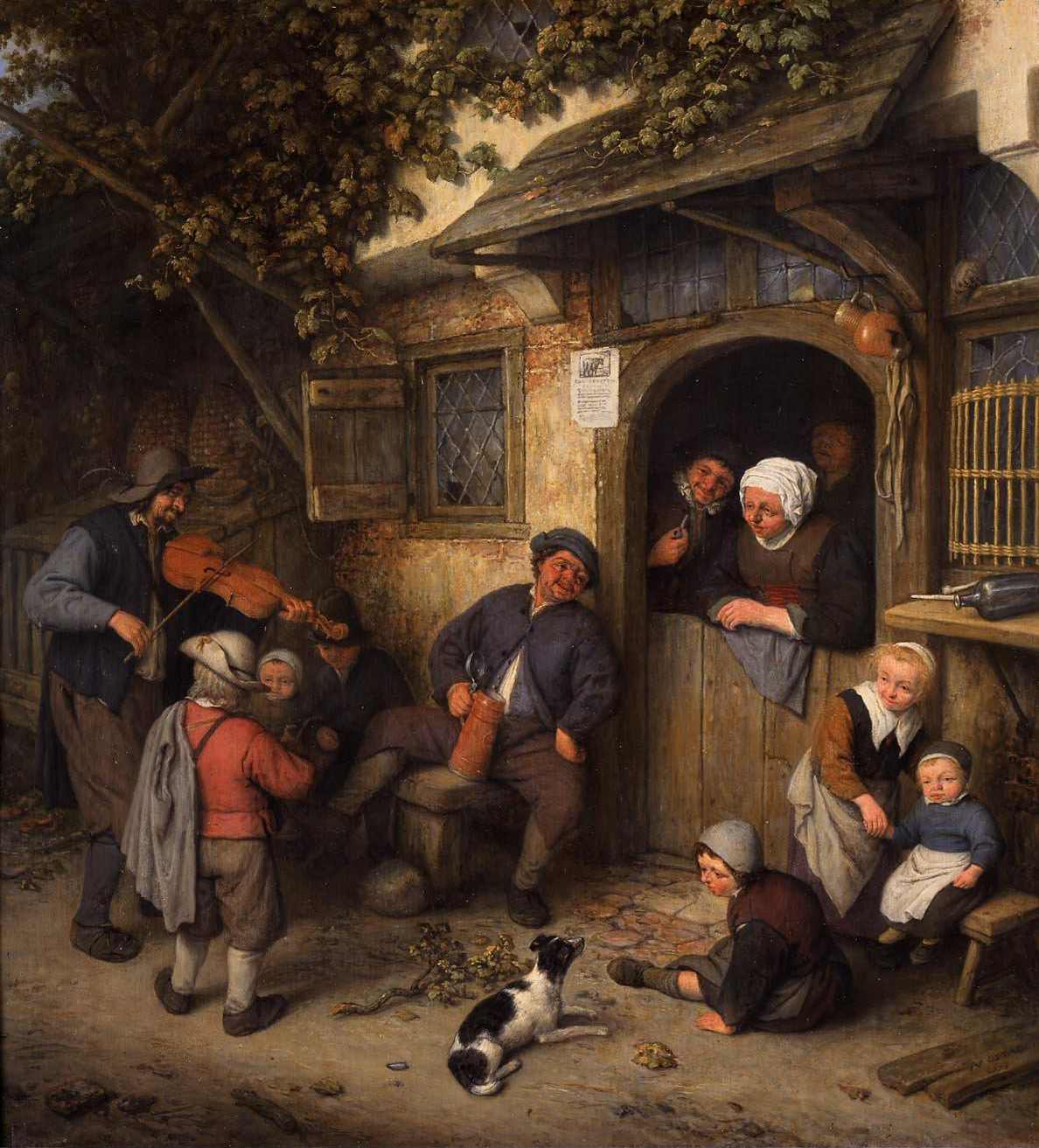
Le Ménétrier (1673), d'Adriaen van Ostade.

Van Ostade, ainsi que les caravagistes d'Utrecht dans leurs peintures de genre, peint aussi bien des groupes qu'une personne seule, et les groupes restreints de deux ou trois personnes, notamment ceux qui représentent une femme et ses enfants, deviennent de plus en plus communs au cours du siècle. Judith Leyster, la femme peintre la plus connue de cette période, se spécialise dans ce genre de scènes avant que son mari, Jan Miense Molenaer, ne lui fasse abandonner la peinture. Les peintres de l'École de Leyde des fijnschilders sont renommés pour leurs toiles, souvent dans le même genre, de petites dimensions au riche travail de finition. Parmi eux, les plus célèbres sont Gérard Dou, Gabriel Metsu, Frans van Mieris l'Ancien et son fils Willem, Godfried Schalken et Adriaen van der Werff.
Cette génération postérieure, dont le travail paraît maintenant trop raffiné comparé à celui de leurs prédécesseurs, réalise également des portraits et des peintures d'histoire et compte parmi elle les peintres les plus considérés et récompensés de la fin du siècle, leurs œuvres étant recherchées dans toute l'Europe. La peinture de genre reflète la prospérité croissante de la société néerlandaise, et les toiles représentent de plus en plus le confort et l'opulence comme le siècle avance. En dehors de l'École de Leyde, d'autres artistes peignent des scènes de genre dans un style plus intime, notamment Nicolas Maes, Gerard ter Borch et Pieter de Hooch, dont l'intérêt pour la lumière dans les scènes d'intérieur est partagé par Johannes Vermeer, un personnage longtemps anonyme qui est désormais reconnu comme le plus grand peintre de genre du siècle.

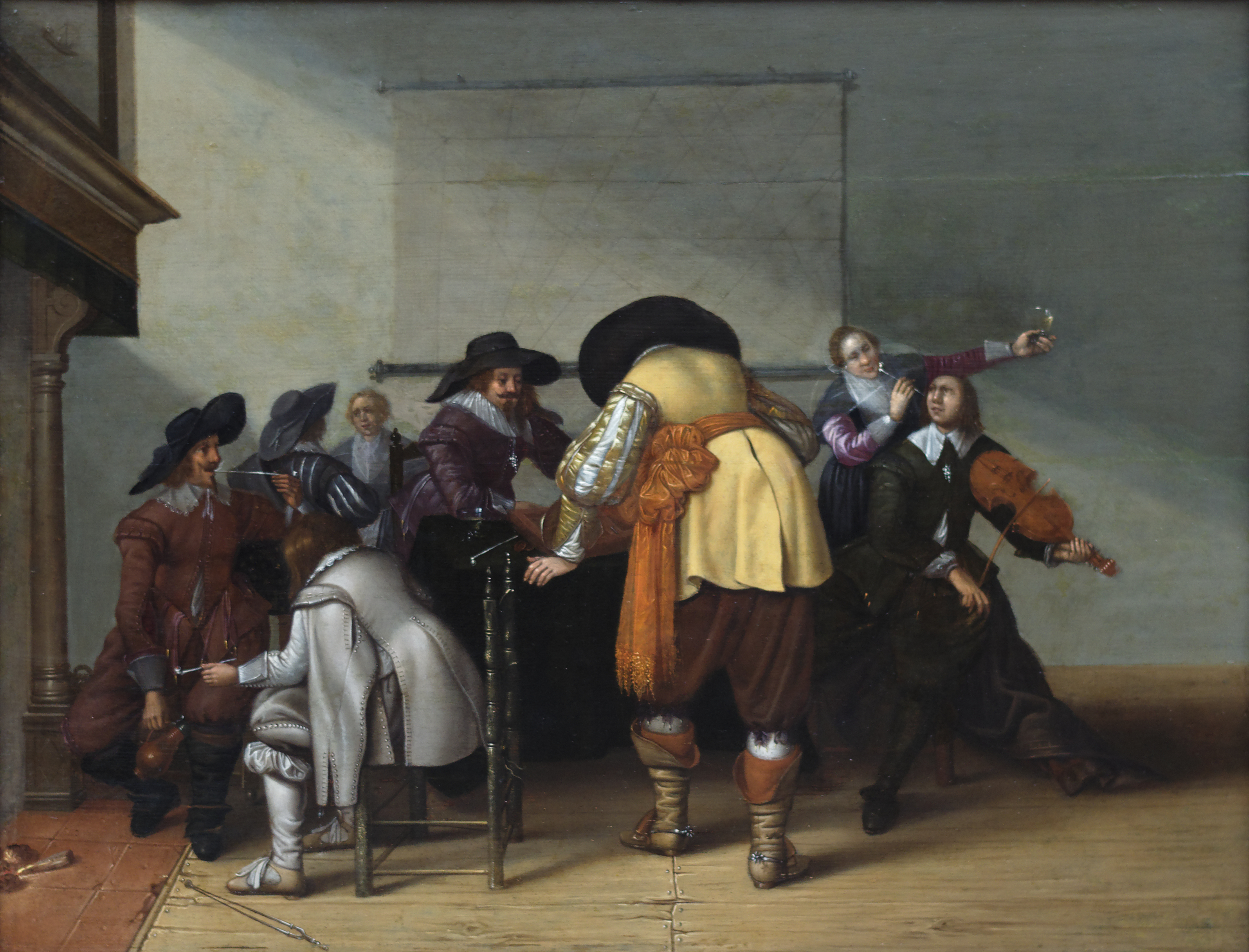
Joyeuse compagnie (c 1630), de Pieter Symonsz. Potter.
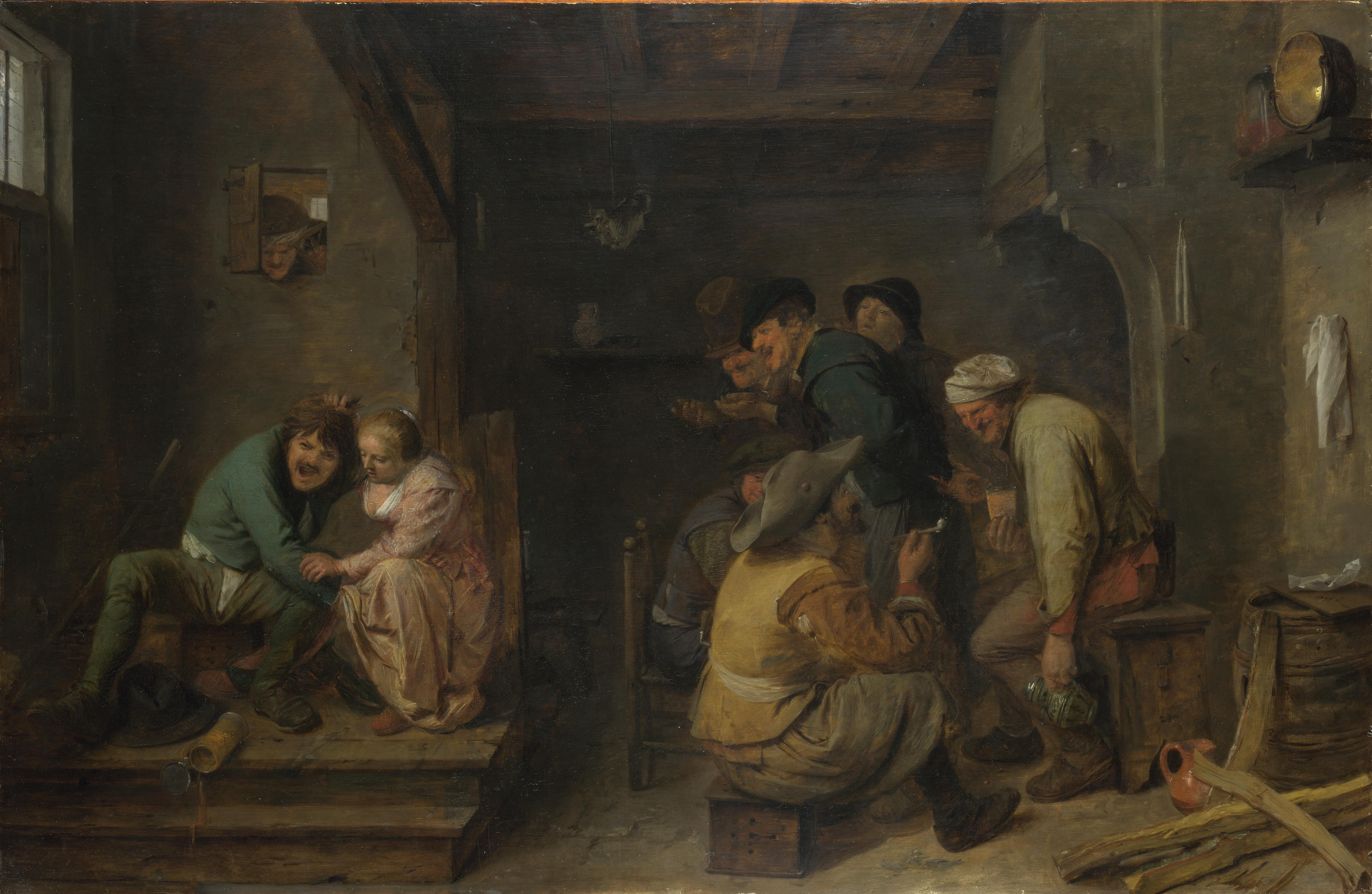
Scène de taverne (1635), d'Adriaen Brouwer.
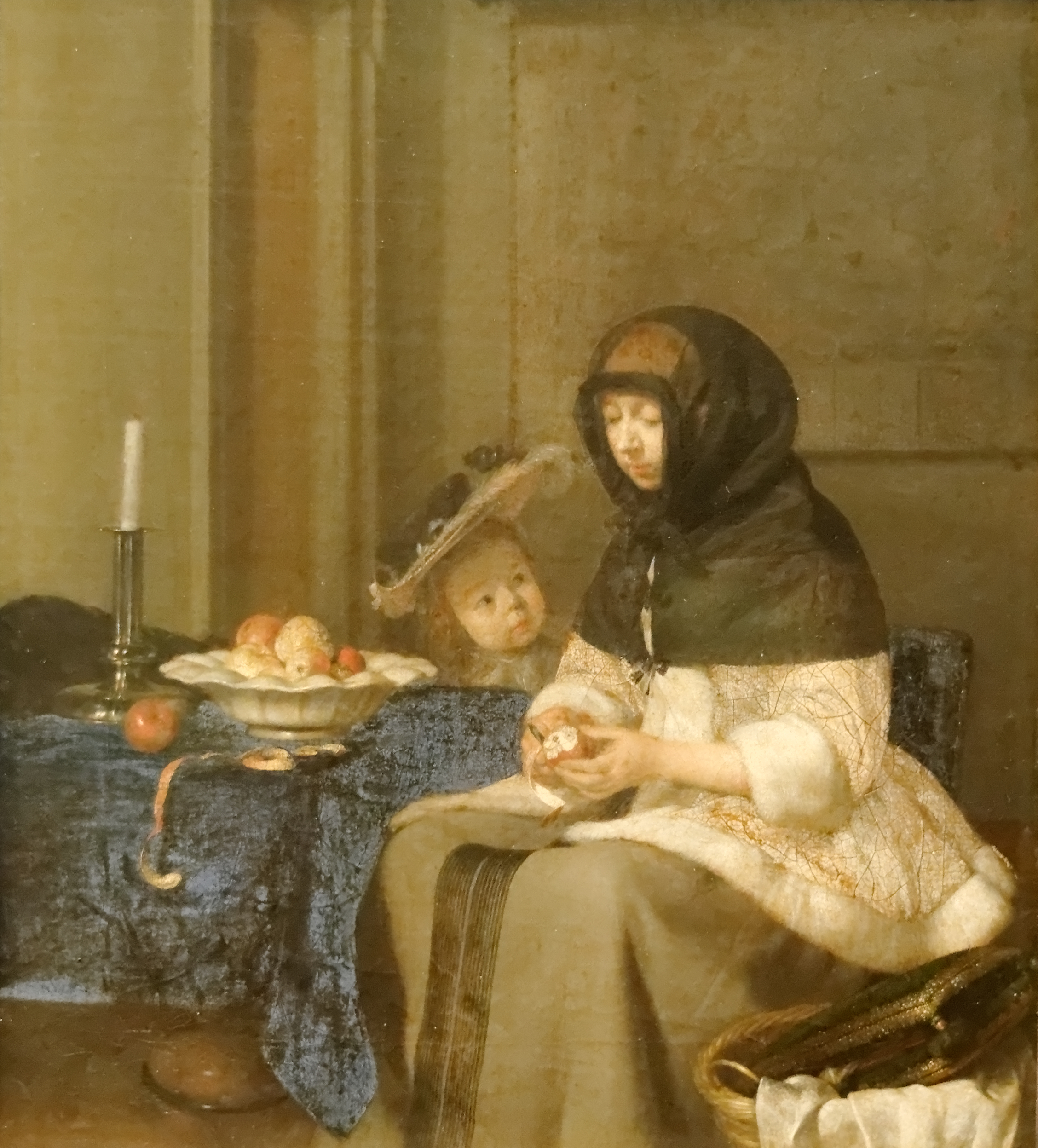
La Peleuse de pommes, Gerard ter Borch.
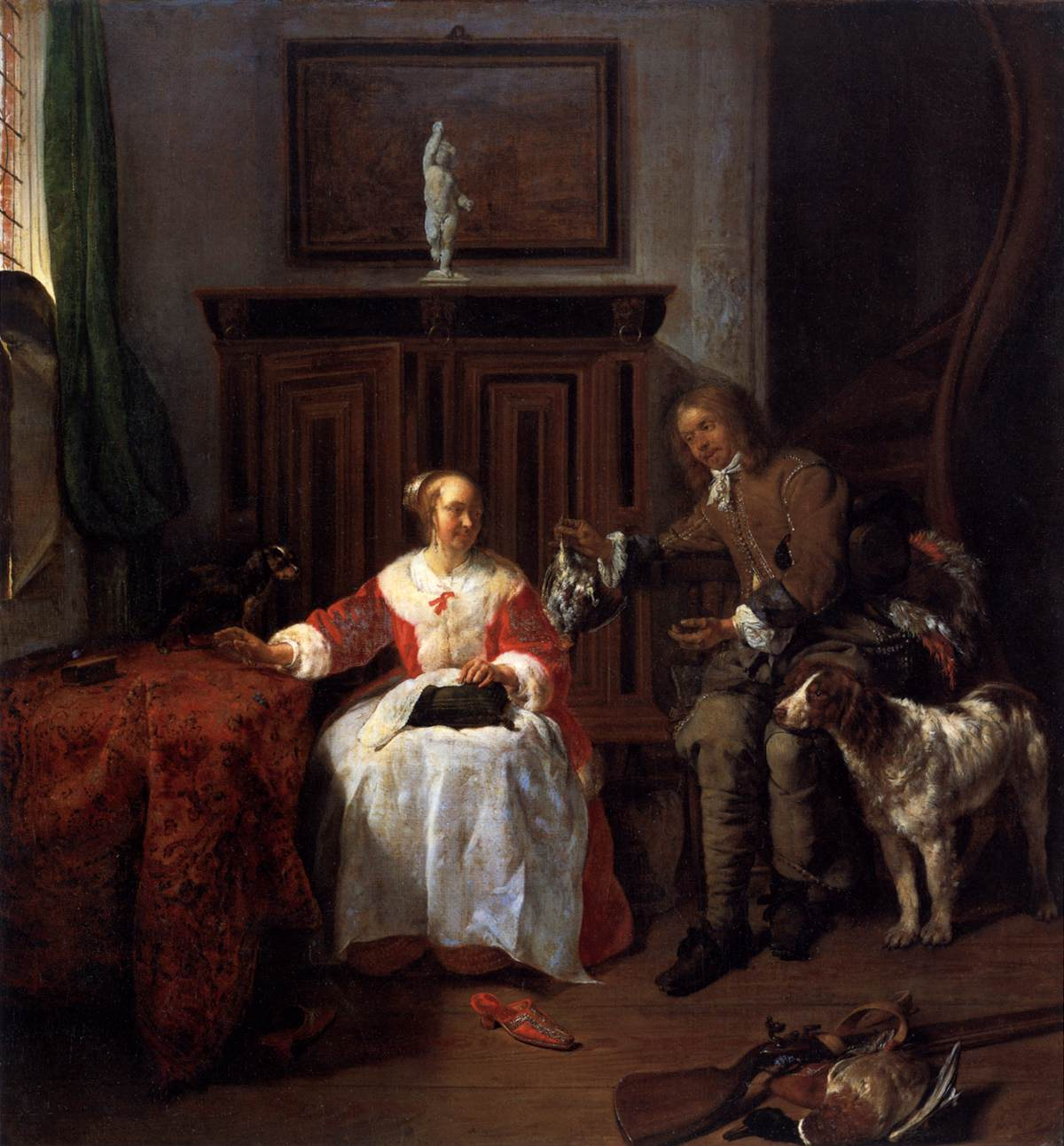
Le Cadeau du chasseur (1658-1660), de Gabriel Metsu.
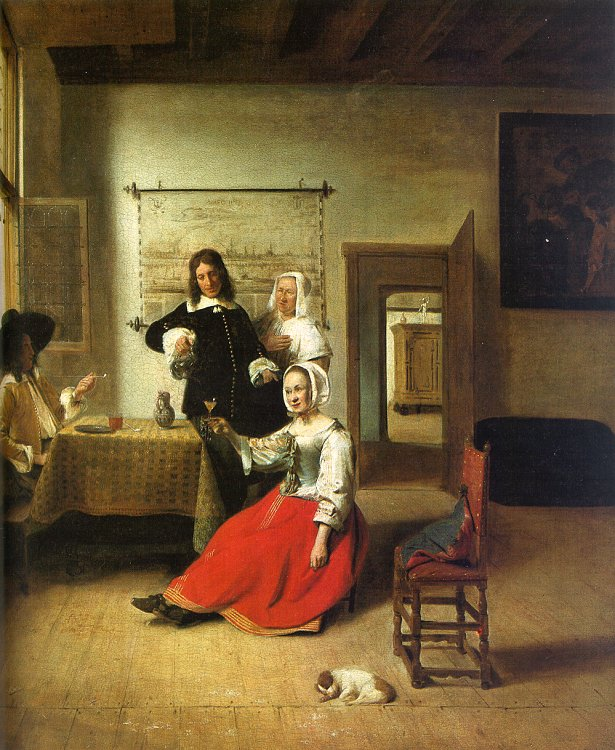
La Buveuse (1658), de Pieter de Hooch.
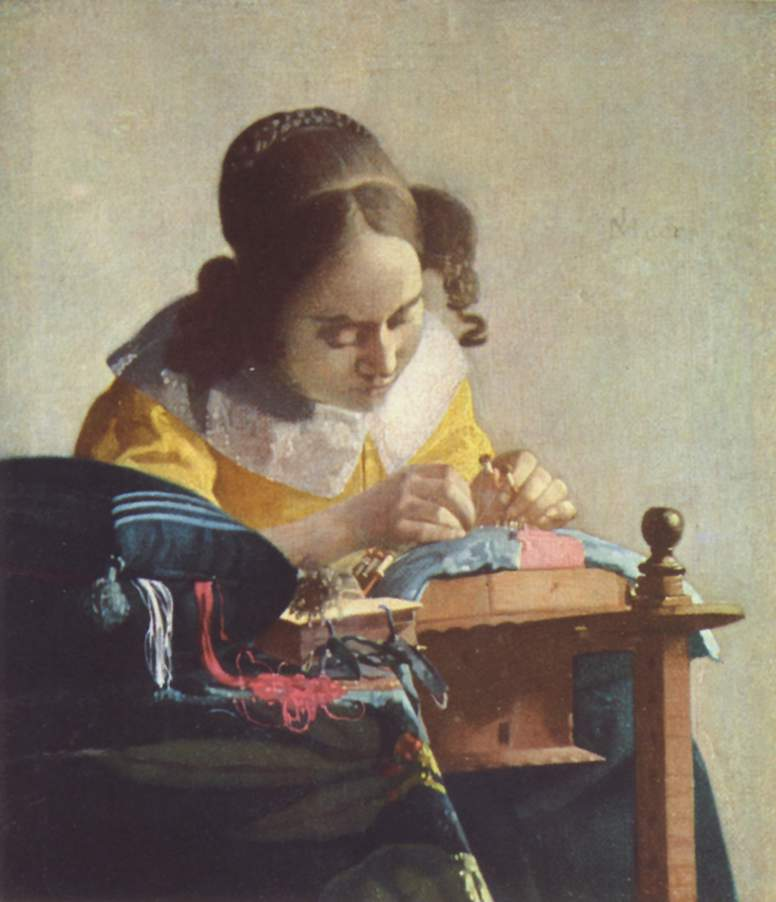
La Dentellière (1669-1671), de Johannes Vermeer.

## Le paysage

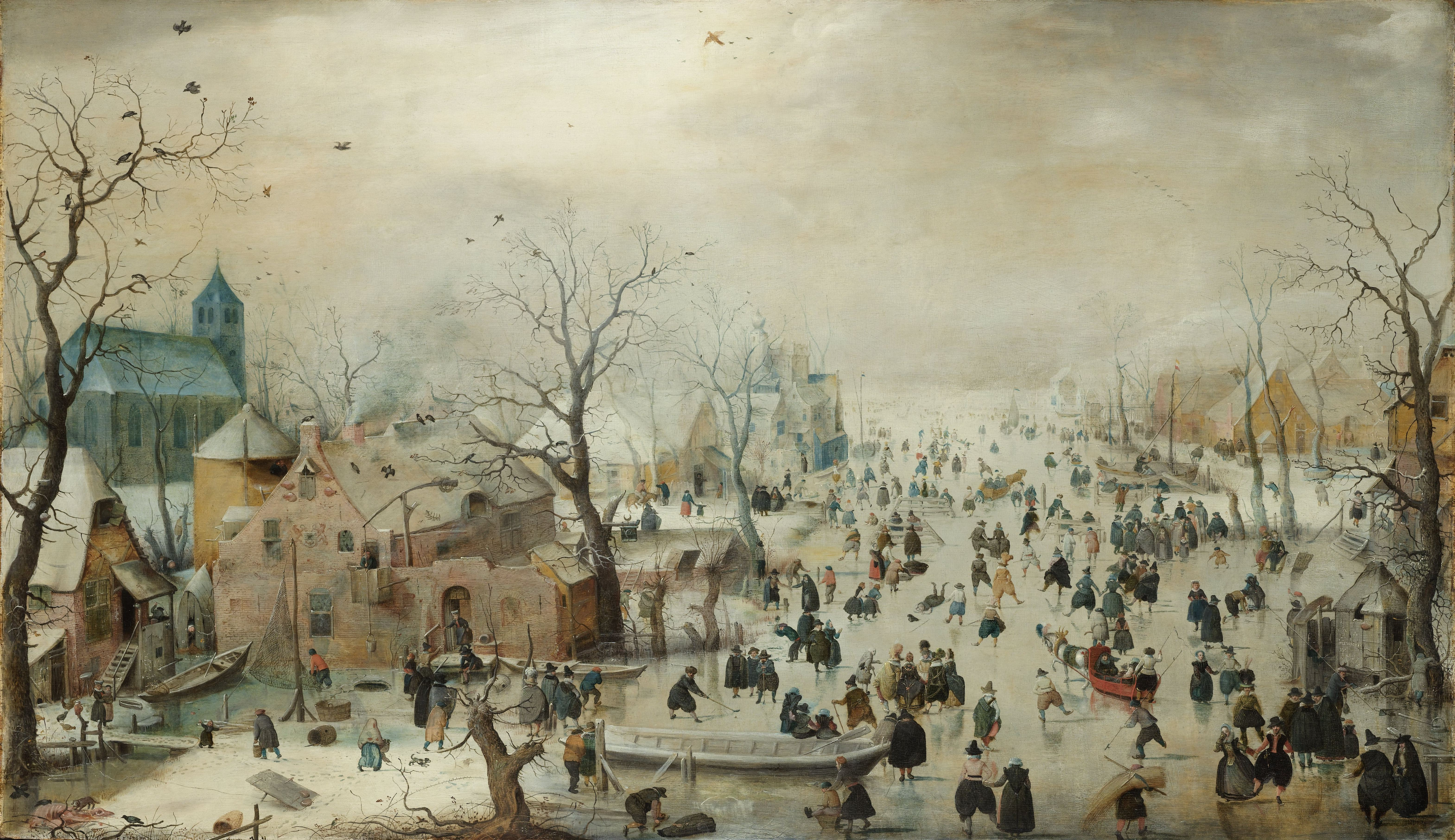
Paysage d'hiver (1608), de Hendrick Avercamp.

Le paysage est considéré au XVIIe siècle comme un genre majeur, les paysages flamands du siècle précédent servant de référence, bien que n'étant pas particulièrement réalistes car souvent peints en atelier d'après la propre imagination de l'artiste et utilisant une vue semi-aérienne dans la lignée des paysages de Joachim Patinier, Henri Bles et Pieter Brueghel l'Ancien. Les paysagistes néerlandais développent un style de paysage plus réaliste, vu depuis le sol et se basant souvent sur des dessins réalisés en extérieur, avec des lignes d'horizon basses qui permettent de mettre l'accent sur d'impressionnantes formations nuageuses (typiques du climat du pays) projetant une lumière particulière. Parmi les sujets récurrents, on peut citer des dunes côtières, des rivières bordées de grandes prairies où paît le bétail, avec souvent une ville à l'arrière-plan, et des paysages hivernaux avec des canaux gelés. La mer est également un sujet très présent car les Provinces-Unies en dépendent pour commercer, et luttent à la fois contre elle, pour gagner de nouvelles terres, et sur elle, contre d'autres nations.
Les peintres importants dans ce tournant vers un plus grand réalisme sont Esaias van de Velde et Hendrick Avercamp, tous deux mentionnés également comme peintres de genre, les mêmes peintures pouvant être classées dans les deux catégories dans le cas d'Avercamp. À partir de la fin des années 1620 commence la « phase tonale » de la peinture de paysages, les artistes adoucissant ou brouillant leurs contours et se concentrant sur un effet atmosphérique, avec une grande prééminence donnée au ciel et des personnages humains généralement absents ou petits et éloignés. Les compositions basées sur une diagonale à travers l'espace pictural deviennent populaires, et l'eau est souvent représentée. Les peintres les plus connus de cette période sont Jan van Goyen, Salomon van Ruysdael et Pieter de Molyn, une étude de 1991 listant plus de 75 artistes ayant travaillé dans le style de Van Goyen durant cette période.

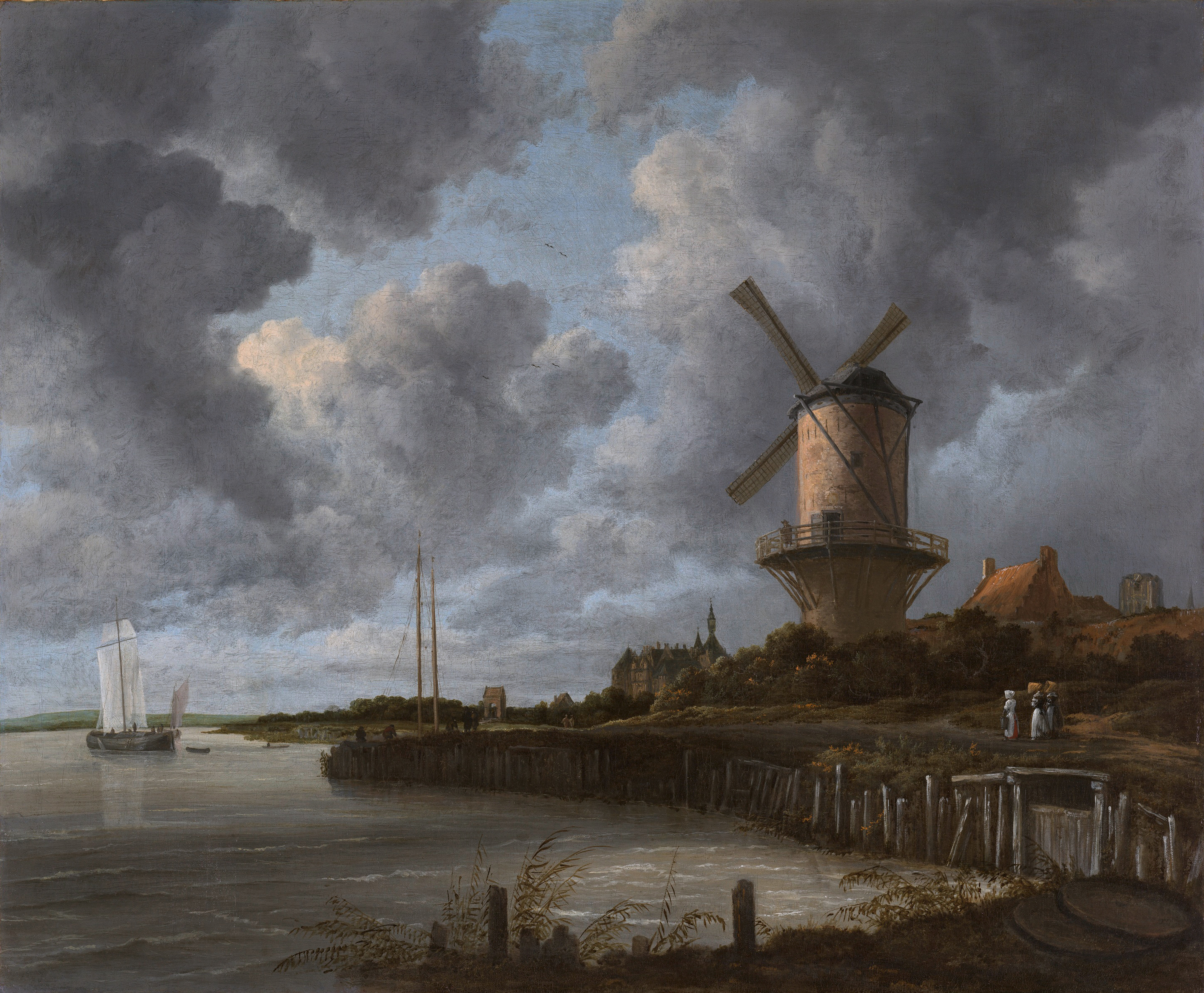
Moulin de Wijk de Duurstede (1670), de Jacob van Ruisdael.

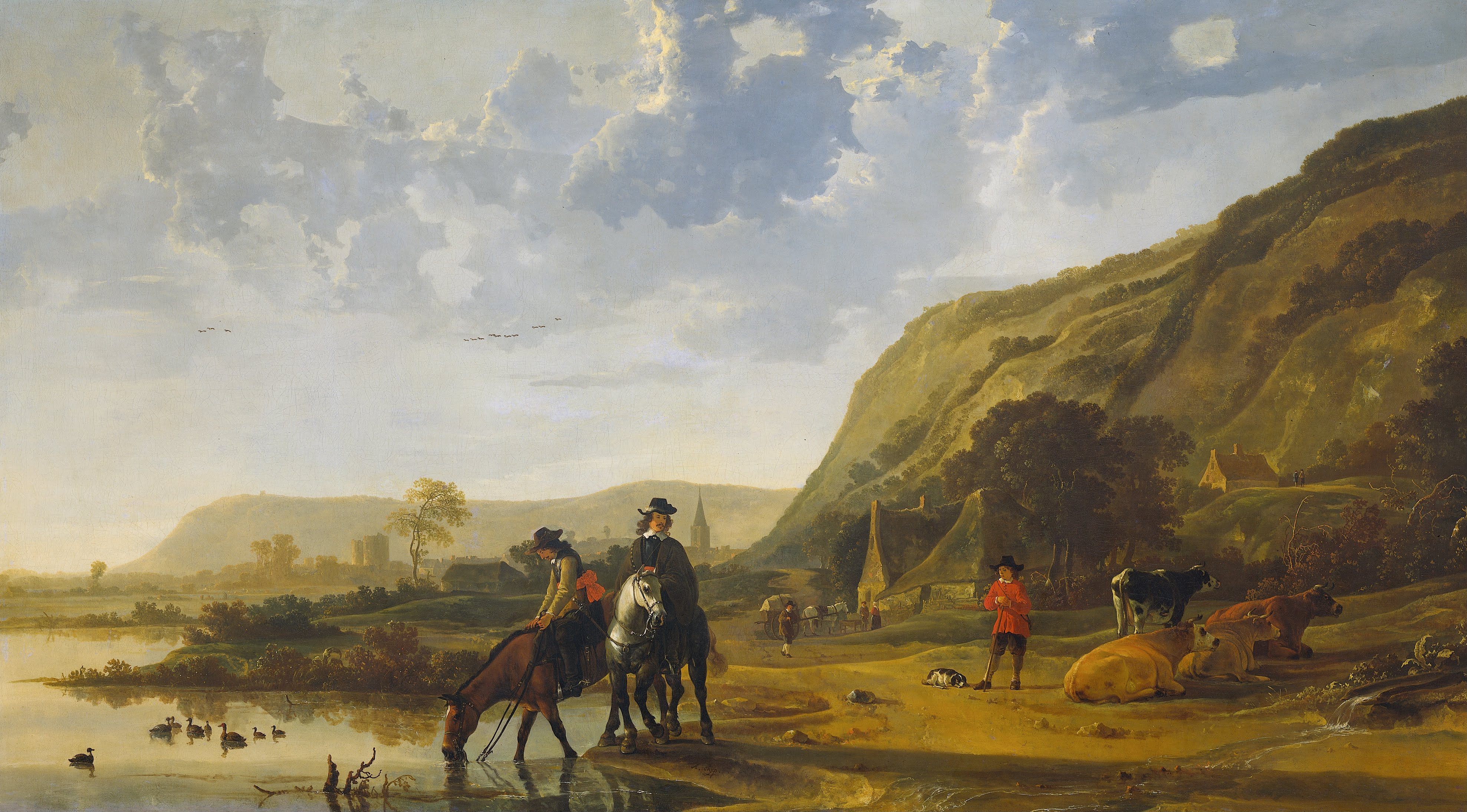
Paysage de rivière avec des cavaliers (1655), d'Albert Cuyp, spécialiste de la lumière méditerranéenne dans les paysages néerlandais.

À partir des années 1650 débute une « phase classique », qui conserve l'aspect atmosphérique mais donne lieu à des compositions plus expressives avec des contrastes de lumières et de couleurs beaucoup plus forts. Ces compositions représentent souvent un arbre isolé, un moulin ou une tour. L'artiste dominant de cette période est Jacob van Ruisdael, qui produit une grande quantité d'œuvres variées en utilisant tous les sujets typiquement néerlandais, et notamment des paysages sombres et dramatiques comprenant des forêts de pins, des torrents tumultueux et des chutes d'eau. Meindert Hobbema, l'élève de van Ruisdael, est surtout connu pour son atypique L'Allée de Middelharnis (1689), qui se démarque de ses scènes habituelles de moulins et de chemins forestiers. Albert Cuyp et Philips Koninck sont deux autres artistes aux styles plus personnels, et dont les meilleures toiles sont de plus grandes dimensions. Cuyp fait usage d'une lumière méditerranéenne dans des scènes crépusculaires incluant des groupes de personnages au premier plan avec une rivière ou un grand espace ouvert derrière eux. Les meilleures œuvres de Koninck sont des vues panoramiques, par exemple depuis une colline, sur de vastes terres agricoles, avec un ciel immense.
Les paysages romantiques à l'italienne, se situant généralement dans des régions plus montagneuses que celles que l'on trouve aux Pays-Bas, avec une lumière et quelquefois des ruines ou des personnages méditerranéens, est un autre type de paysages réalisés durant les phases tonale et classique. Jan Both, qui a voyagé à Rome et a travaillé avec Claude Gellée, dit le Lorrain, contribue à développer ce sous-genre et influence le travail de plusieurs paysagistes, comme Albert Cuyp, qui ne sont quant à eux jamais allés en Italie. Nicolaes Berchem réalise également beaucoup de toiles dans ce style, ses œuvres étant d'ailleurs plus souvent reproduites pour des gravures que celles de n'importe quel autre artiste de la même période, les paysages italiens étant aussi très populaires dans l'imprimerie. Hercules Seghers compose quant à lui des œuvres très personnelles, souvent des paysages montagneux, dans un style inspiré de celui des peintres flamands du siècle précédent.
Les paysages incluant des animaux au premier plan constituent un sous-genre bien distinct qui est notamment représenté par Paulus Potter, Albert Cuyp, Karel Dujardin et Philips Wouwerman, ce dernier étant spécialisé dans la peinture de chevaux et de cavaliers. La vache, symbole de prospérité pour les Néerlandais, est, en dehors du cheval, de loin l'animal le plus représenté dans la peinture de l'âge d'or, alors que les chèvres sont représentées dans les paysages à l'italienne. Le Taureau, de Paulus Potter est une toile célèbre et monumentale, emmenée à Paris par Napoléon avant d'être restituée plus tard, dont le spécimen représenté au premier plan a été analysé par des spécialistes des bovins qui ont conclu, d'après les différentes parties de son anatomie, qu'il était le résultat de six animaux différents d'âges très variés.

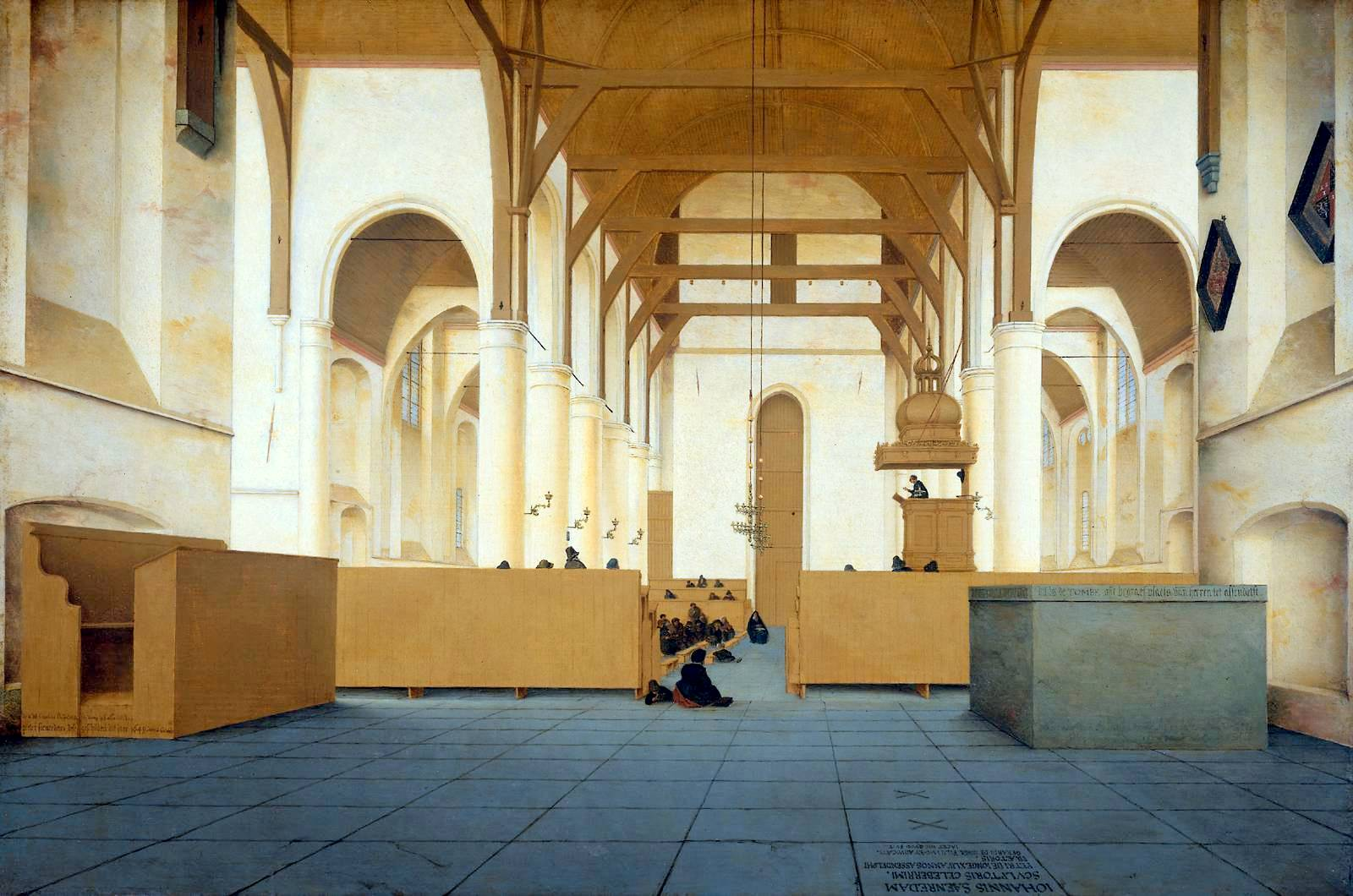
L'Église d'Assendelft (1649), de Pieter Jansz Saenredam, avec la pierre tombale de son père au premier plan.

L'architecture, et celle des églises en particulier, fascine également les peintres de l'époque. Au début du siècle, le courant principal est la représentation de palais fantaisistes et des vues de villes à l'architecture maniériste et inventée. Par la suite, un plus grand réalisme commence à apparaître, et les intérieurs et les extérieurs de bâtiments réels sont reproduits, bien que pas toujours fidèlement. La compréhension du rendu approprié de la perspective se développe et la méthode est alors appliquée avec enthousiasme. Quelques artistes se spécialisent dans les intérieurs d'églises, notamment Pieter Jansz Saenredam, dont le père gravait de sensuelles déesses à la façon maniériste, qui peint des vues d'églises gothiques désertes et blanchies à la chaux. Saenredam met l'accent sur la lumière et la géométrie, avec peu de représentation des textures de surfaces, et son style s'oppose à celui d'Emanuel de Witte qui dépeint les fidèles, les planchers inégaux, les contrastes de lumière et le mobilier des temples calvinistes. De Witte, influencé par la peinture de Gerard Houckgeest, complète la vue traditionnelle le long de l'axe principal de l'église par des vues diagonales qui ajoutent de l'intérêt. Gerrit Berckheyde se spécialise quant à lui dans les vues de rues principales, places et édifices publics principaux des villes, alors que Jan van der Heyden préfère dépeindre des scènes plus intimes de rues paisibles d'Amsterdam, avec souvent des arbres et des canaux, vues réelles qu'il n'hésite pas à modifier pour un effet de composition.

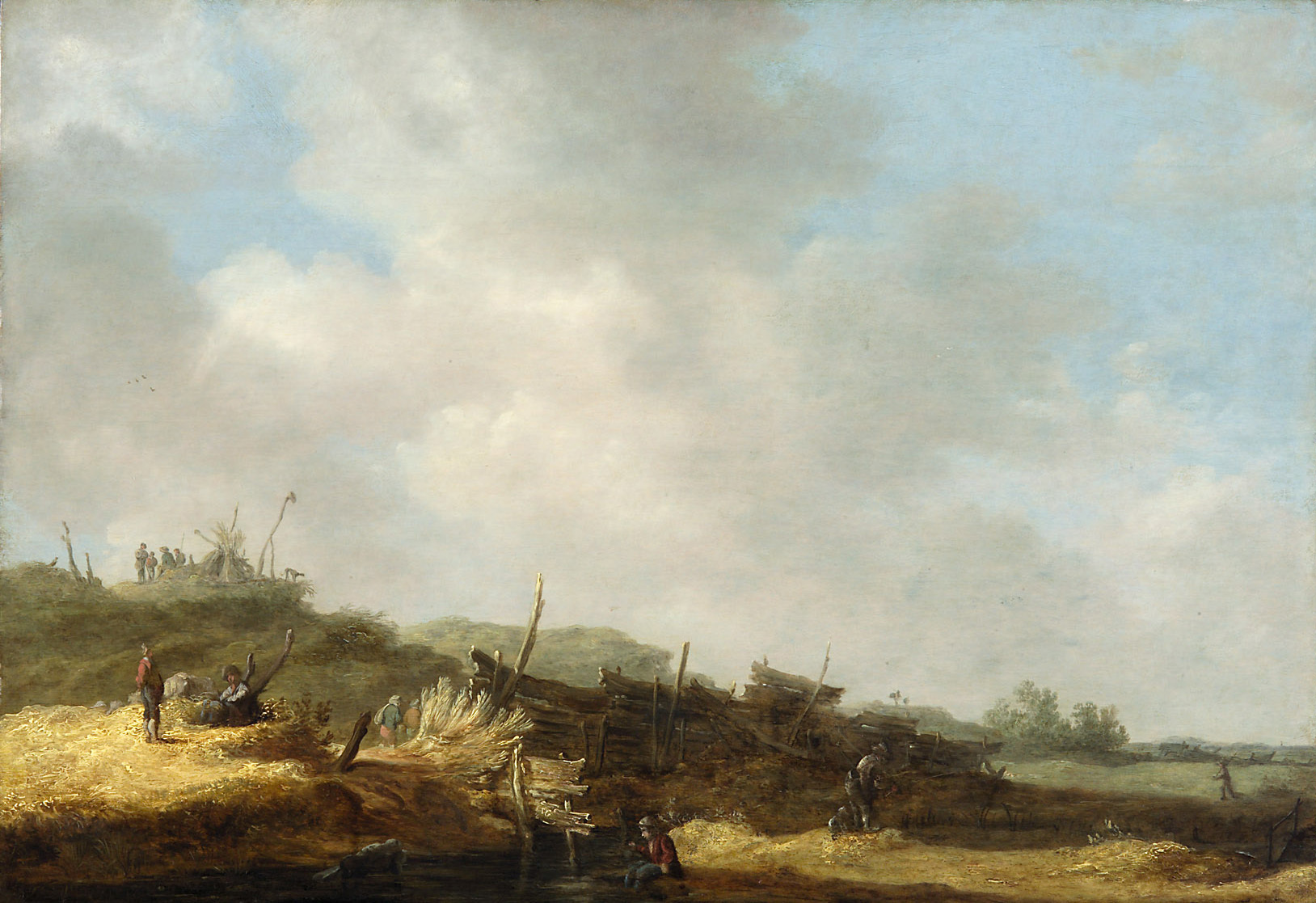
Paysage de dune (1630-1635), de Jan van Goyen.
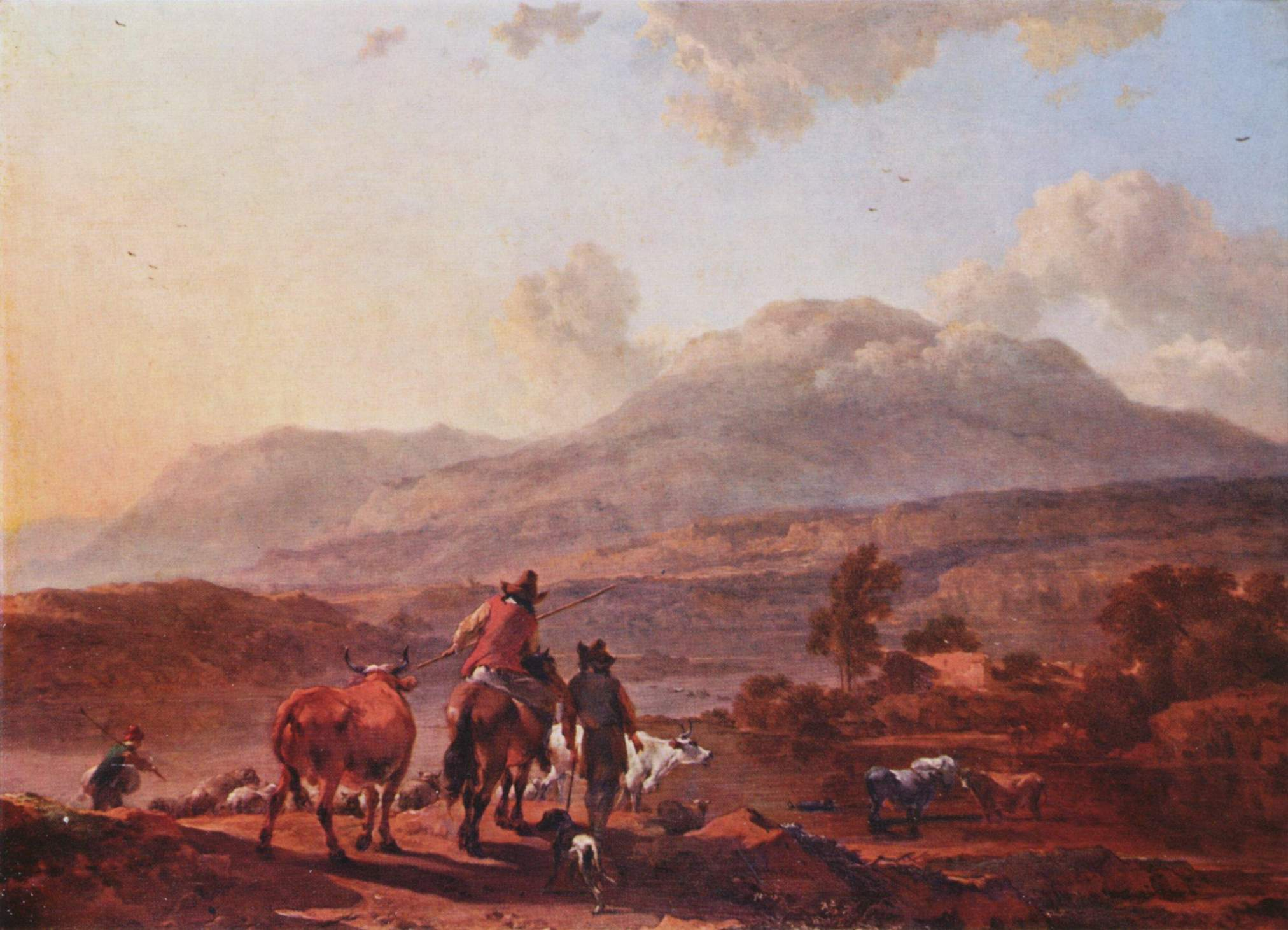
Paysage italien au coucher du soleil (1670-1672), de Nicolaes Berchem.
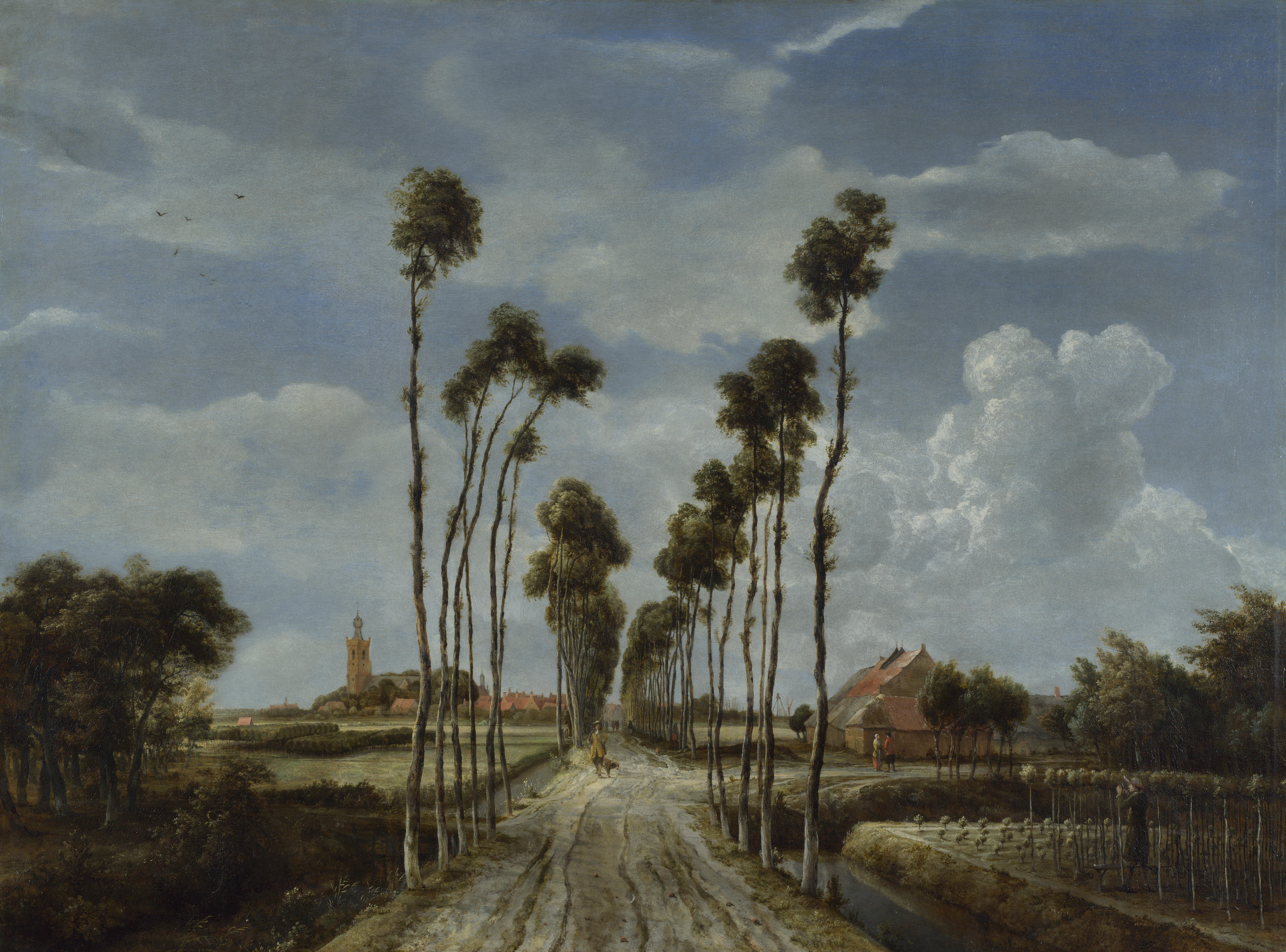
L'Allée de Middelharnis (1689), de Meindert Hobbema.
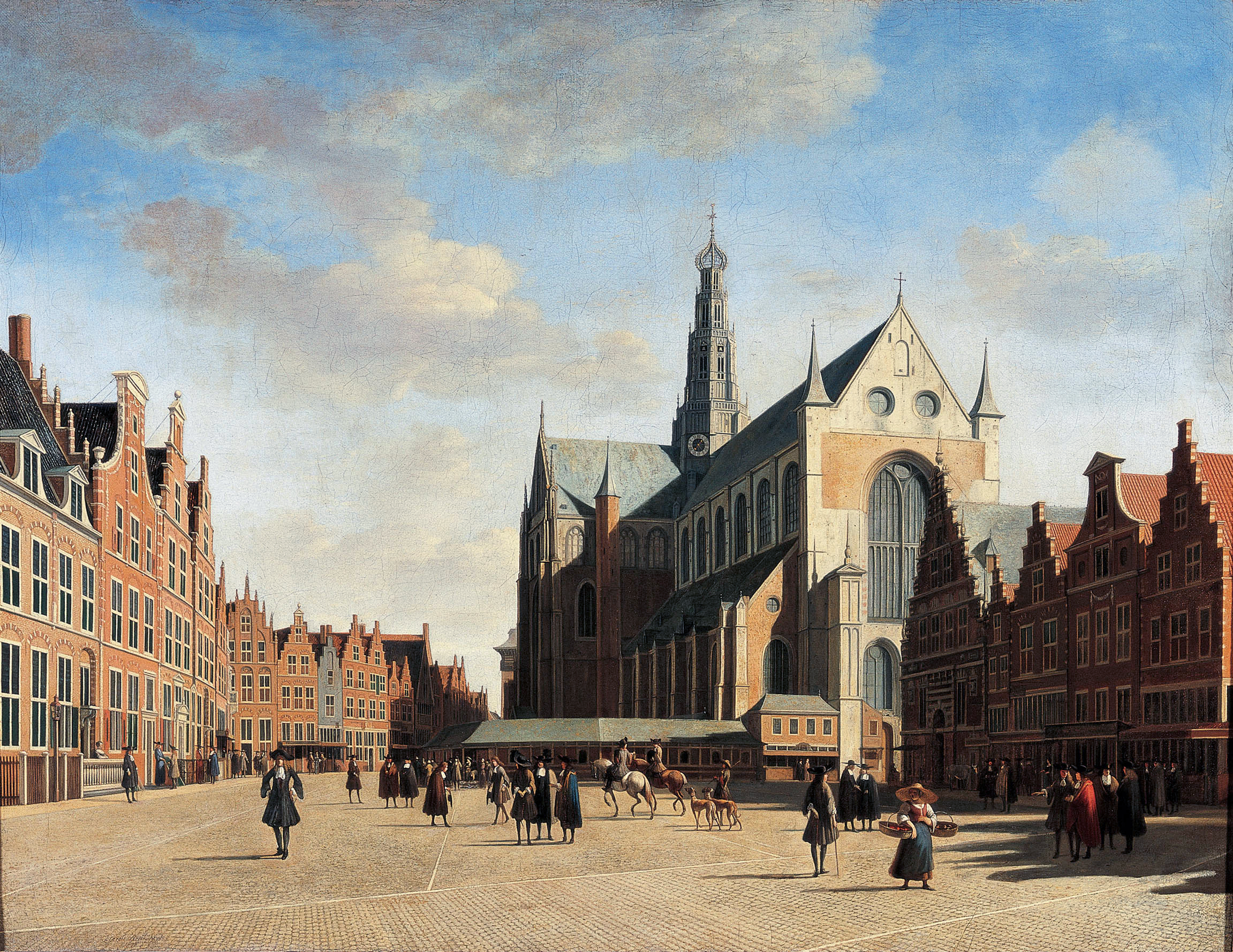
Le Grand marché à Haarlem (1696), de Gerrit Berckheyde.

### Les marines

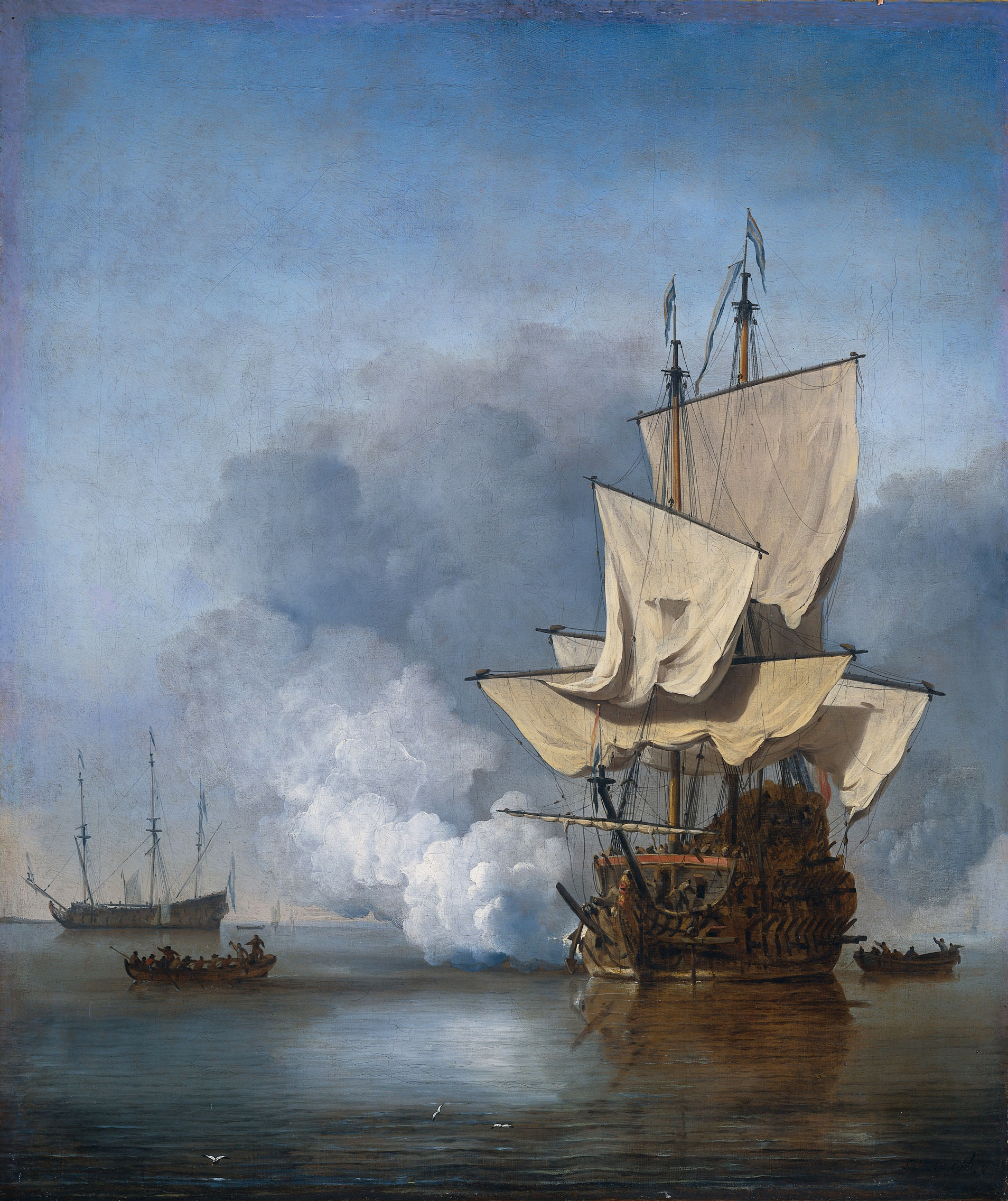
Le Coup de canon (v.1680), de Willem van de Velde le Jeune.

Les Provinces-Unies ayant fondé leur richesse sur le commerce maritime et ayant connu diverses guerres navales, notamment contre la Grande-Bretagne et l'Espagne, il n'est pas étonnant que les marines soient énormément populaires dans ce pays et que les artistes néerlandais aient porté ce genre vers de nouveaux sommets. Les peintures de batailles navales livrées par la marine néerlandaise, alors au faîte de sa gloire, ne manquent pas mais ce sont de nos jours les peintures de scènes plus tranquilles qui sont les plus estimées. Comme pour les paysages, le passage d'une vue élevée artificielle à un point de vue plus bas est une étape essentielle, réalisée par le premier grand spécialiste de marines néerlandais, Hendrick Cornelisz Vroom. Les navires sont généralement représentés en mer, alors que les scènes de docks sont étonnamment absentes.
Un nombre important de marines comportent également une partie terrestre, généralement une plage ou un port, ou l'estuaire d'un fleuve. D'autres artistes se spécialisent dans les scènes de rivières, depuis les petits tableaux de Salomon van Ruysdael, avec de petits bateaux et des rivages de roseaux, jusqu'aux grands paysages italiens d'Albert Cuyp, où le soleil se couche ou se lève au-dessus d'une rivière. Le genre partage beaucoup de caractéristiques communes avec le paysage, beaucoup de paysagistes ayant également peints des scènes de plages ou de rivières, et tous deux se sont développés ensemble avec la retranscription du ciel. Les peintres de marines les plus connus sont Jan Porcellis, Simon de Vlieger, Jan van de Cappelle, Abraham Storck, et surtout Willem van de Velde l'Ancien et son fils qui ont tous deux tendance à faire du navire le sujet principal de leurs compositions alors que leurs prédécesseurs mettaient plus l'accent sur la mer et les conditions météorologiques. Tous deux partent pour Londres en 1672, à la suite de l'effondrement du marché artistique néerlandais, laissant leur place dominante au peintre d'origine allemande Ludolf Bakhuizen, maître des scènes de haute mer. Reinier Nooms, un ancien marin, se spécialise dans des scènes de batailles et de réparations portuaires très fidèles, les deuxièmes étant peu courantes et présentant un intérêt historique, et s'intéresse moins aux effets de lumière et aux conditions météorologiques. Il est également à noter que Rembrandt a peint une seule marine dans sa carrière, Le Christ dans la tempête sur la mer de Galilée, œuvre puissante qui a été volée au musée Isabella Stewart Gardner en 1990 et n'a pas été retrouvée depuis lors.

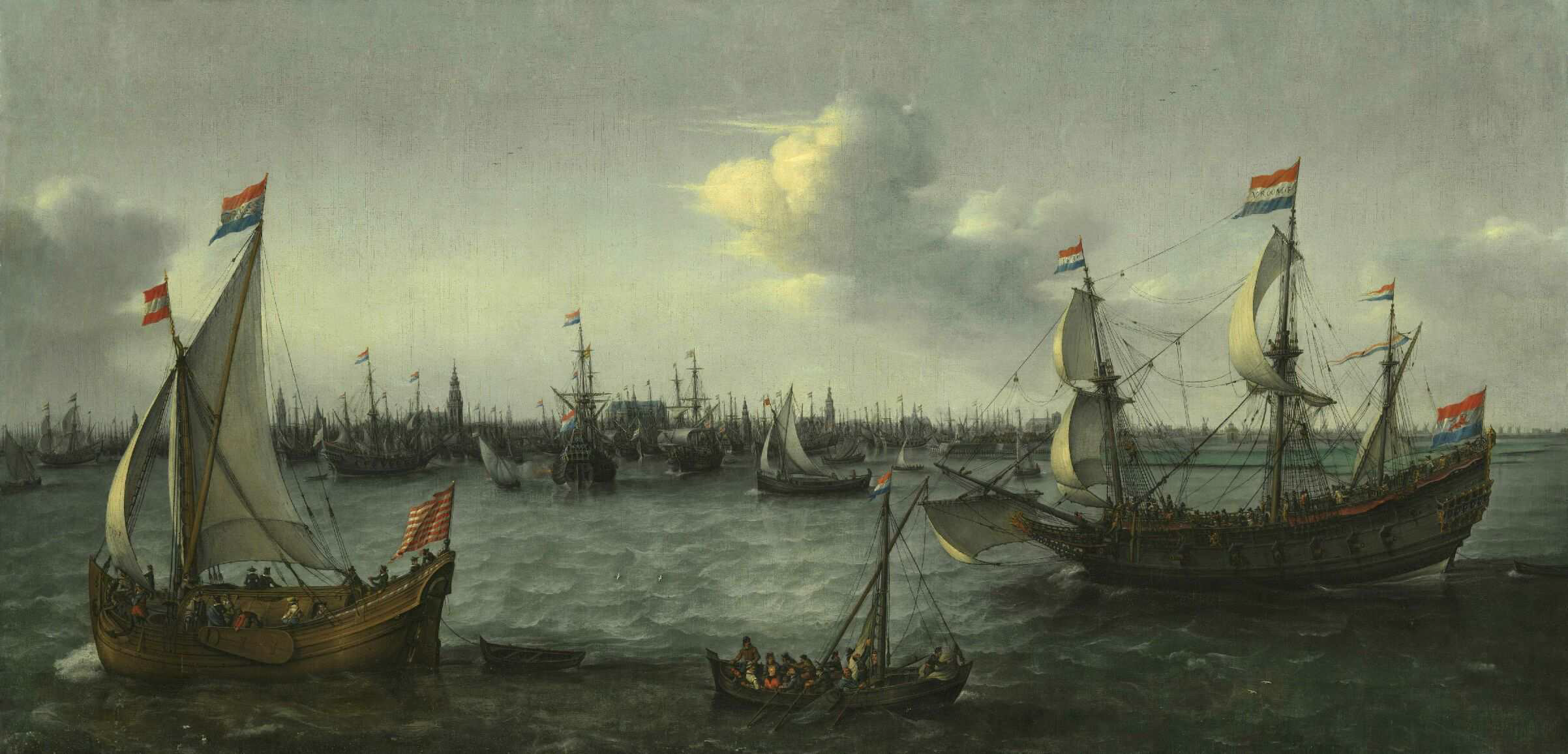
Le Port d'Amsterdam (1630), de Hendrick Cornelisz Vroom.
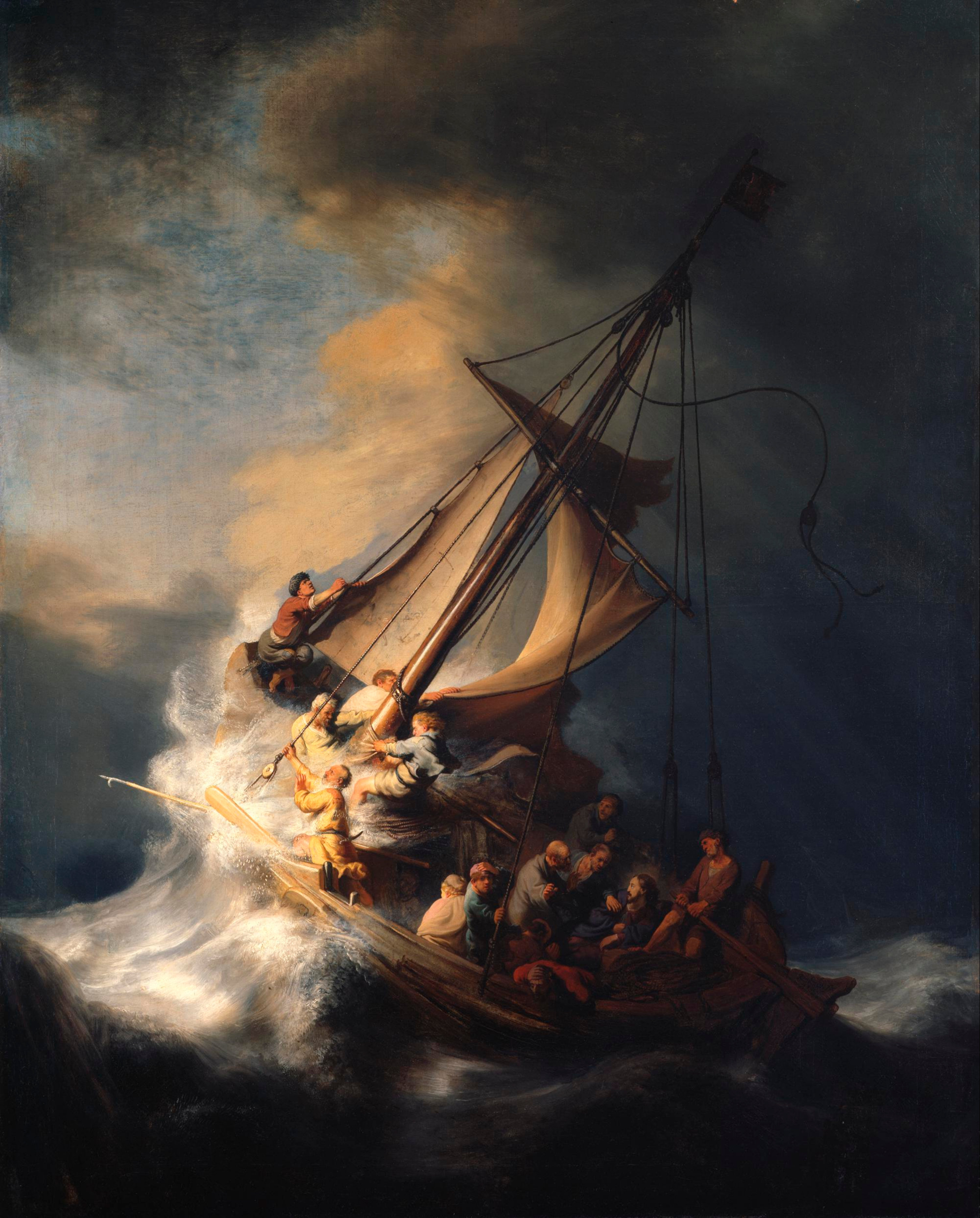
Le Christ dans la tempête sur la mer de Galilée (1633), de Rembrandt.
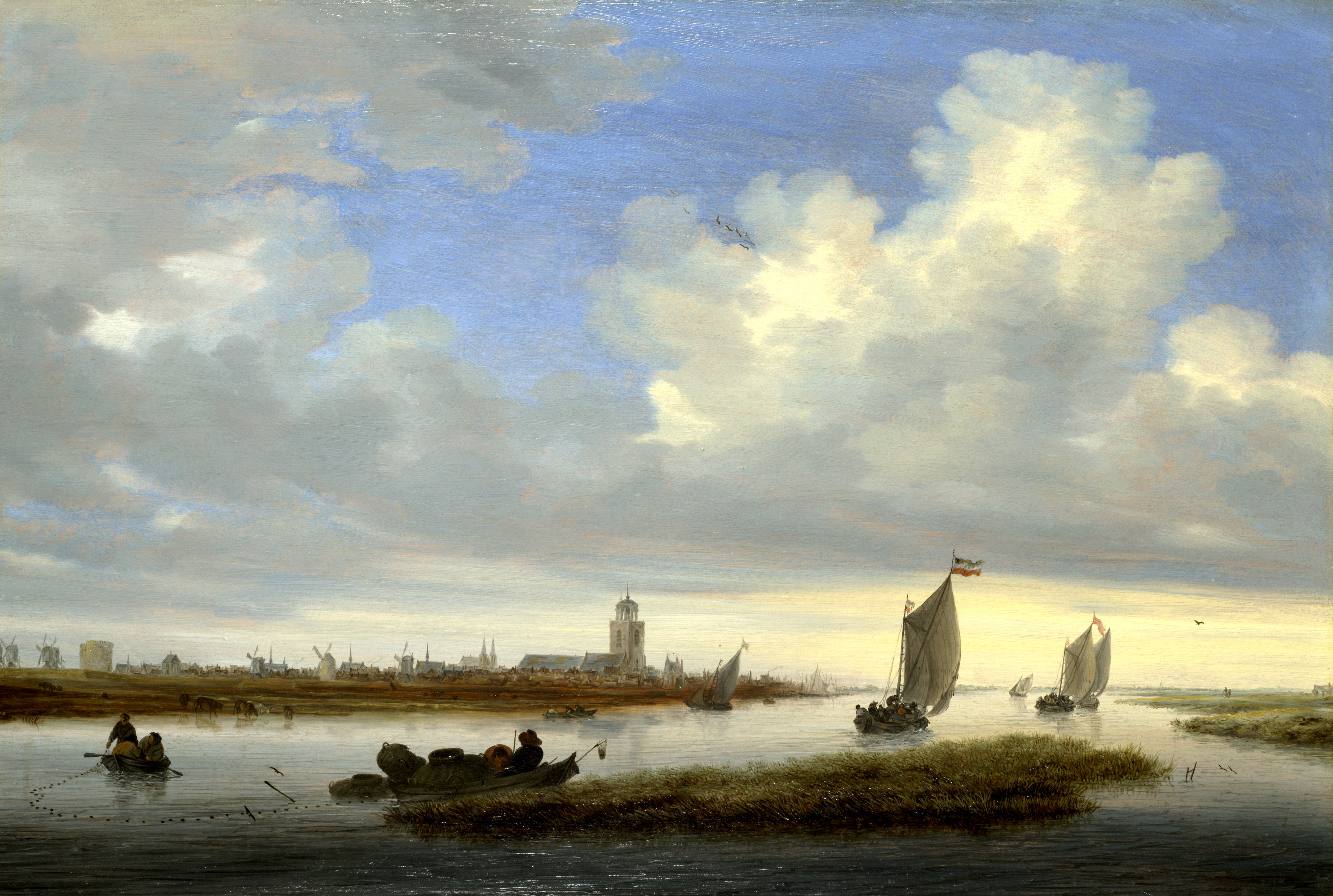
Vue de Deventer (1657), de Salomon van Ruysdael.
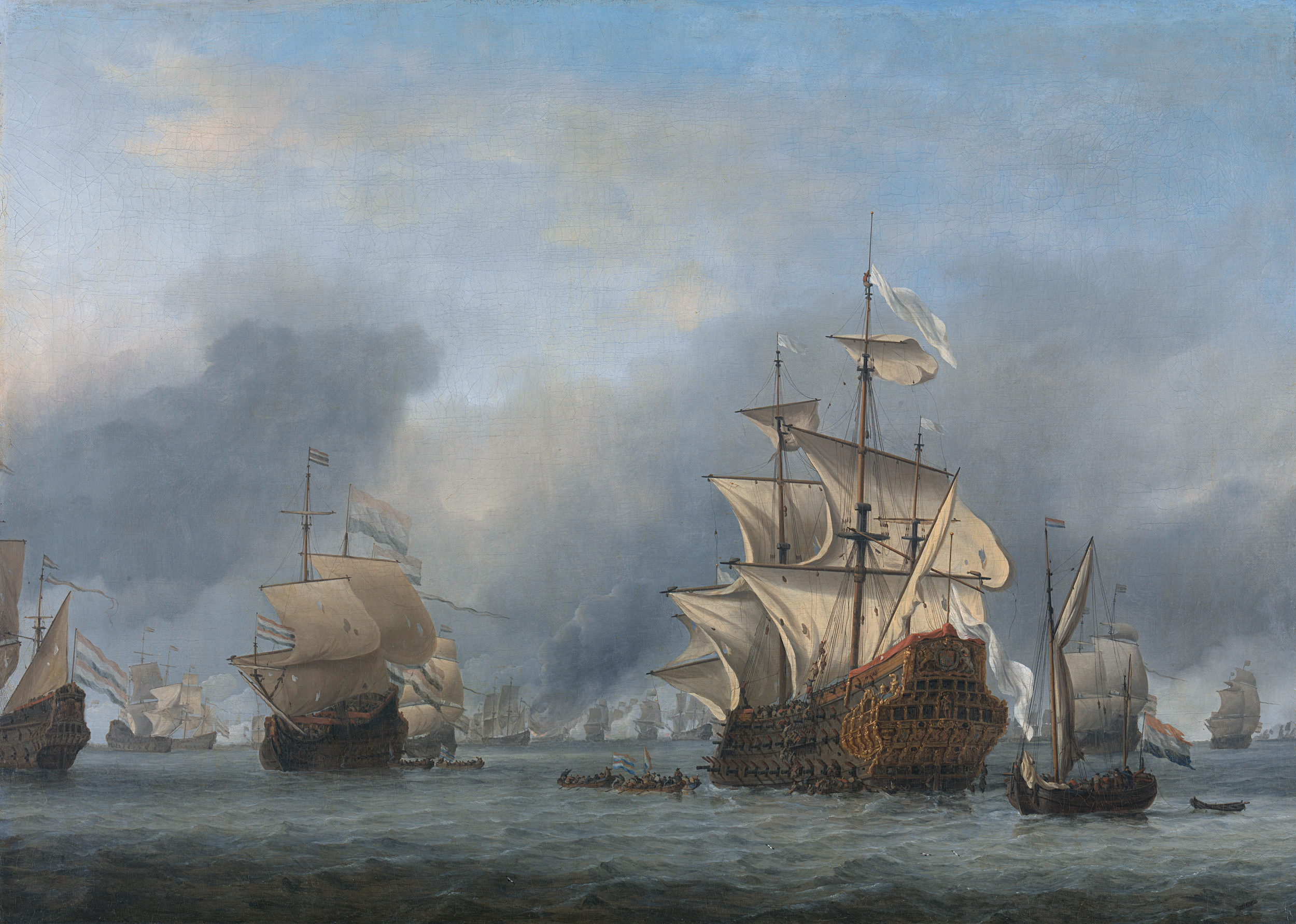
La Capture du Royal Prince (1666-1670), de Willem van de Velde l'Ancien

## La nature morte

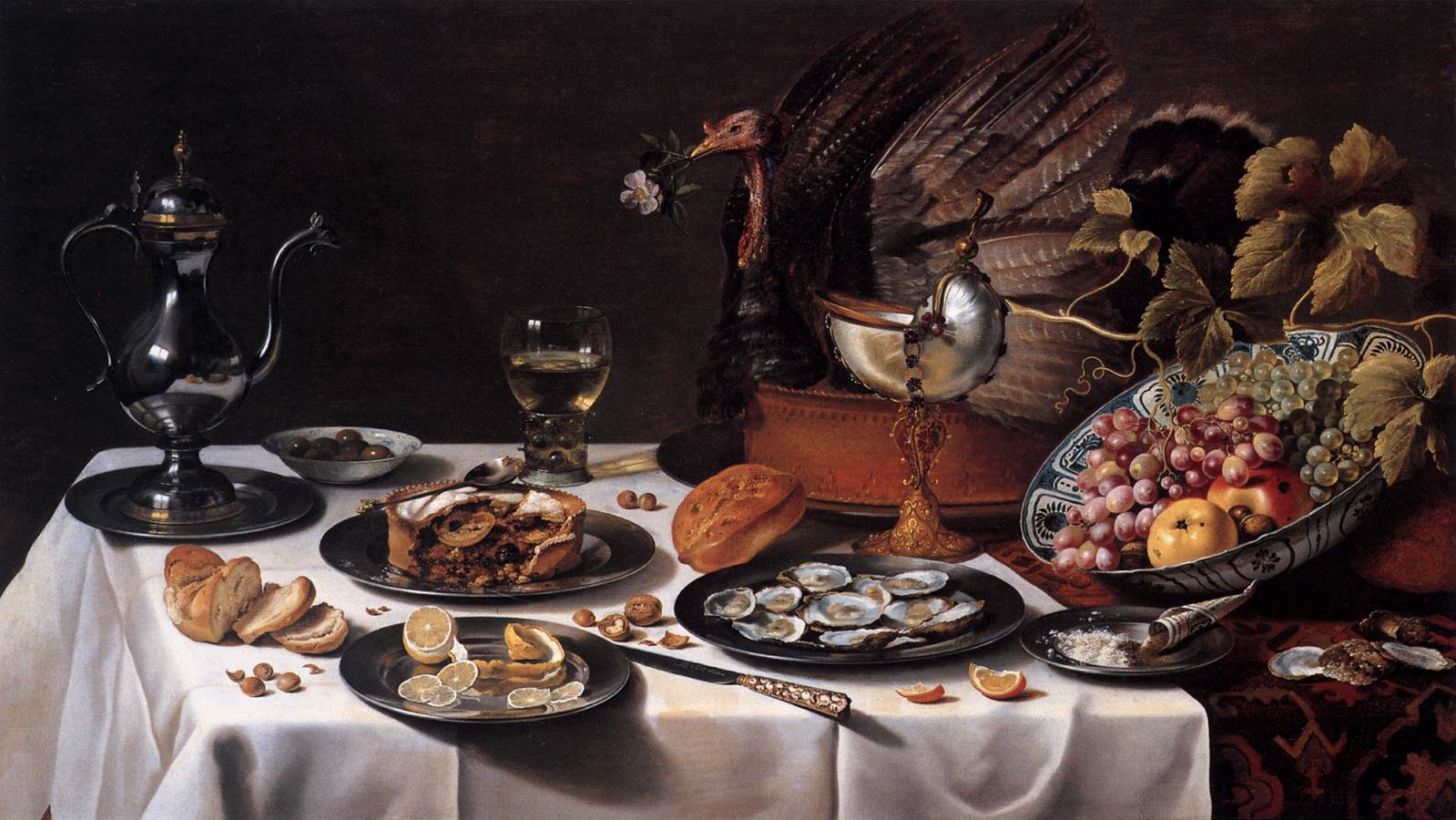
Nature morte avec coupe Nautilus (1627), de Pieter Claesz.

Les natures mortes représentent une grande opportunité de démontrer son aptitude à peindre des textures et des surfaces de façon très détaillée et avec des effets de lumière très réalistes. De la nourriture de toutes sortes disposée sur une table, des couverts en argent, des motifs complexes et des plis subtils sur une nappe, un bouquet de fleurs, sont de véritables défis pour un peintre. Différents sous-genres ont eu droit à leurs propres appellations; ainsi le banketje est le nom donné aux peintures de pièces d'un banquet, alors que ontbjtjes est celui donné pour de simples petits déjeuners. Quasiment toutes les natures mortes comportent un message au sens moralisateur, concernant généralement la brièveté de la vie, thème connu sous le nom de vanité et parfois appuyé par un symbole évident tel qu'un crâne, d'autre fois par un symbole plus subtil tel qu'un citron à demi-épluché (doux en apparence mais au goût amer). De même, les fleurs se fanent, la nourriture pourrit, et l'argent n'est d'aucune utilité à l'âme. Néanmoins, la force de ce message se fait moins ressentir dans les compositions plus élaborées de la seconde moitié du siècle.
À l'origine, les objets représentés dans les natures mortes sont presque toujours communs mais, à partir du milieu du siècle, les pronkstilleven (natures mortes ostentatoires), dépeignant des objets plus coûteux et exotiques, deviennent plus populaires. Les phases pré-réaliste, tonale et classique du paysage trouvent leur équivalent dans la nature morte. Willem Claeszoon Heda et Willem Kalf sont les deux peintres qui assurent cette transition vers des compositions plus raffinées, alors que Pieter Claesz préfèrent peindre de simples ontbjtjes ou des vanités assez explicites. Les couleurs utilisées par ces peintres sont souvent très ternes, avec une dominance de brun, notamment au milieu du siècle. Jan Davidszoon de Heem, peintre qui passe une partie importante de sa carrière à Anvers, fait exception à cette règle et ses compositions s'étendent en longueur pour former des peintures oblongues inhabituelles aux Pays-Bas, bien que Heda ait peint quelques tableaux verticaux. Les peintres de natures mortes ont tendance à créer des dynasties, telles que les de Heem, les Bosschaert et les Heda, alors que Pieter Claesz est le père de Nicolaes Berchem.

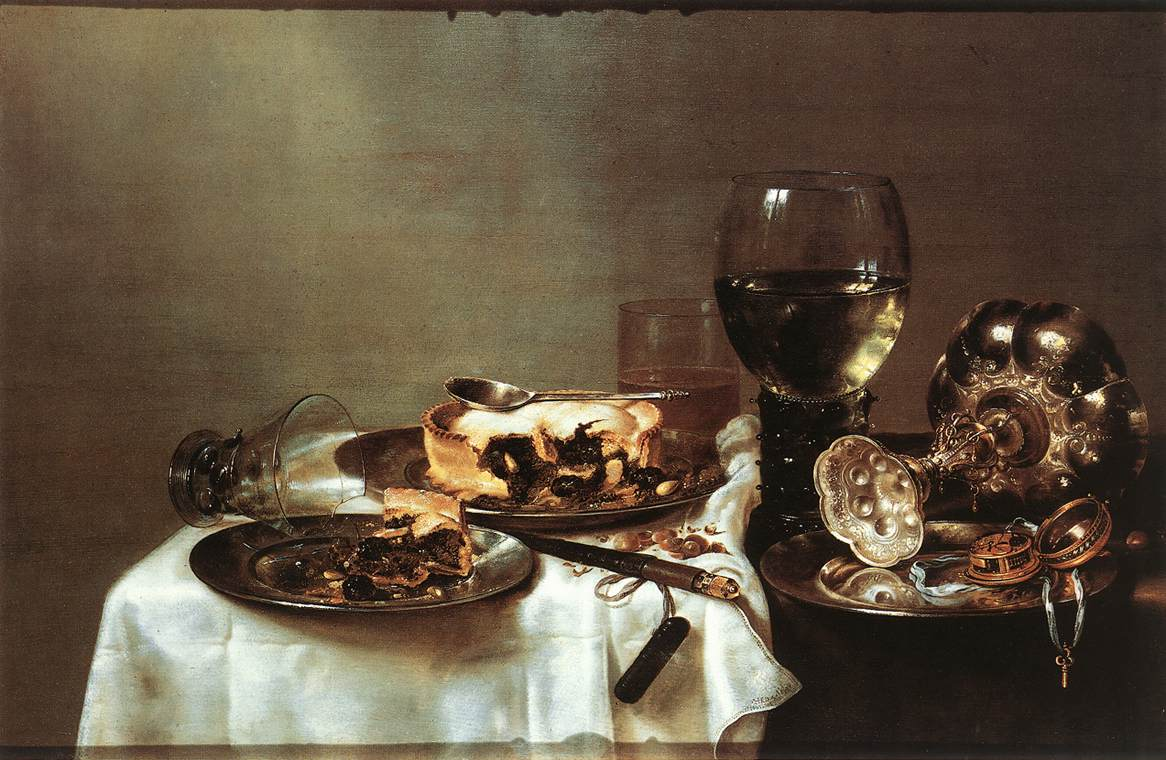
Nature morte à la tarte aux mûres (1660), de Willem Claeszoon Heda, peintre célèbre pour son rendu des surfaces réfléchissantes.

Les compositions florales constituent un sous-groupe à part comprenant ses propres spécialistes, dont quelques femmes, comme Maria van Oosterwijk et Rachel Ruysch, et les artistes néerlandais dominent également l'Europe dans le domaine des dessins et des illustrations de livres concernant la botanique. En dépit du grand réalisme atteint par ces peintures, elles sont habituellement composées d'après des études individuelles ou même des illustrations de livres, et des fleurs de saisons différentes sont fréquemment incluses dans la même composition. Il y a également un côté irréaliste dans ces bouquets de fleurs reposant dans des vases car ceux-ci n'étaient pas du tout communs à cette époque, même les familles les plus riches arrangeant leurs fleurs une par une dans des tulipières en faïence de Delft.
La tradition néerlandaise de la nature morte commence avec Ambrosius Bosschaert, peintre d'origine flamande qui s'installe aux Pays-Bas à la fin du XVIe siècle et fonde une dynastie de peintres. Son beau-frère, Balthasar van der Ast, est un précurseur dans le domaine des natures mortes de coquillages et des peintures florales. Ses premières œuvres sont éclairées très vivement et ses bouquets de fleurs sont arrangés de manière relativement simple. Les compositions tendant plus vers le baroque, et sur un fond plus foncé, deviennent plus populaires à partir du milieu du siècle, avec notamment les œuvres de Willem van Aelst.
Les peintres de Leyde, de La Haye et d'Amsterdam excellent particulièrement dans la nature morte. La volaille et le gibier en train de faisander constitue un autre sous-genre de la nature morte, de même que les poissons morts, le poisson étant la nourriture de base aux Pays-Bas, et Jan Weenix et Abraham van Beijeren ont réalisé beaucoup de peintures dans ces deux sous-genres. Contrairement au style flamand, les artistes néerlandais ne sont pas enclins à mélanger des éléments de nature morte à d'autres styles de peintures, cela aurait été vu comme de l'orgueil, ni à collaborer entre spécialistes sur des éléments différents d'une même œuvre, mais le cas s'est quelquefois produit, Philips Wouwerman étant de temps en temps employé pour transformer un paysage en scène de chasse ou d'escarmouche en y ajoutant des hommes et des chevaux, et Nicolaes Berchem et Adriaen van de Velde pour ajouter des personnages ou des animaux de ferme.

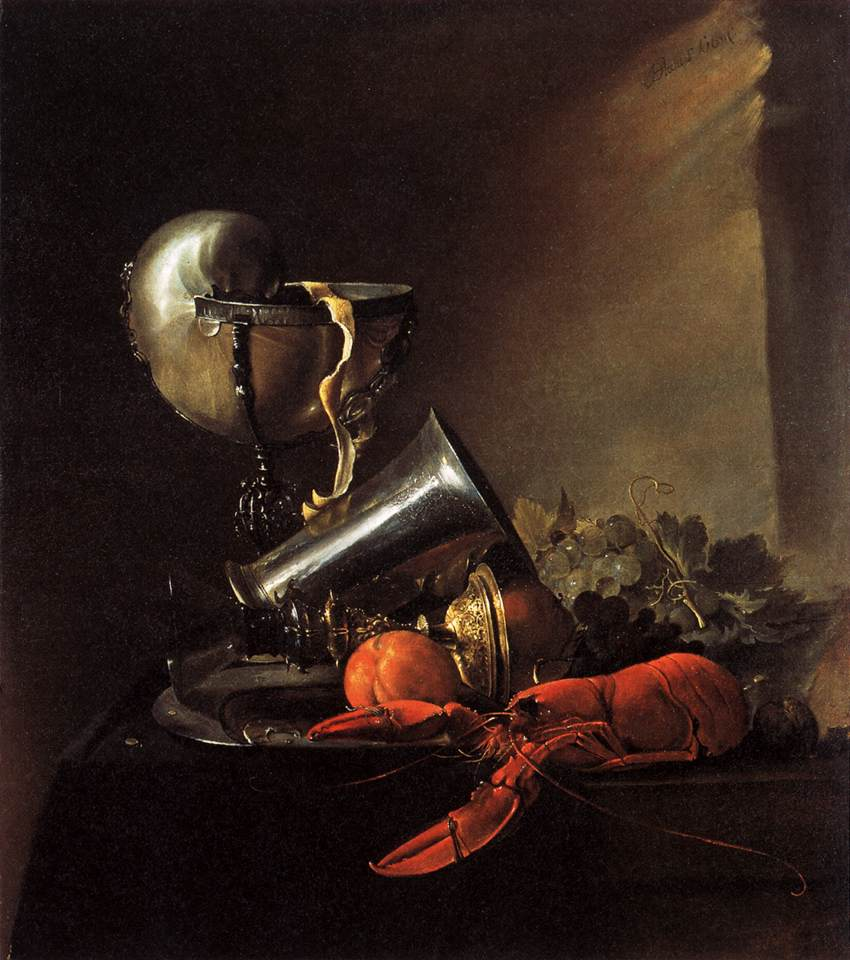
Nature morte avec homard et coupe d'escargots de mer (1634), de Jan Davidszoon de Heem.
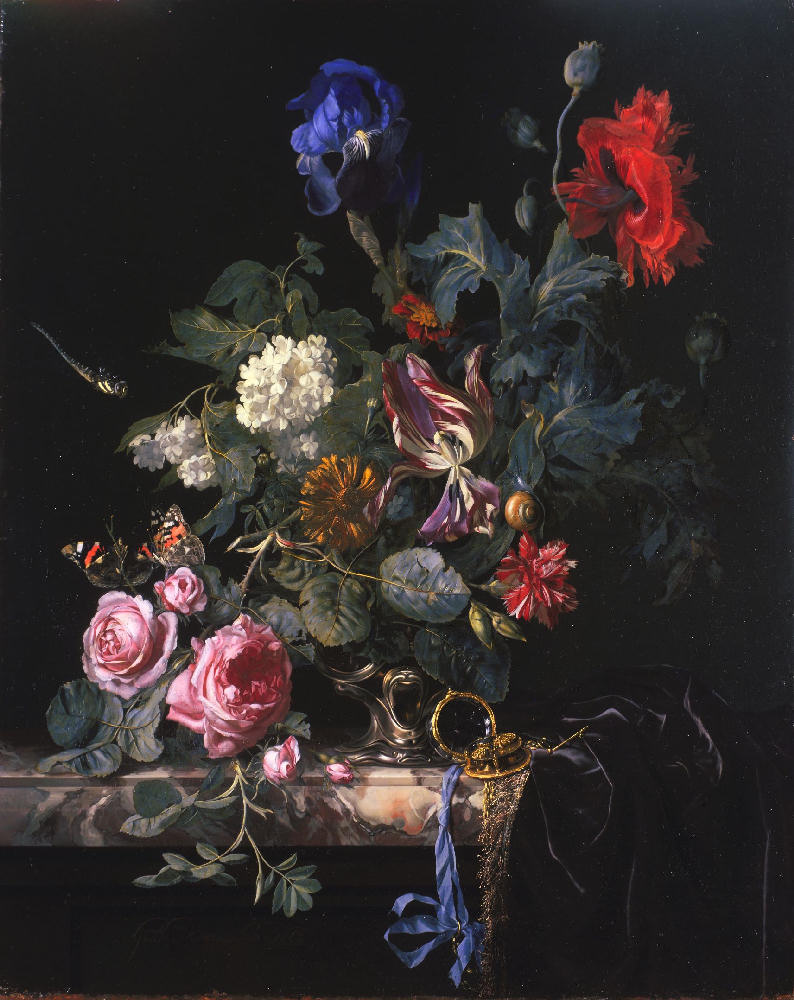
Nature morte de fleurs avec montre (1663), de Willem van Aelst.
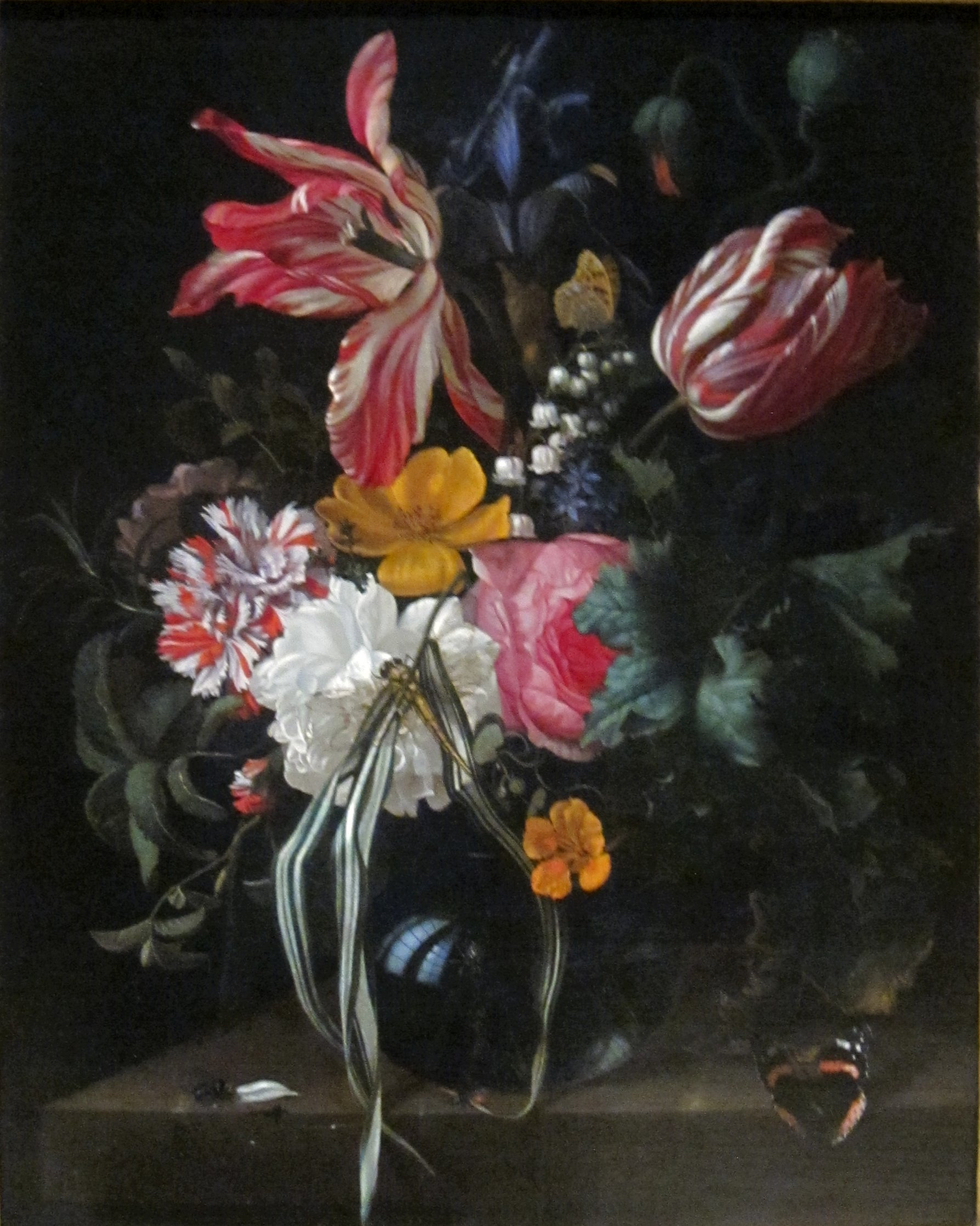
Vase avec des tulipes, roses et d'autres fleurs avec des insectes (1669), de Maria van Oosterwijk.
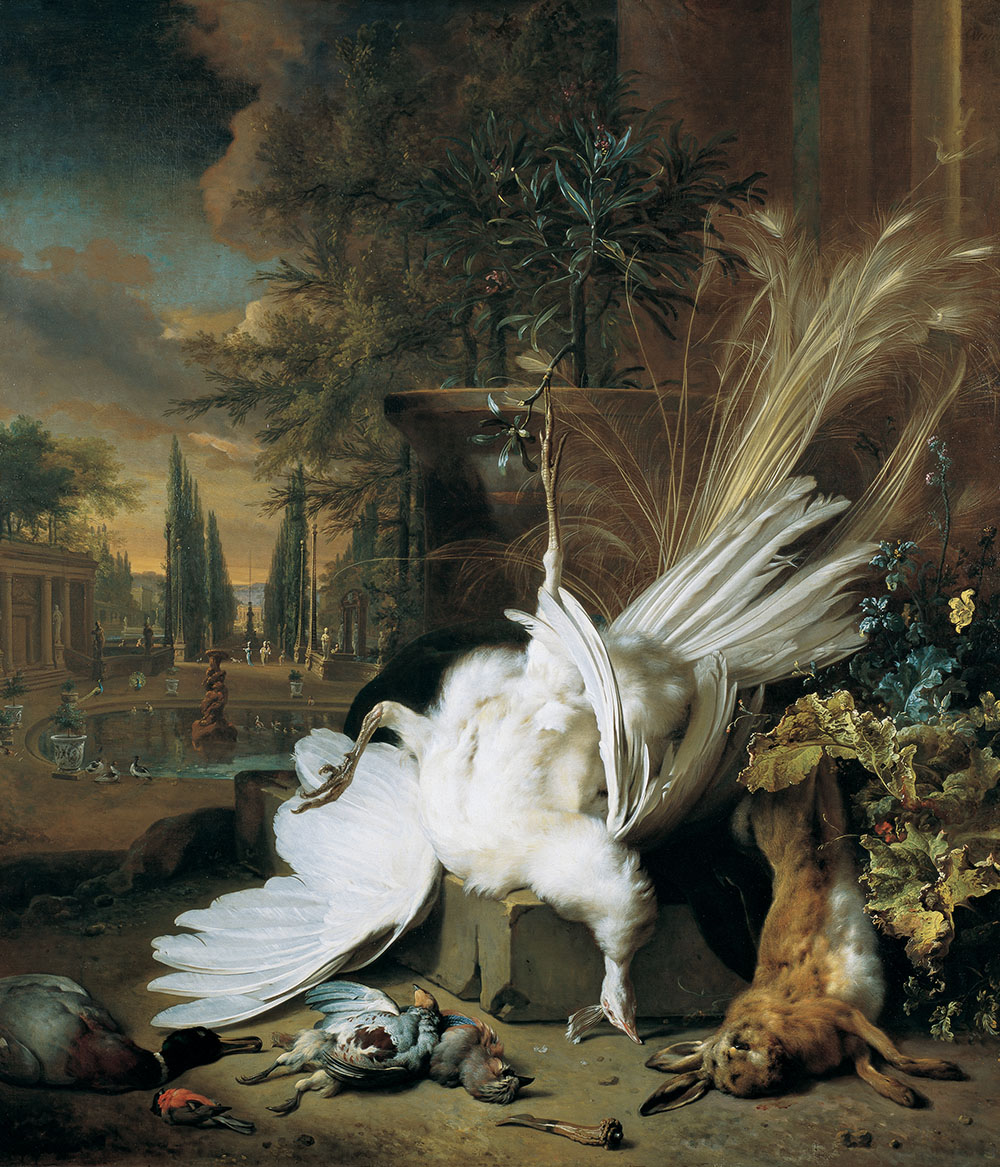
Le Paon blanc (1692), de Jan Weenix.
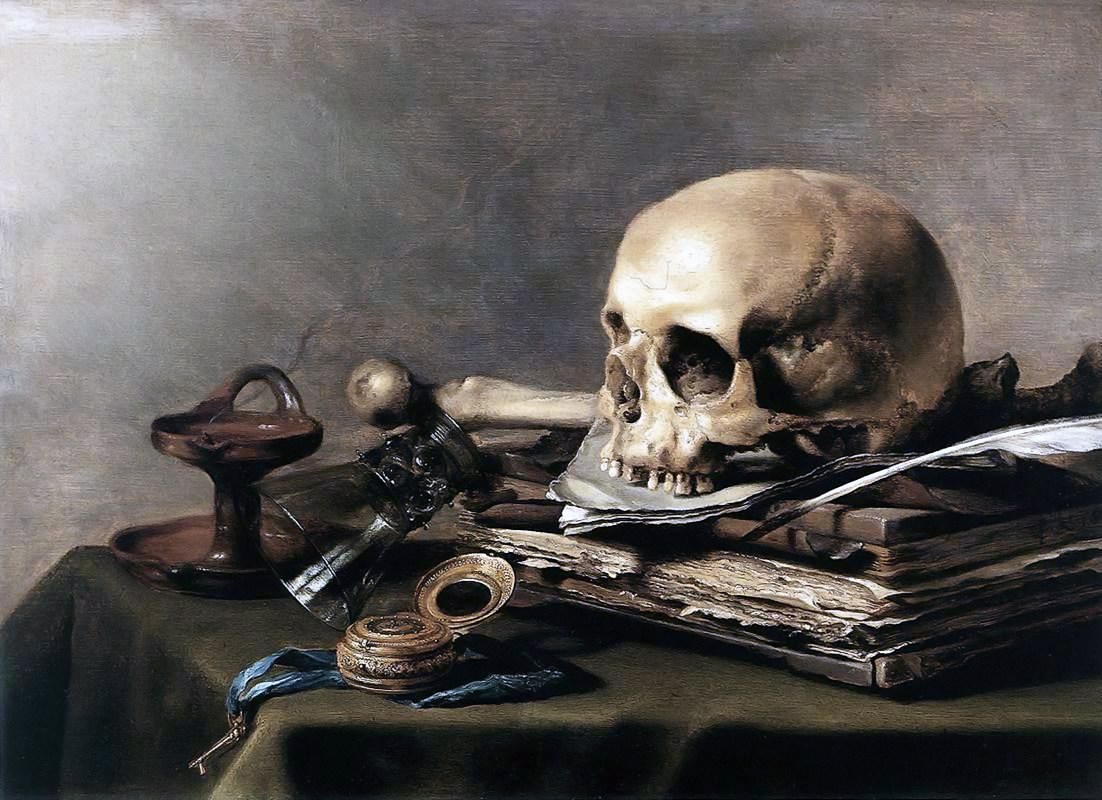
Vanité (1630), de Pieter Claesz.

## La peinture néerlandaise de l'étranger

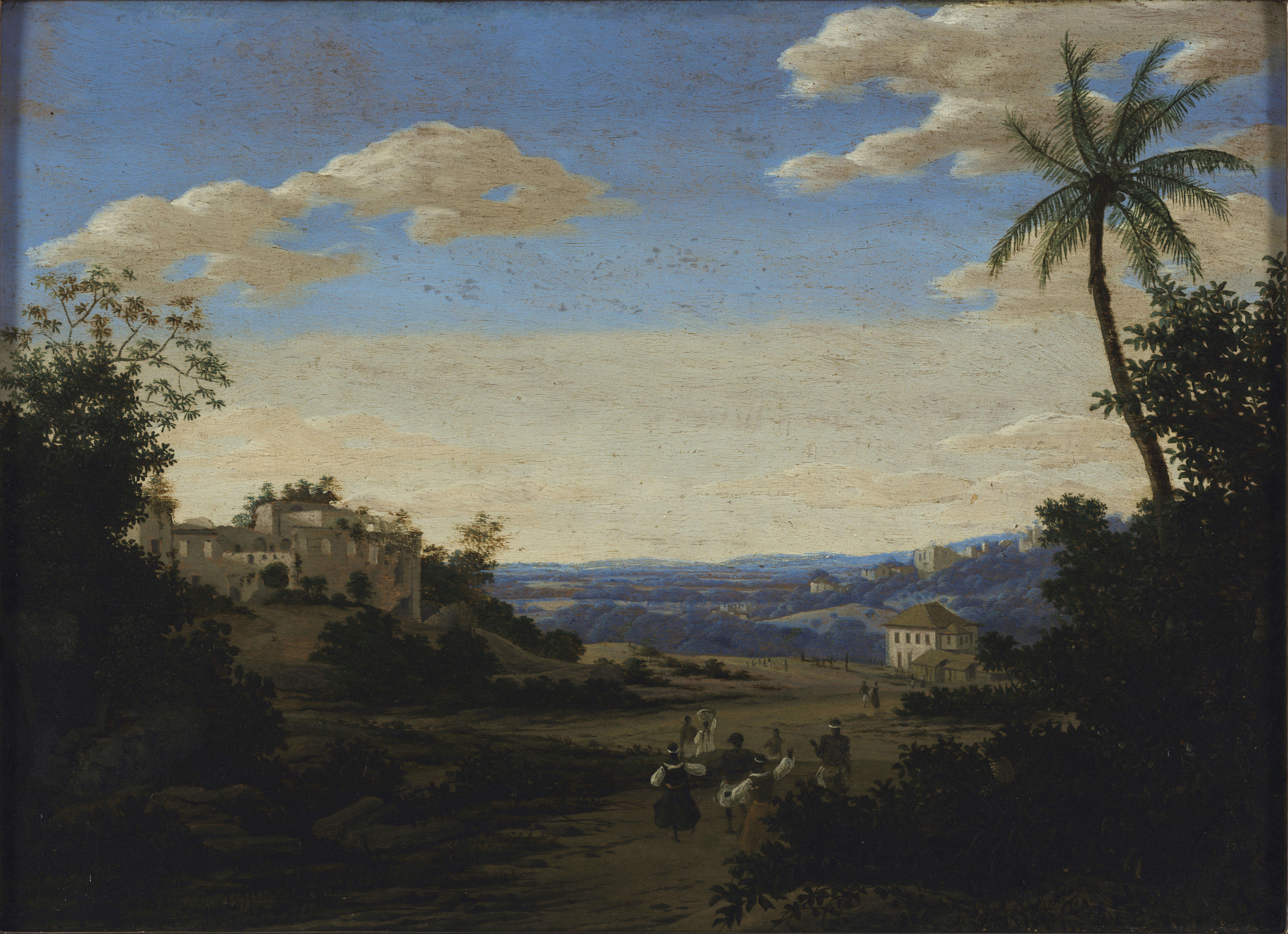
Vue de Pernambuco (1637/1644), de Frans Post.

Le Livre des peintres de Carel van Mander se veut être non seulement une liste de biographies, mais aussi une source de conseils pour les jeunes artistes. Il devient ainsi une lecture de travail classique pour des générations de jeunes artistes néerlandais et flamands tout au long du XVIIe siècle. Le livre conseille aux peintres de voyager, notamment à Florence et à Rome et, ainsi, beaucoup d'artistes visitent l'Italie. Toutefois, il est à noter que les figures les plus marquantes de la peinture néerlandaise de l'âge d'or, telles que Rembrandt, Vermeer, Frans Hals, Jan Steen et Jacob van Ruisdael, n'ont jamais entrepris un tel voyage.
Beaucoup de peintres néerlandais et flamands travaillent à l'étranger ou exportent leurs œuvres; l'estampe est également un important marché d'exportation, et c'est par ce moyen que Rembrandt devient célèbre à travers l'Europe. Les peintres anglais sont fortement influencés par leurs confrères néerlandais, et Peter Lely et Godfrey Kneller développent l'école anglaise du portrait d'après un style établi par le flamand Antoine van Dyck avant la première Révolution anglaise. Les Van de Velde père et fils, peintres de marines, font partie des plusieurs artistes néerlandais qui quittent les Provinces-Unies lors de l'invasion française de 1672, invasion qui provoque l'effondrement du marché artistique. Ils s'installent à Londres, et l'école paysagiste anglaise est fondée par quelques peintres néerlandais moins prestigieux, comme Hendrick Danckerts. Les Bamboccianti forment une colonie de peintres néerlandais qui introduisent la peinture de genre en Italie. Jan Weenix et Melchior d'Hondecoeter se spécialisent dans la peinture de gibier et d'oiseaux, morts ou vivants, et leurs services sont demandés à travers toute l'Europe du Nord. Le paysagiste Frans Post et le peintre de natures mortes Albert Eckhout sont envoyés dans la colonie, à la brève existence, de Nouvelle-Hollande, au Brésil, et y peignent de nombreuses œuvres, alors que les colonies des Indes orientales néerlandaises, bien plus importantes, sont beaucoup moins bien représentées sur le plan artistique.

## Réputation postérieure

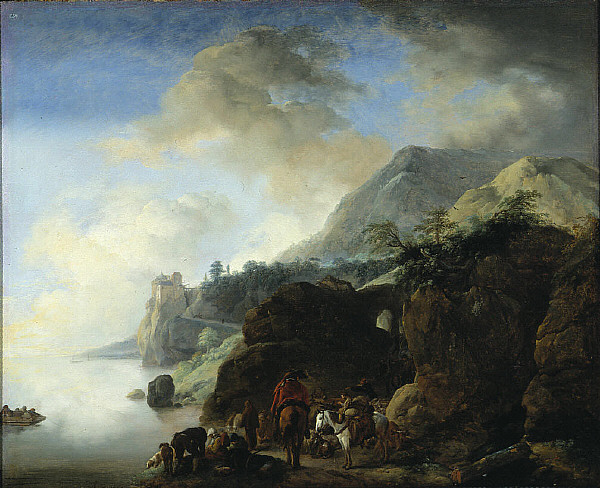
Voyageurs attendant le ferry (1649), de Philips Wouwerman, paysage comportant le cheval blanc caractéristique des peintures de cet artiste.

L'énorme succès de la peinture néerlandaise du XVIIe siècle a de loin surpassé celui rencontré par les générations postérieures, et aucun peintre néerlandais du XVIIIe et du XIXe siècle n'est bien connu en dehors des Pays-Bas en dehors de Vincent van Gogh. Dès la fin du siècle d'or, les artistes se plaignaient que les acheteurs étaient plus intéressés par les œuvres des peintres morts que par celles des vivants.
Les peintures néerlandaises de l'âge d'or ont toujours constitué une importante partie des collections de tableaux antérieurs au XIXe siècle, notamment en raison de l'énorme quantité d'œuvres produites. Il y a par exemple plus de 60 tableaux de Philips Wouwerman à la Gemäldegalerie Alte Meister de Dresde et plus de 50 toiles du même artiste au musée de l'Ermitage. Les artistes de cette période ont été diversement appréciés suivant les époques, le seul facteur constant quasiment tout le temps étant l'admiration pour Rembrandt, notamment durant la période romantique. D'autres peintres ont connu des changements radicaux concernant leur succès critique et le prix de leurs toiles; les fijnschilders avaient par exemple d'excellentes réputations à la fin du XVIIe siècle mais, à partir du milieu du XIXe siècle, d'autres œuvres réalistes de genres divers ont été bien plus appréciées. Johannes Vermeer a été tiré de l'oubli le plus total durant le XIXe siècle, plusieurs de ses œuvres ayant été avant cela attribuées à d'autres peintres. Toutefois, le fait qu'autant de ses toiles se trouvaient déjà dans d'importantes collections, même en étant attribuées à d'autres, prouve que la qualité de ses peintures était reconnue même si son œuvre collective était inconnue. D'autres artistes ont été redécouverts plus tard encore, le paysagiste Frans Post au début du XXe siècle, et le peintre de natures mortes Adriaen Coorte seulement dans les années 1950.

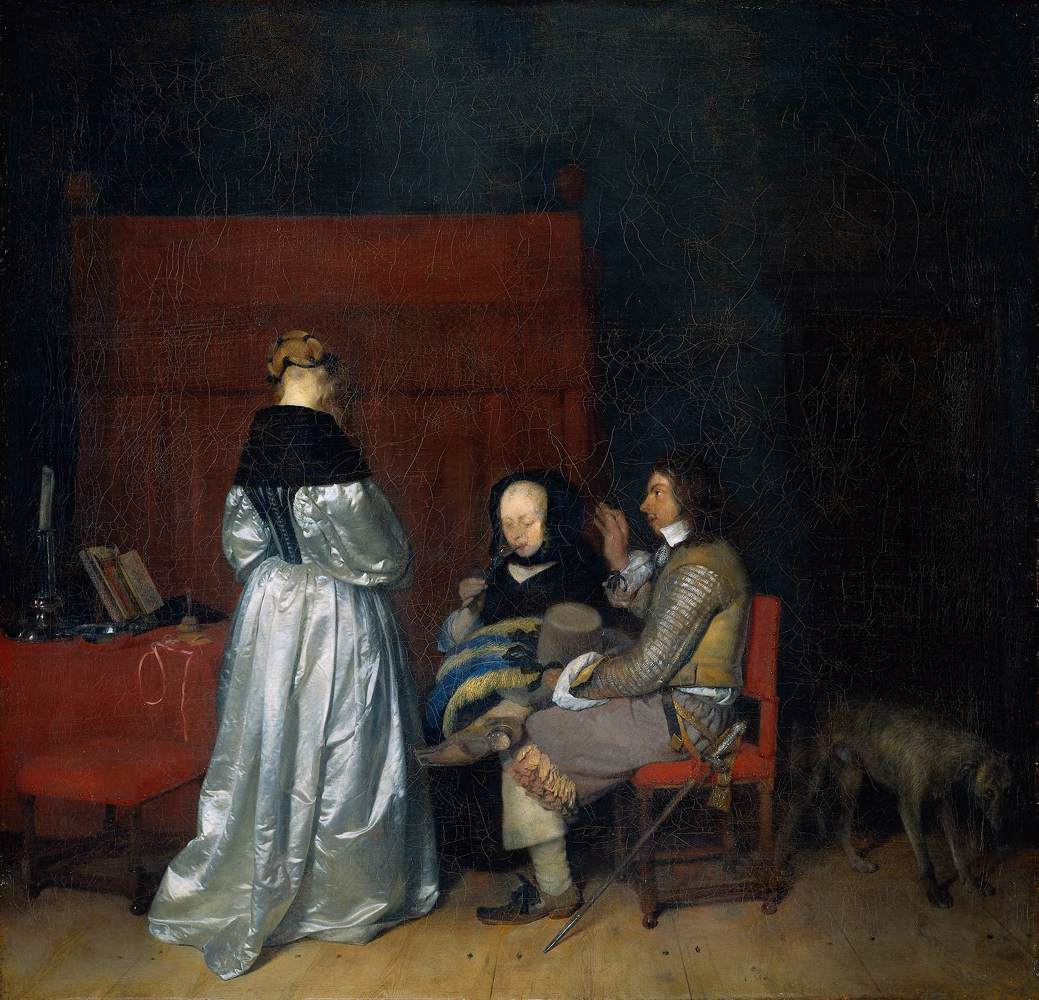
La Remontrance paternelle (v.1654), de Gerard ter Borch.

Les peintures de genre ont été pendant longtemps populaires mais peu considérées. Joshua Reynolds, chef de file anglais de la peinture académique du XVIIIe siècle, a formulé plusieurs commentaires sur l'art néerlandais très indicatifs à cet égard. Il était impressionné par la qualité de La Laitière et le rendu très vivant des portraits de Frans Hals, regrettant que celui-ci manquait de patience pour une finition plus appropriée, et se lamentait que Jan Steen ne fut pas né en Italie et formé durant la Haute Renaissance afin qu'il ait pu faire meilleur usage de son talent. L'aspect moralisateur de la peinture de genre n'était plus compris du temps de Reynolds, même aux Pays-Bas, comme le montre le titre donné au tableau de Gerard ter Borch, La Remontrance paternelle, œuvre qui fut saluée par Goethe pour le soin pris à dépeindre cette « scène entre un père et sa fille », alors que la plupart des experts modernes s'accordent à penser qu'il s'agit en fait d'une scène de proposition dans un lupanar.
Dans la seconde moitié du XVIIIe siècle, le réalisme terre-à-terre de la peinture néerlandaise était associé au parti whig en Angleterre et au rationalisme éclairé et aux aspirations de réforme politique en France. Durant le XIXe siècle, période de respect quasi-universel pour le réalisme et du déclin final de la hiérarchie des genres, les peintres ont commencé à emprunter aux peintres de genre leur côté réaliste et leur utilisation d'objets dans un but narratif et ont peint des sujets similaires, et tous les genres dans lesquels les peintres néerlandais avaient été des précurseurs commencèrent à apparaître sur des toiles aux dimensions bien plus grandes (à l'exception des natures mortes).
Dans le domaine du paysage, les peintres italiens ont été les plus influents et les mieux considérés durant tout le XVIIIe siècle, mais John Constable et d'autres romantiques ont dénoncé leur côté artificiel, leur préférant les artistes néerlandais de l'âge d'or. Par la suite, les deux écoles ont été aussi influentes et populaires l'une que l'autre durant le XIXe siècle.